# Massy (Essonne)
Pour les articles homonymes, voir Massy.
Massy (prononcé [masi] ) est une commune française située dans le département de l'Essonne en région Île-de-France.
Elle est le chef-lieu du canton de Massy et le siège du secteur pastoral de Massy-Verrières. Elle se situe dans la partie est de la grappe technologique de Paris-Saclay.
Villa rustica dès l’an 300, élevée au rang de baronnie au Xe siècle, scindée entre les domaines de Massy et de Vilgénis au XIIe siècle, à la fois village agricole et site d’accueil d’une ancienne tuilerie d’Île-de-France depuis 1640, Massy fut ensuite la commune d’adoption de savants prestigieux comme Nicolas Appert et Numa Denis Fustel de Coulanges, mais aussi du prince impérial Jérôme Bonaparte.
Le XIXe siècle vit l’installation de deux lignes ferroviaires d’importance régionale. Bourg partiellement détruit par les bombardements de la Seconde Guerre mondiale, parsemé de bidonvilles dès les années 1950, il fut transfiguré avec l’installation de l'un des premiers grands ensembles de la région, et équipé avec, par exemple, l’implantation du centre de formation Air France au château de Vilgénis, du site de l’école AgroParisTech, de la gare de Massy TGV et de l’opéra de Massy, qui en fait aujourd’hui, avec ses 50 644 habitants en 2019, le premier pôle économique du département, le second carrefour ferroviaire régional hors de Paris après Juvisy-sur-Orge, et la seule commune disposant d’un opéra en banlieue parisienne. Elle est en outre connue à l’étranger pour accueillir chaque année depuis 1993 le Festival international du cirque de Massy.
Ses habitants sont les Massicoises et Massicois,.

## Géographie

### Localisation
Les communes limitrophes sont Antony, Champlan, Chilly-Mazarin, Igny, Palaiseau, Verrières-le-Buisson et Wissous.

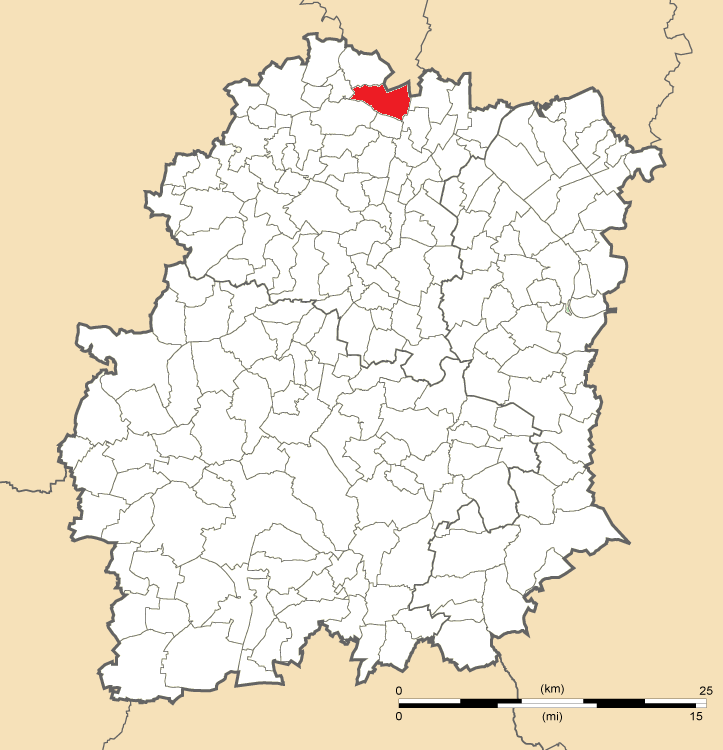
Position de Massy en Essonne.

Massy est située dans la région Île-de-France, à l’extrême nord du département de l’Essonne, en totalité intégrée à l’agglomération parisienne, au cœur de la région naturelle du Hurepoix. La commune occupe un territoire approximativement trapézoïdal orienté d’ouest en est, les côtés parallèles faisant respectivement un et trois kilomètres, les deux autres côtés faisant chacun cinq kilomètres, elle occupe une superficie de neuf cent quarante trois hectares. L’Institut national de l'information géographique et forestière donne les coordonnées géographiques 48°43'57" N et 02°16'36" E au point central de ce territoire.
Troisième commune du département par sa démographie, Massy y est pourtant excentrée, elle est ainsi située à quinze kilomètres au sud-ouest de Paris-Notre-Dame, point zéro des routes de France, mais seize kilomètres au nord-ouest d’Évry, quatre kilomètres au nord-est de Palaiseau, vingt kilomètres au nord-ouest de Corbeil-Essonnes, trente-quatre kilomètres au nord-est d’Étampes, dix kilomètres au nord de Montlhéry, seize kilomètres au nord d’Arpajon, vingt-huit kilomètres au nord-ouest de La Ferté-Alais, trente kilomètres au nord-est de Dourdan, trente-neuf kilomètres au nord-ouest de Milly-la-Forêt et seulement treize kilomètres au sud-est du chef-lieu yvelinois Versailles. En outre, la commune est située à cent vingt-quatre kilomètres au sud-est de son homonyme haute-normande Massy et à trois cent cinq kilomètres au nord-ouest de son homonyme bourguignonne Massy.

### Communes limitrophes
Le territoire de Massy est installé au sud de la rivière la Bièvre. Celle-ci matérialise la frontière nord-nord-ouest avec Verrières-le-Buisson. Au nord-est est implantée la sous-préfecture des Hauts-de-Seine, Antony, en partie séparée de Massy par le tracé de la route nationale 20 qui prend l’appellation d’« avenue du Maréchal-Leclerc » et se poursuit vers le sud en traversant la commune. À l’est, Massy partage une zone d’activités commerciales avec Wissous implantée en bout des pistes de l’aéroport Paris-Orly entre les autoroutes A6 et A10 et qui se poursuit vers le sud-est sur la frontière avec Chilly-Mazarin. Le sud de la commune est totalement limitrophe du village de Champlan, le sud-ouest, composé pour partie d’une zone industrielle et de quartiers résidentiels est à la frontière avec la sous-préfecture de l’Essonne, Palaiseau et l’ouest est pour une petite partie limitrophe de la commune voisine d’Igny.
| Verrières-le-Buisson |          | Antony         |
| Igny                 | Massy    | Wissous        |
| Palaiseau            | Champlan | Chilly-Mazarin |

### Relief et géologie
Massy est implantée à l’extrémité nord du plateau de Saclay, en bordure de la rivière la Bièvre. Le territoire s’étage entre une altitude de 110 mètres au sud-sud-ouest (dans le quartier du Pileu) et 55 mètres au nord-ouest en suivant le cours de la rivière vers le nord. Le vieux Massy était ainsi installé dans une cuvette en bordure de la rivière, au pied de ce qui est encore appelé le « Mont Gaudon » qui culmine à 101 mètres. Les quartiers pavillonnaires modernes furent bâtis sur deux monticules vers le sud-ouest et les frontières avec Palaiseau ou Igny, les grands ensembles communs avec Antony furent eux construits sur le plateau nord séparant les vallées de la Bièvre de celle de la Seine plus à l’est. Située au nord du pays Hurepoix, la commune est installée sur un sous-sol typique du Bassin parisien, composé de diverses couches, de sable de Fontainebleau et de meulière, puis de marne mêlée au gypse et enfin de calcaire, mis au jour lors des travaux de la tranchée du TGV Atlantique.

### Hydrographie

#### La Bièvre
La commune est bordée au nord par le cours de la Bièvre sur 1,52 km.
À son entrée à Massy par l’ouest à la limite de Verrières, la Bièvre comprend deux bras, comme sur une grande partie de son parcours, le cours naturel de la rivière, généralement nommé Bièvre morte dans d’autres localités, et un bras artificiel surélevé, la Bièvre vive.
- Le bras naturel passe sous la rue de Paris à Verrières et la voie de la vallée de la Bièvre à la jonction de ces 2 routes, parcourt le parc de Vilgénis, puis  entre dans un parcours souterrain à côté d'un gymnase, continue le long de la D 60 au sud de cette route et rejoint l’autre bras au niveau de la rue de Villaine pour former un bras unique en aval. Cette traversée du parc de Vilgénis a fait l’objet de travaux du Syndicat intercommunal d'assainissement de la vallée de la Bièvre  en 2017 qui ont permis de restituer le cours originel de la rivière et de ses anciens méandres, en améliorant la qualité de l’eau et de la biodiversité. Ces travaux devraient également assurer une protection contre les inondations.
- Le bras artificiel, surélevé, qui actionnait les roues des moulins de Gray et des Migneaux, longe la voie de la vallée de la Bièvre (route D 60) en formant la limite entre les communes de Massy et de Verrières-le-Buisson. Recouvert lors de la création de la route, il a par la suite été remis à jour sauf un tronçon de 200 mètres entre la rue de Villaine et la rue du Pré à Verrières rouvert en juin 2018. Ce bras a été légèrement dévié lors des travaux du Syndicat intercommunal d'assainissement de la vallée de la Bièvre dans les années 1960. Ces travaux ont permis la construction des immeubles du nouveau Villaine et du quartier de la Poterne dans une zone anciennement inondable. Ce bras alimentait le moulin Migneaux qui était situé à l’angle de l’allée du Moulin et de la rue du Pré à Verrières.

De la rue du Pré à la rue du Pont de Pierre à la limite des trois communes de Massy, de Verrières et d’Antony, ce bras unique à l’air libre longe le square de la Bièvre puis passe derrière les pavillons de l’avenue des Bleuets.
La Bièvre quitte le territoire municipal, juste après la traversée souterraine de la voie à grande vitesse pour ressortir sur le territoire d’Antony dans le parc du Breuil et de la Bièvre.

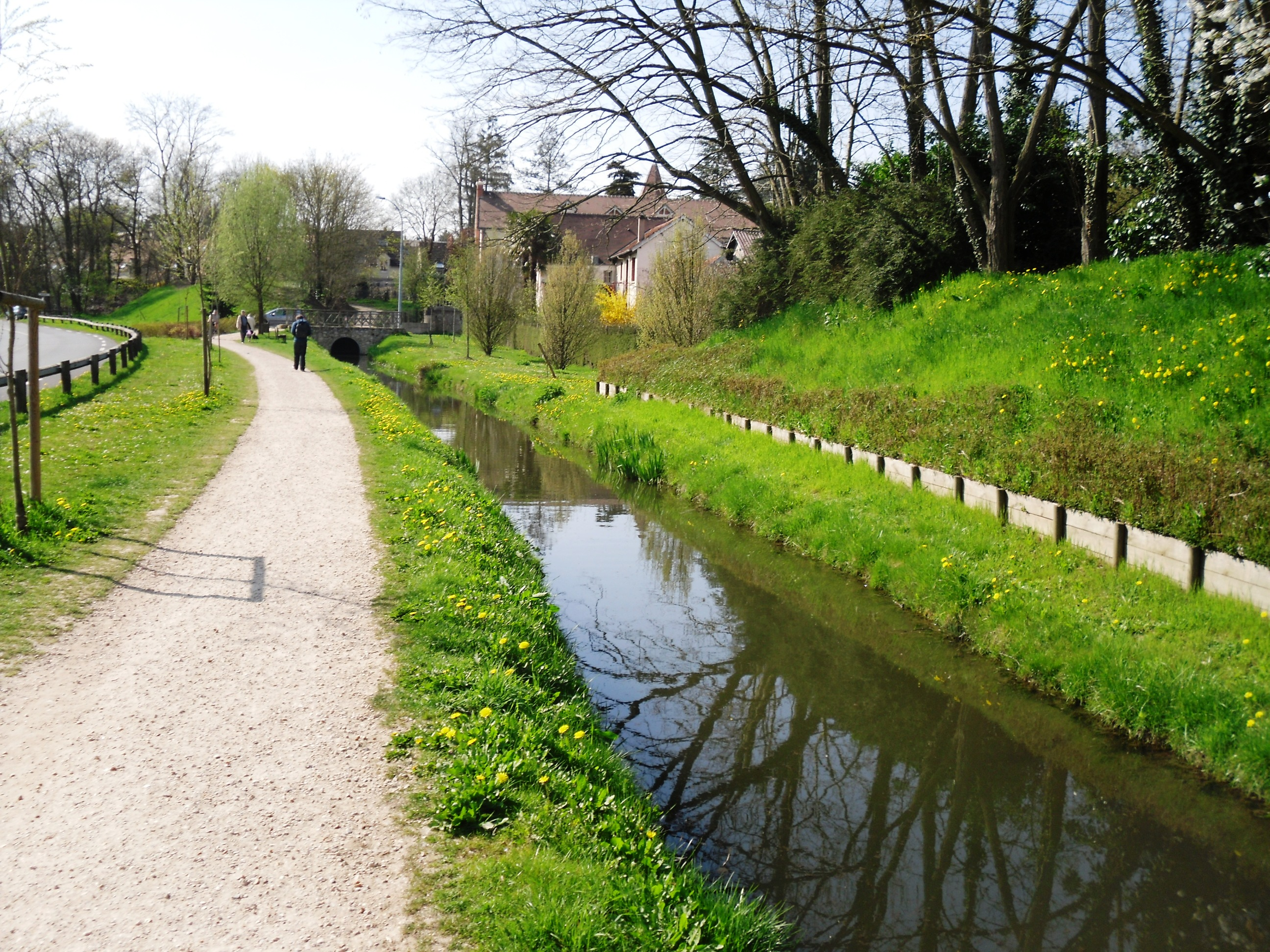
La Bièvre.
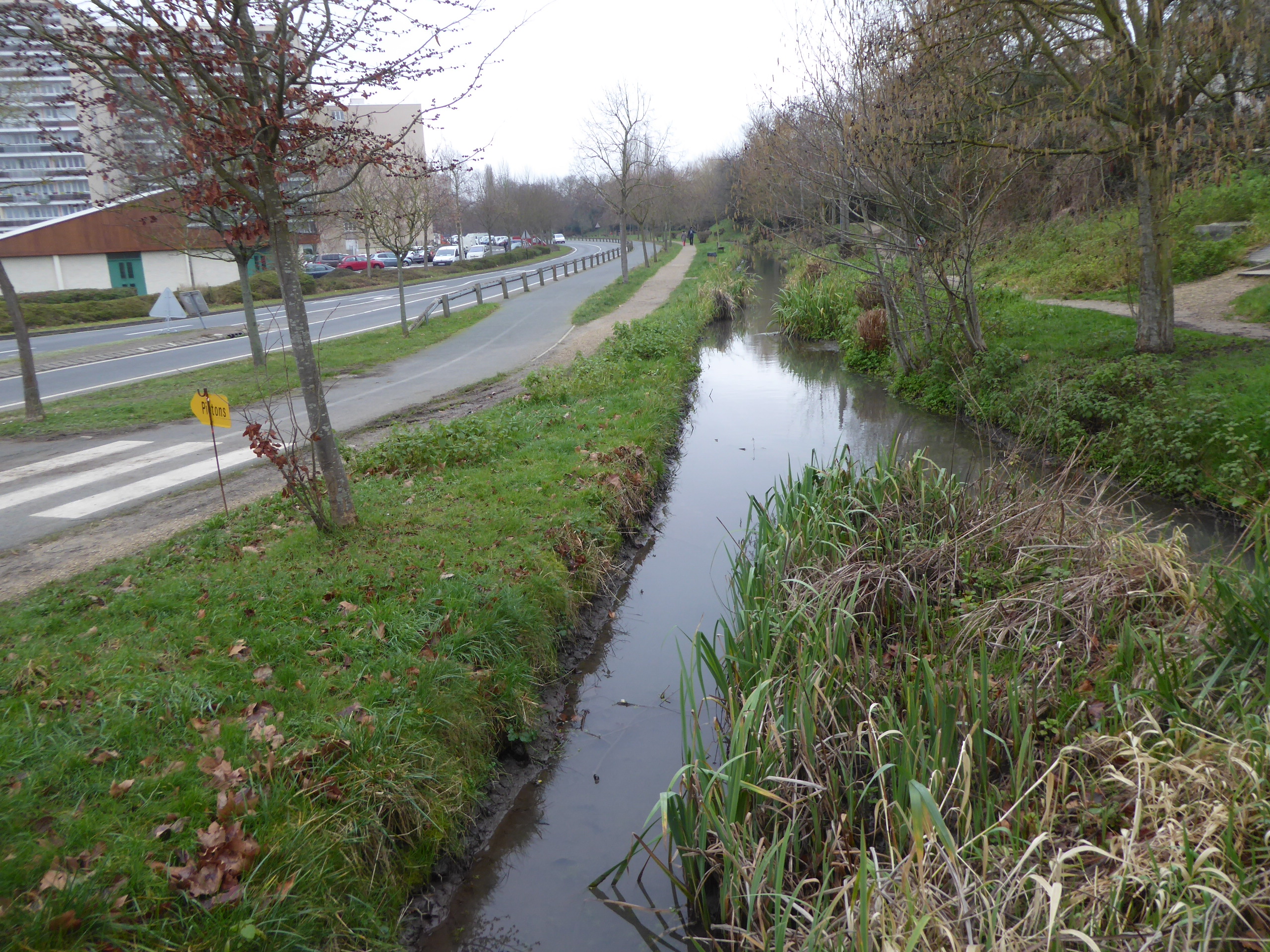
Bras vif le long de la D 60
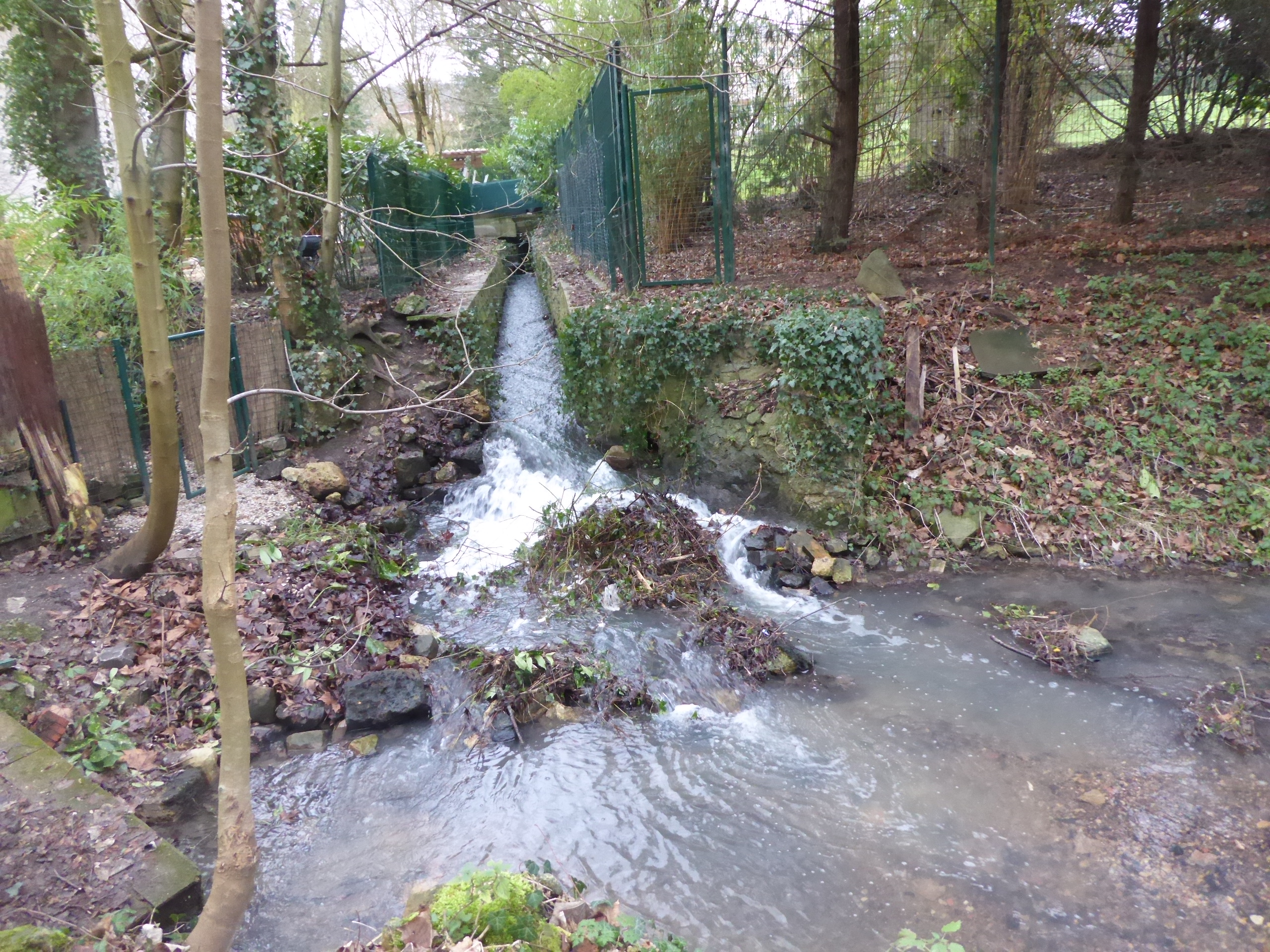
Bras vif à la limite de Verrières et de Massy
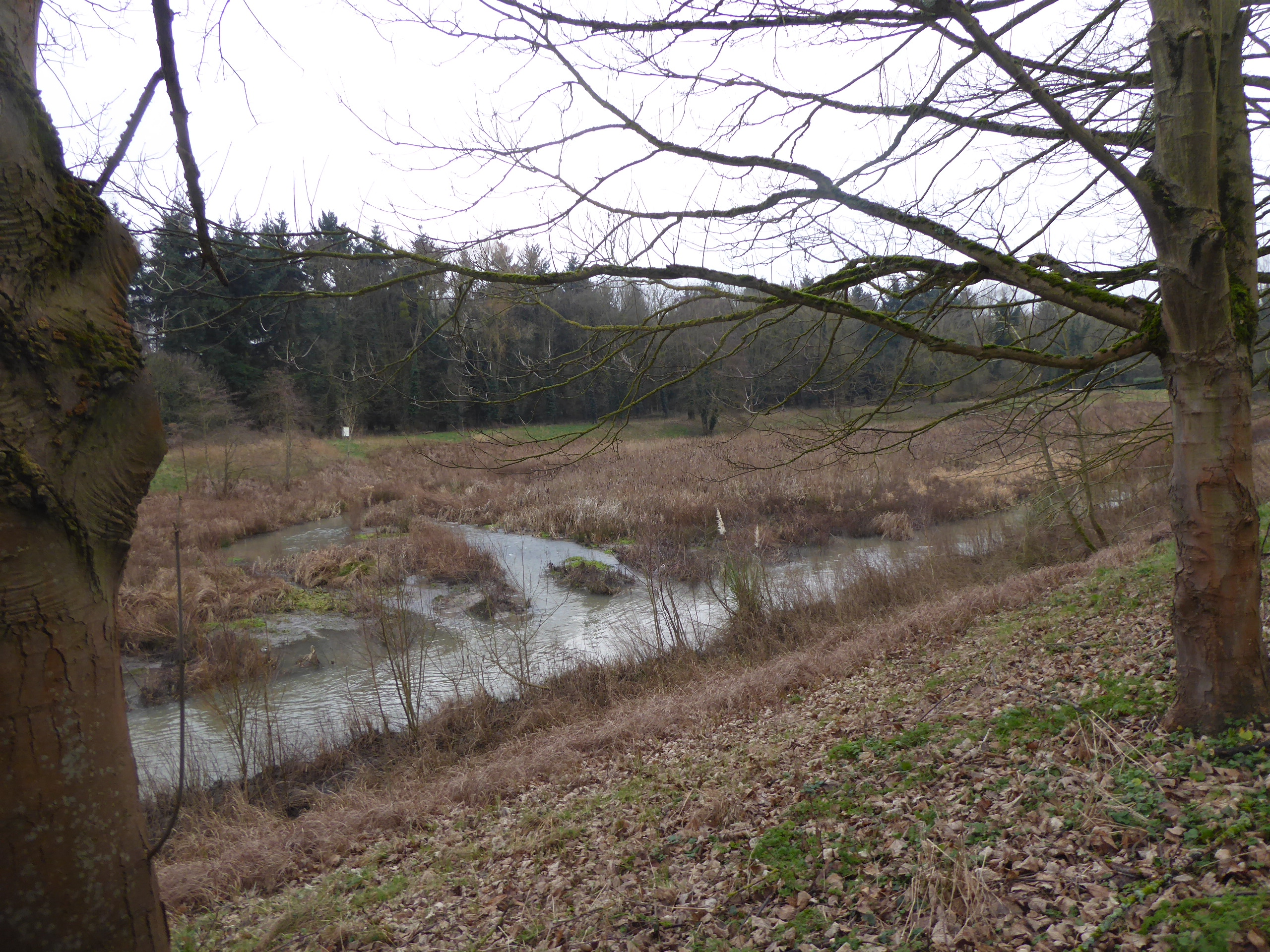
Dans le parc de Vilgénis
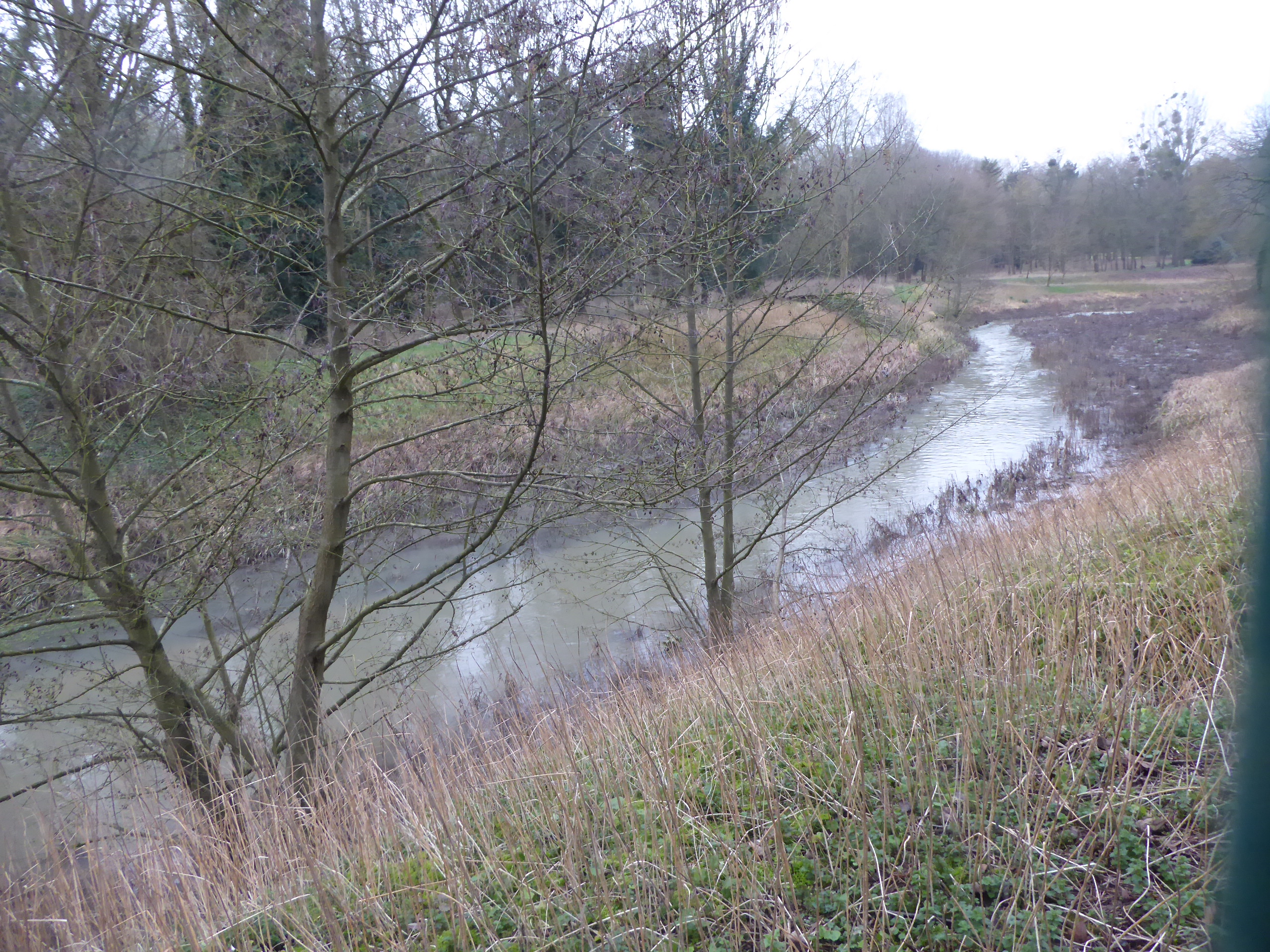
la Bièvre dans le parc de Vilgénis
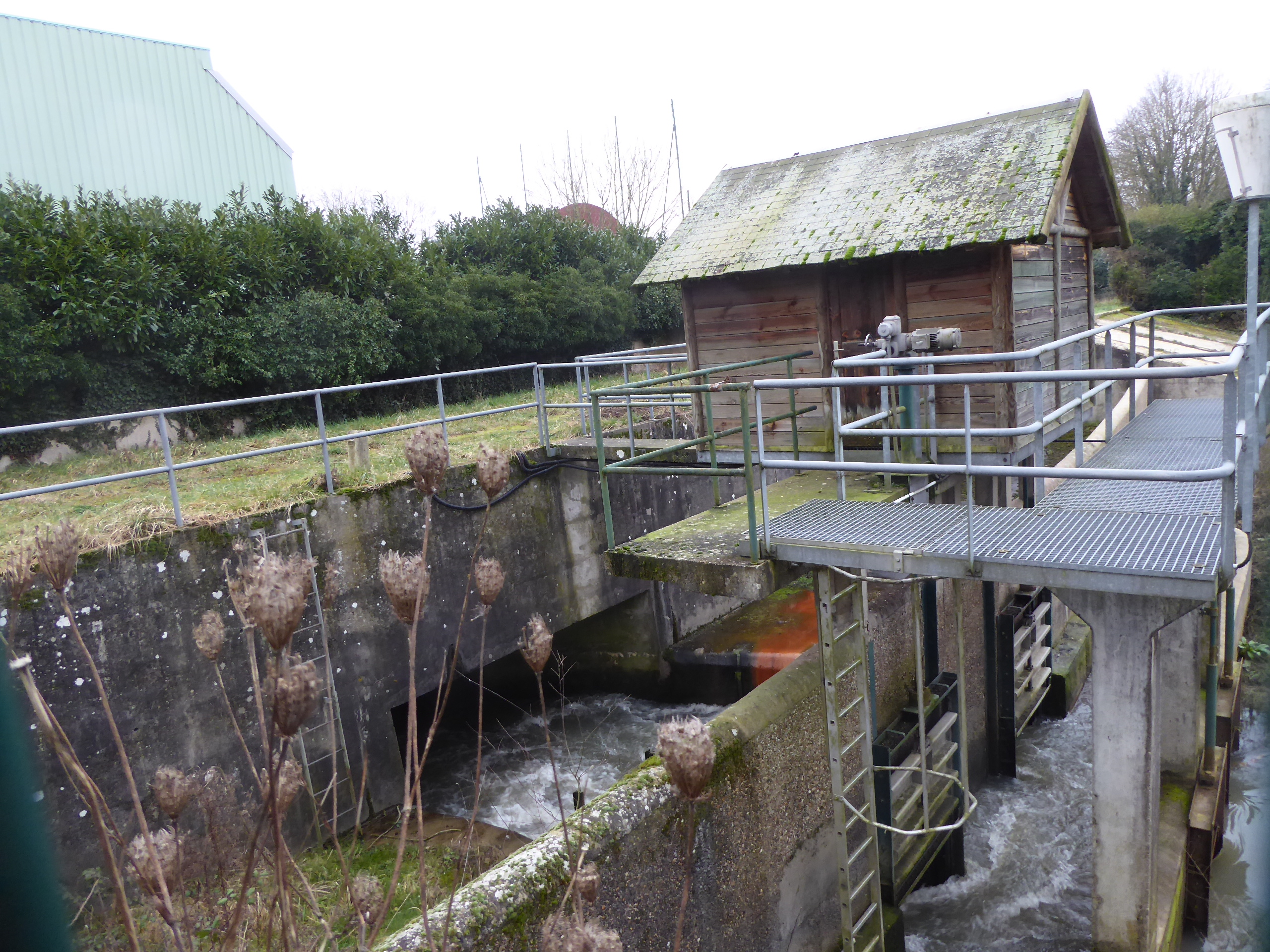
Entrée du bras naturel en souterrain

#### Le ru des Gains
Un affluent de la Bièvre, le ru des Gains parcourt le territoire de Massy. Ses sources situées au sud du parc Georges-Brassens se déversent dans le plan d'eau au sud du parc bassin de retenue des eaux. Son cours est encore à l'air sur environ 100 mètres de cet étang jusqu'à son passage sous l'avenue du Maréchal-de-Lattre-de-Tassigny puis entièrement souterrain jusqu'à son confluent avec la Bièvre. Il passe sous la zone d'activités de la Bonde, sous le centre commercial, alimente le bassin du bois de Briis (qui correspond au plan d'eau de l'ancien parc du château de Massy, actuel parc de la Tuilerie), passe sous la ligne du RER C jusqu'à la mairie et l'espace Liberté prés duquel il alimente le bassin des Goachéres, traverse le centre sportif de la Poterne, dont le nom conserve le souvenir d'une ancienne porte d'eau, jusqu'à son confluent à l'actuel square de la Bièvre. Ce petit cours d'eau visible sur carte de 1954 sous le nom de ruisseau du Grand étang a été recouvert lors des aménagements des années 1960, 1970 et 1980. Sa gestion dépend du Syndicat intercommunal pour l'assainissement de la vallée de la Bièvre SIAVB. Son débouché dans la Bièvre est visible sur la rive maçonnée en contrebas du square de la Bièvre. Son cours sera rendu visible à l'automne 2023 à l'emplacement du bassin de la tuilerie ou bassin du bois de Briis qui sera vidé et remplacé par une prairie.

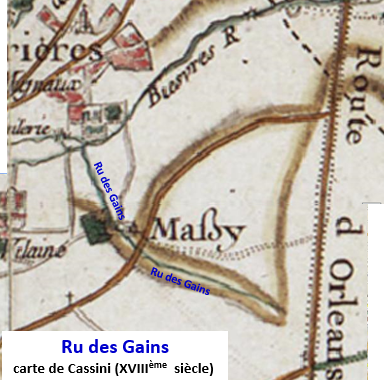
Ru des gains sur carte de Cassini (XVIIIe siècle).
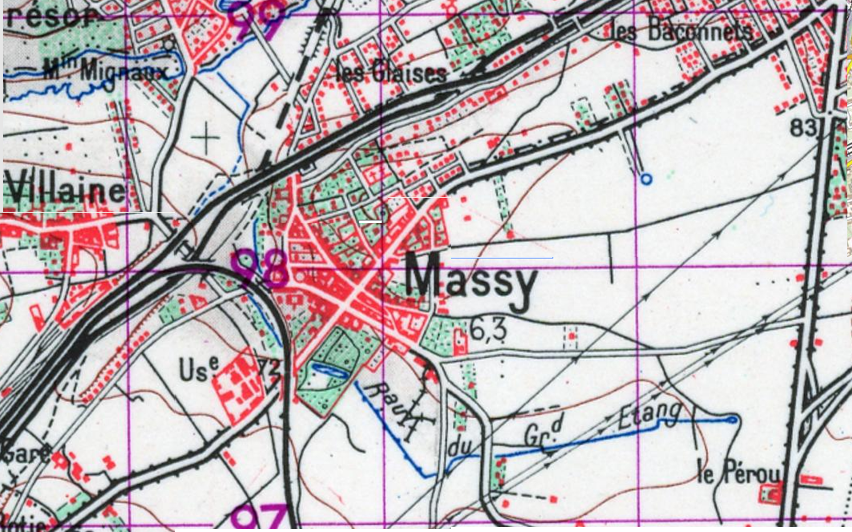
Ruisseau du Grand Etang sur carte de 1954.
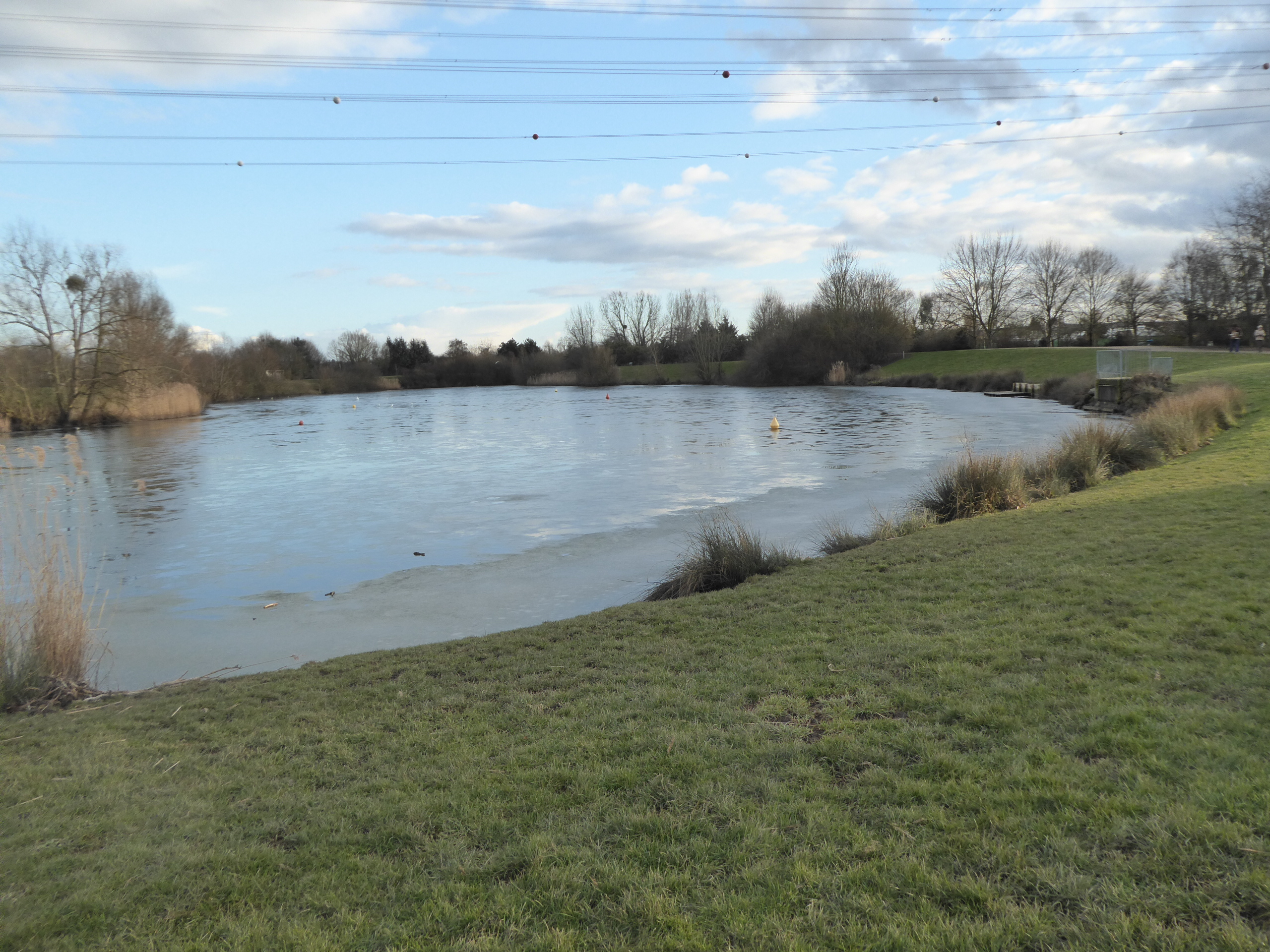
Bassin de retenue du parc Georges-Brassens.
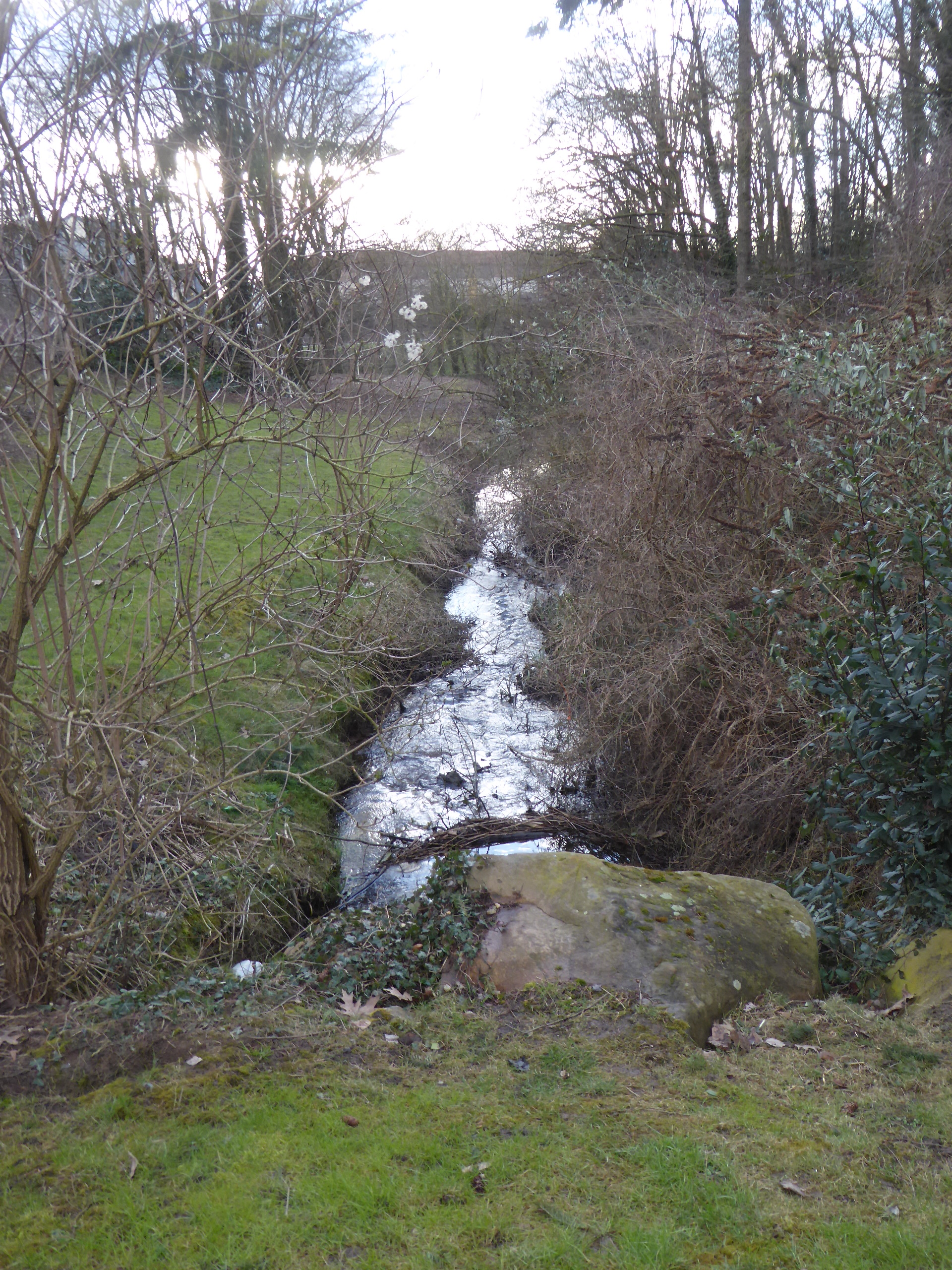
Ru des Gains entre le bassin de retenue et la D 120.
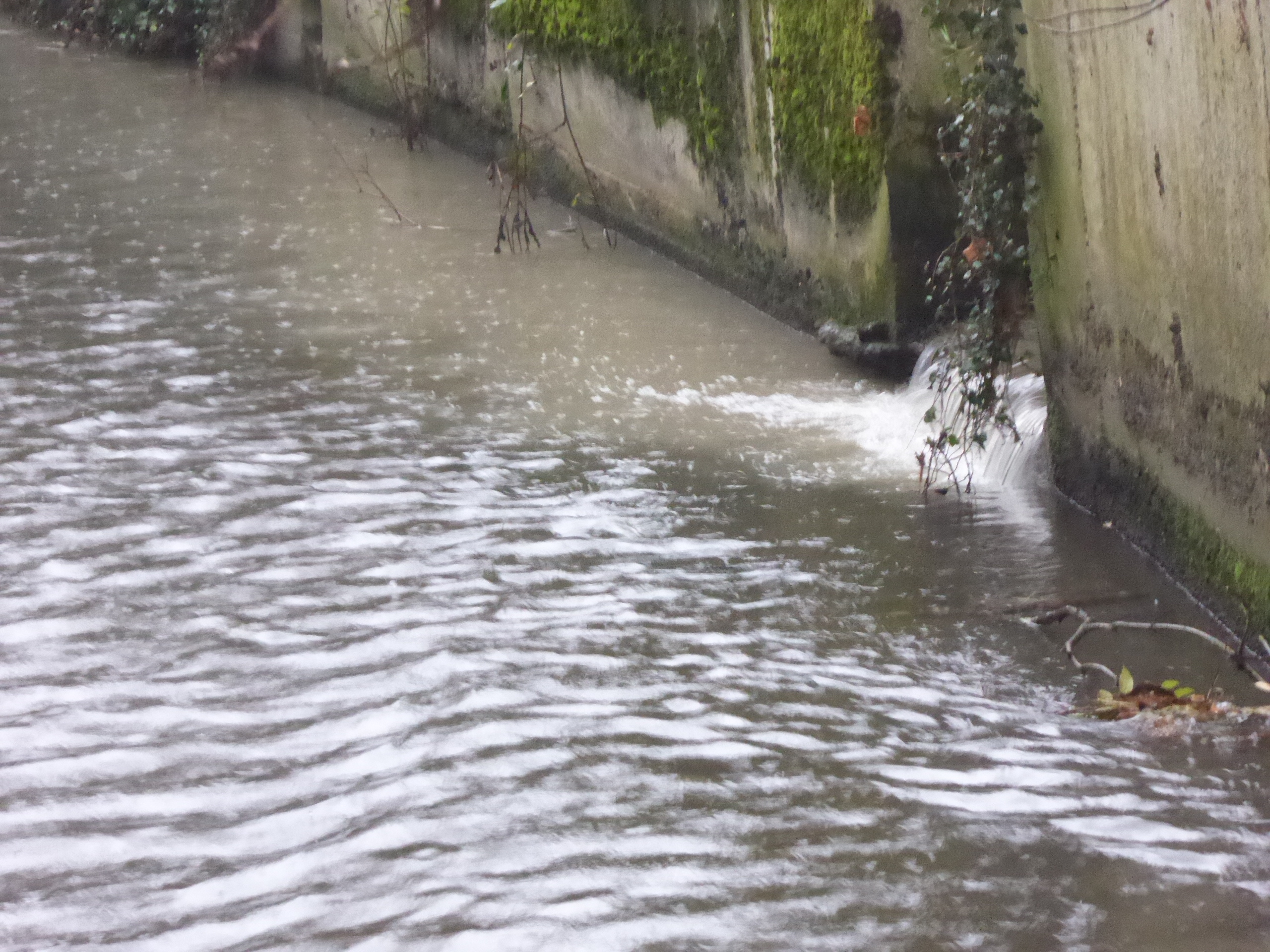
Débouché du ru des gains sur la Bièvre en 2017.

#### Plans d'eau
Diverses pièces d’eau sont réparties sur le territoire, trois vastes bassins furent creusés lors de la reconstruction de la ville, le premier derrière l’hôtel de ville, le bassin des Goachères, un second derrière le centre commercial en bordure de l’avenue de l’Europe aujourd'hui en cours de transformation, à l'origine plan d'eau du parc de l'ancien « château d'en-bas », transformé au cours de l'été 2023 en espace végétalisé traversé par le ruisseau des gains, le bassin de la Tuilerie ou bassin du bois de Briis, le troisième dans le parc urbain Georges-Brassens, le bassin de retenue des eaux. Subsiste l’étang naturel de la Blanchette en bordure de la route départementale 188 et du parc des Sports.

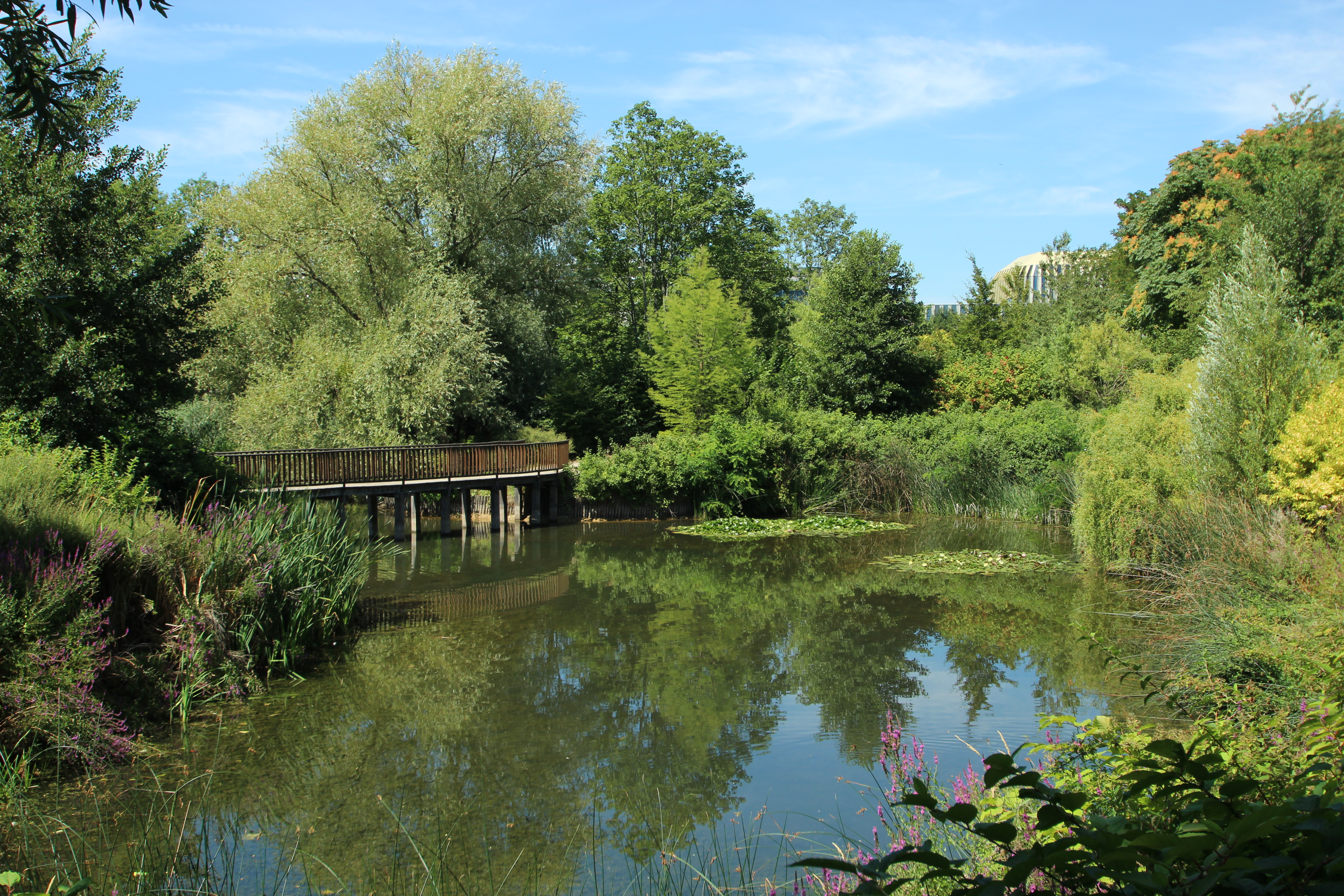
Le bassin de la Tuilerie.
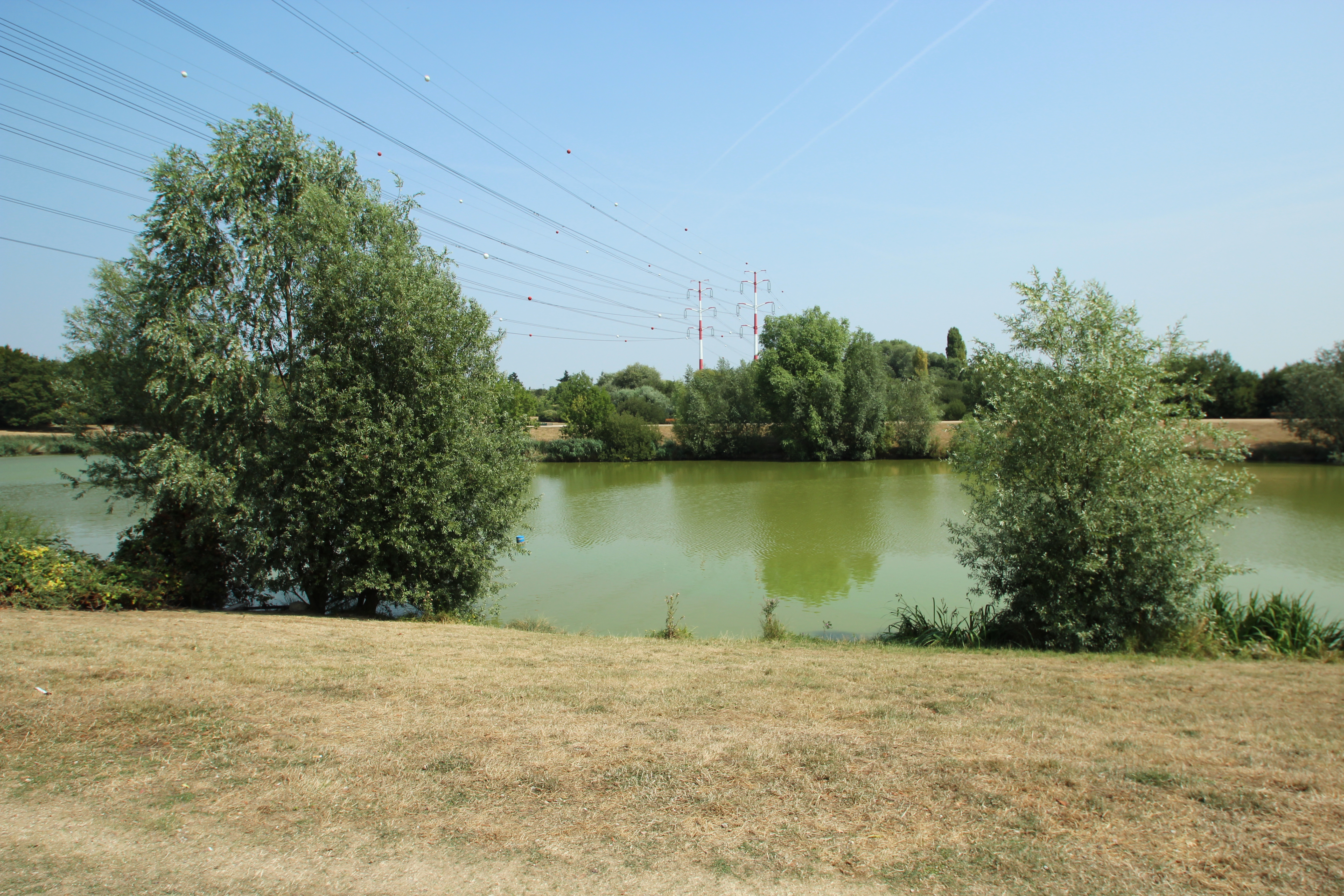
Le bassin de retenue des eaux.
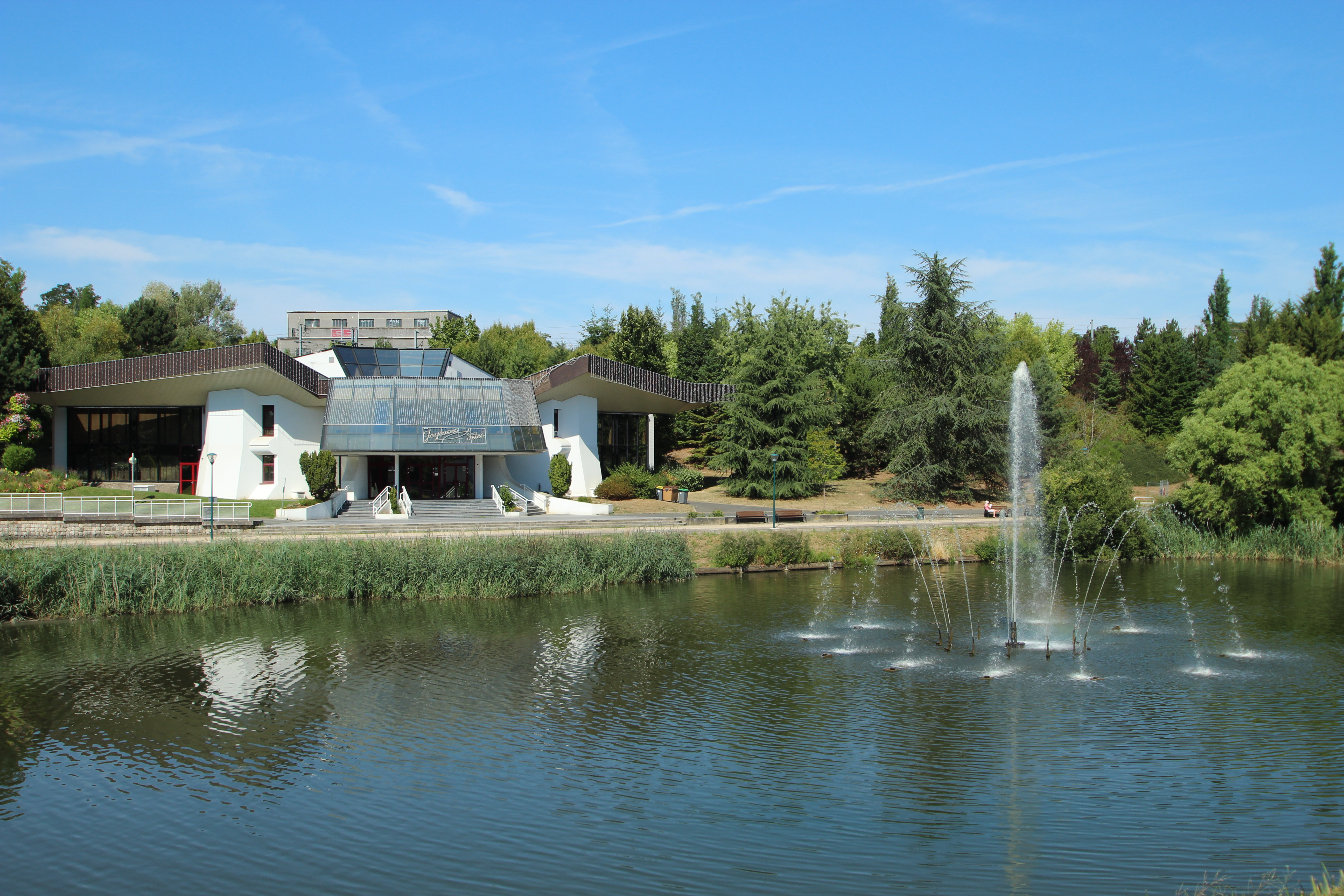
Le bassin des Goachères.

### Climat
Pour des articles plus généraux, voir Climat de l'Île-de-France et Climat de l'Essonne.
En 2010, le climat de la commune est de type climat océanique dégradé des plaines du Centre et du Nord, selon une étude du CNRS s'appuyant sur une série de données couvrant la période 1971-2000. En 2020, Météo-France publie une typologie des climats de la France métropolitaine dans laquelle la commune est exposée à un climat océanique altéré et est dans la région climatique Sud-ouest du bassin Parisien, caractérisée par une faible pluviométrie, notamment au printemps (120 à 150 mm) et un hiver froid (3,5 °C).
Pour la période 1971-2000, la température annuelle moyenne est de 11,5 °C, avec une amplitude thermique annuelle de 15,3 °C. Le cumul annuel moyen de précipitations est de 653 mm, avec 10,8 jours de précipitations en janvier et 7,9 jours en juillet. Pour la période 1991-2020, la température moyenne annuelle observée par la station météorologique la plus proche, située à Épinay-sur-Orge à 7 km à vol d'oiseau, est de 11,5 °C et le cumul annuel moyen de précipitations est de 694,4 mm,. Pour l'avenir, les paramètres climatiques de la commune estimés pour 2050 selon différents scénarios d'émission de gaz à effet de serre sont consultables sur un site dédié publié par Météo-France en novembre 2022.

### Voies de communication et transports
Village agricole jusqu’au début du XXe siècle, Massy est aujourd’hui un nœud de communications routières et ferroviaires majeur au niveau départemental et régional.

#### Liaisons ferroviaires

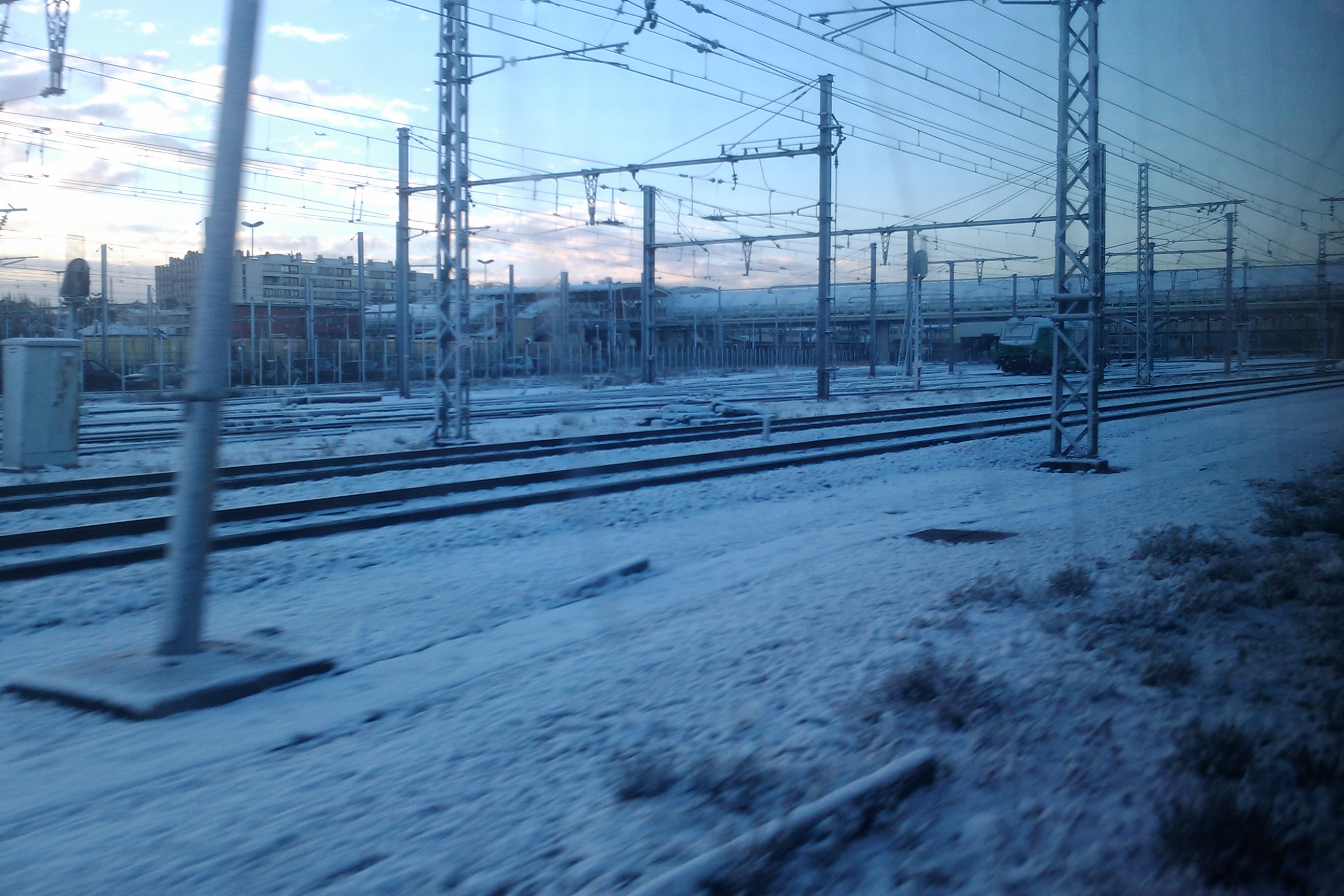
Le complexe ferroviaire de Massy - Palaiseau sous la neige.

La gare de Massy - Palaiseau, ouverte en 1883, s’intègre aujourd'hui dans un pôle multimodal relié aux lignes B et C du RER.
Depuis 1991, la gare de Massy TGV est reliée aux cinq lignes à grande vitesse françaises, Atlantique vers Rennes, Nantes et Bordeaux, Sud-Est vers Lyon puis Méditerranée vers Marseille et Montpellier, Nord vers Lille et Bruxelles, et Est européenne vers Strasbourg.
Plus au nord, la commune de Massy est également desservie par la gare de Massy - Verrières sur une branche de la ligne de Sceaux ouverte en 1854 jusqu'à Orsay ultérieurement prolongée à Limours, terminus ramené à Saint-Rémy-lès-Chevreuse en 1938, actuellement ligne B du RER. La ligne C dessert cette station au rythme de 2 trains par heure.
S’ajouta en 1886 la ligne de Grande Ceinture dont la gare de Massy - Palaiseau assurait la liaison avec la ligne de Sceaux et l'éphémère ligne Paris – Chartres par Gallardon dont elle fut le terminus de 1930 à 1939, la construction du prolongement jusqu'à Paris ayant été abandonnée après la construction de plusieurs ouvrages d'art, notamment les ponts de Chartres et de Gallardon au croisement avec la ligne de Sceaux et de la grande ceinture.
Depuis son lancement le 10 décembre 2023, la ligne 12 du tramway d'Île-de-France circule dans la commune, notamment entre la gare de Massy - Palaiseau et la nouvelle gare de Massy-Europe. Cette ligne fonctionne en mode train, sur le réseau ferré national jusqu’à Épinay-sur-Orge, sur l’ancienne ligne de la Grande Ceinture, puis en mode tramway jusqu’à Évry-Courcouronnes en suivant l’autoroute A6. La ligne 12 se transforme en ligne V à partir de la gare de Massy - Palaiseau sur sa partie ouest jusqu'à la gare de Versailles-Chantiers.

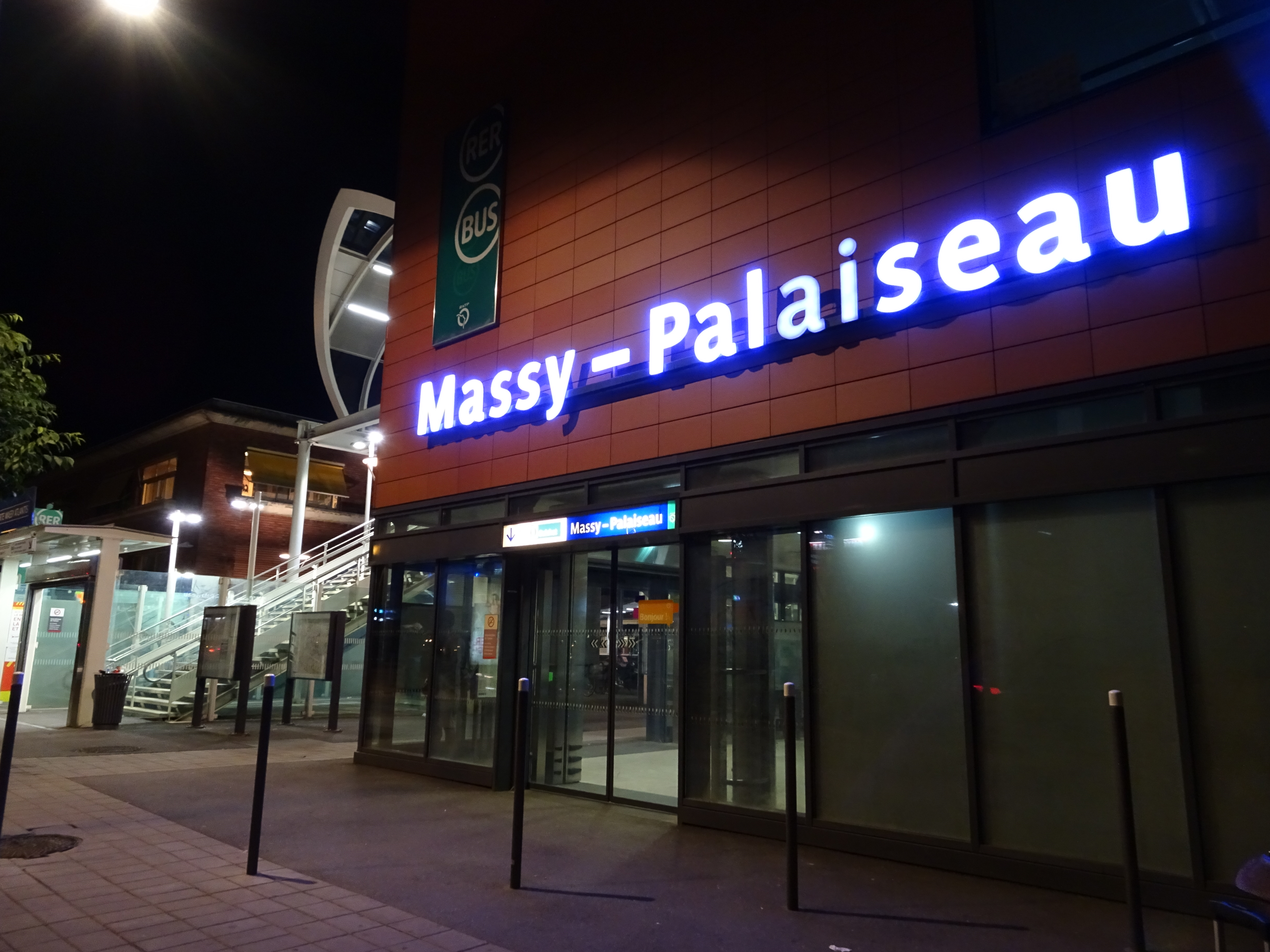
Gare de Massy - Palaiseau.
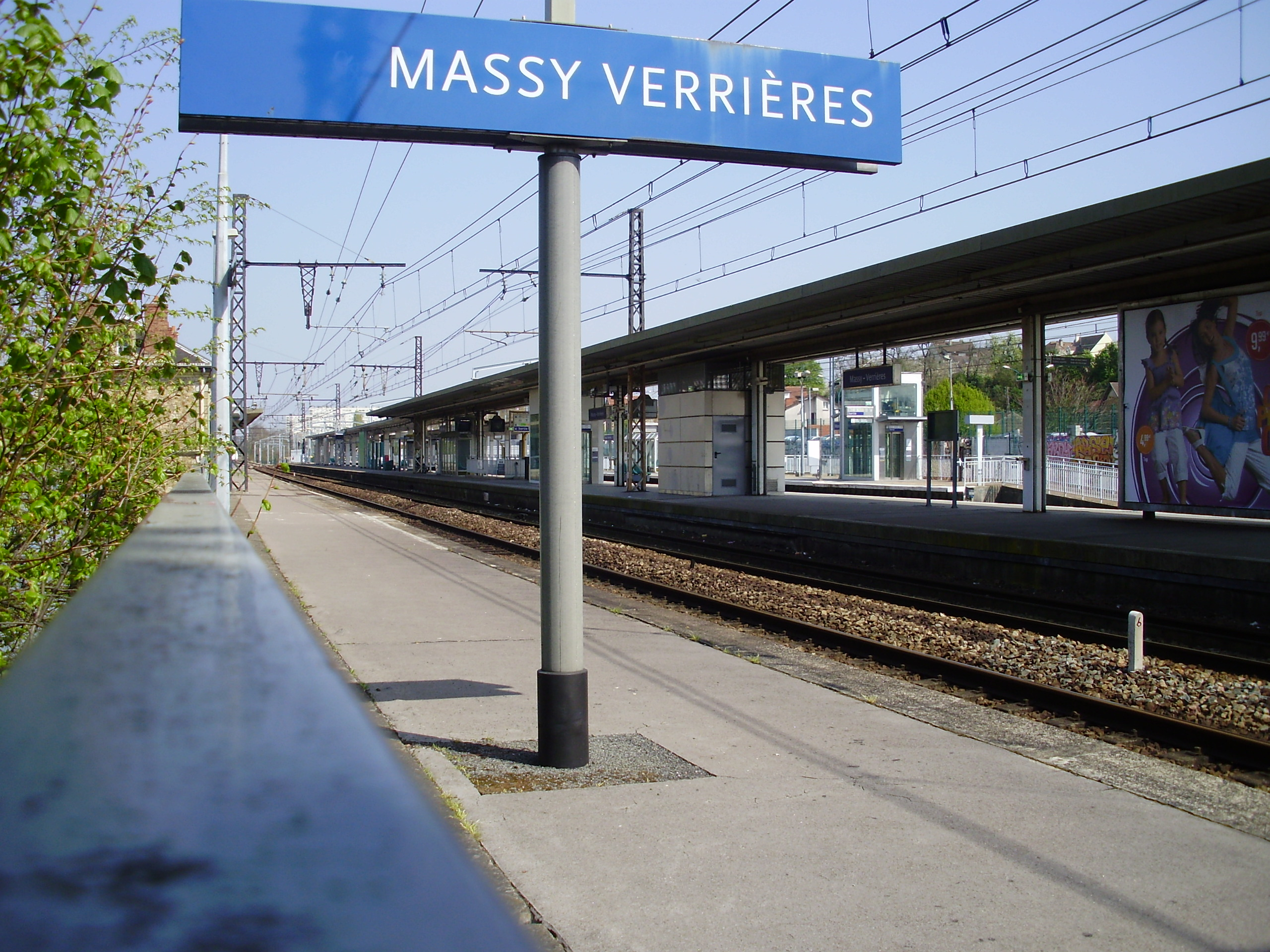
Gare de Massy - Verrières.
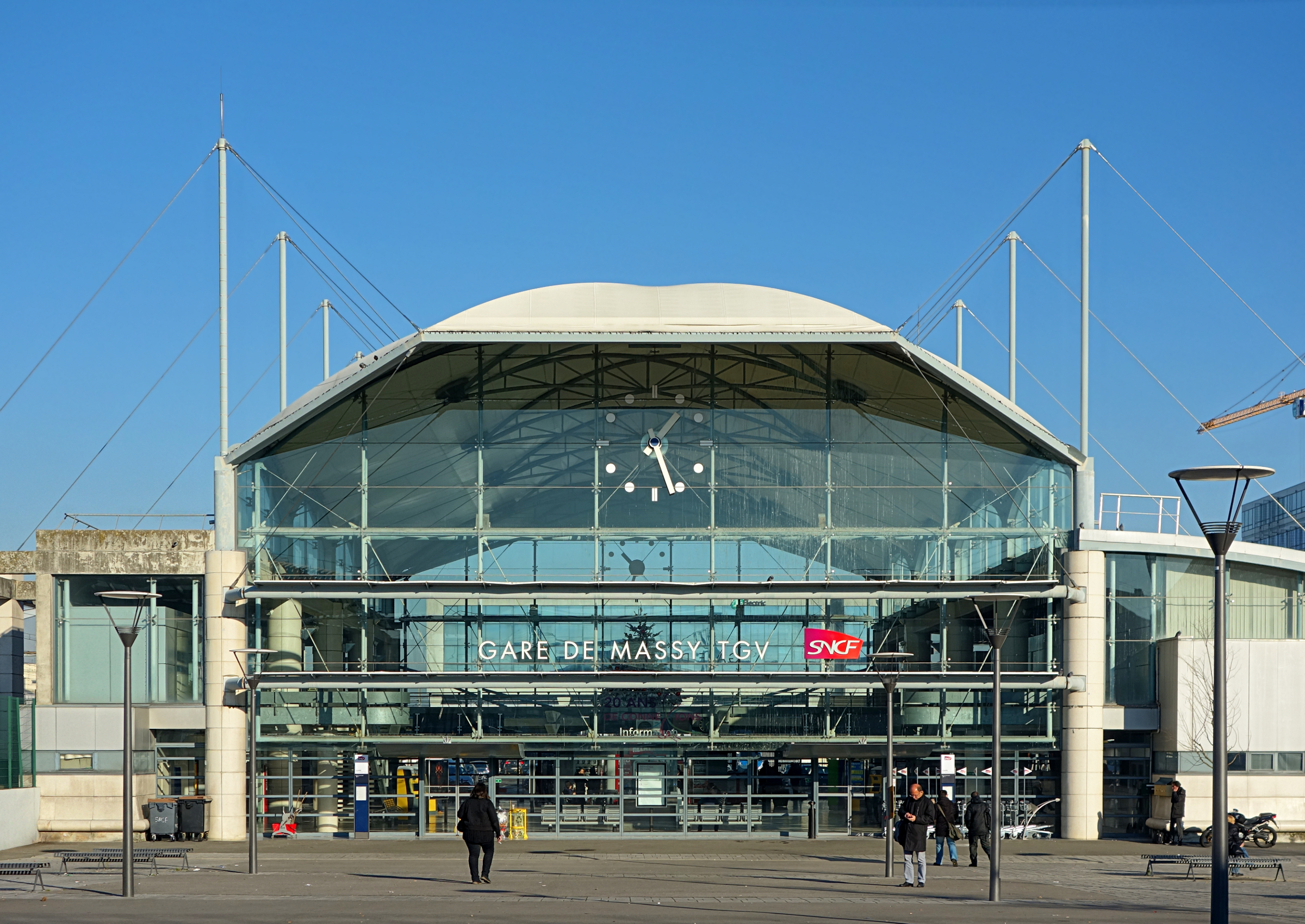
Gare de Massy TGV.

Massy est au centre d'un nœud ferroviaire particulièrement complexe avec cinq ponts enjambant l'avenue du Général-de-Gaulle, ponts de Chartres et de Gallardon des RER B et C remplacés au cours de l'été 2023, pont des voies principales du TGV et ceux des 2 voies de la ligne de TGV intersecteurs, jusqu'à six sur la rue Victor-Basch comprenant le saut-de-mouton du RER C qui passe au-dessus du RER B et des voies principales du TGV et des voies du TGV intersecteurs.

#### Bus
La commune est desservie par les lignes RATP 119 vers Vauhallan et Les Baconnets, 196 vers Antony, 197 vers Paris - Porte d'Orléans, 199 vers Longjumeau, 294 vers Igny et Châtillon-Montrouge, 299 vers Morangis, 319 vers Rungis et 399 vers Juvisy-sur-Orge.
Massy est également desservie par le réseau de bus Paris-Saclay avec les lignes 2 vers Les Ulis, 14 vers Palaiseau, 15 vers Vélizy 2, 22, 23 vers Ulis 2, 60 vers Vélizy-Villacoublay, 91.05 vers Évry, 91.06 vers Saclay (Bus à haut niveau de service), DM11A, DM11E et DM11G vers Sainte-Geneviève-des-Bois, DM11C vers Marcoussis et DM12 vers Gravigny-Balizy.
Le réseau de bus Essonne Sud Ouest dessert également Massy avec la ligne express 91.03 vers Dourdan.
Le réseau de bus Île-de-France Ouest dessert également Massy avec les lignes express 91-10 vers Saint-Quentin-en-Yvelines et l'aéroport Paris-Orly et 91-11 vers Saint-Quentin-en-Yvelines.
La ligne 55 du réseau de bus de Sénart vers la gare de Lieusaint - Moissy, les lignes ligne 107 vers Sainte-Geneviève-des-Bois, M151 vers Porte d'Orléans et Arpajon et M153 du réseau de bus Cœur d'Essonne, et les lignes 402 et 409 du Réseau de bus de la Bièvre vers Antony desservent également Massy.
Une navette gratuite relie deux extrémités du territoire communal, le rond-point du Pileu et le Petit Massy, en desservant les quartiers des Graviers, Villaine, Centre et Opéra.
La nuit, plusieurs lignes Noctilien desservent Massy, notamment les lignes N21 vers Châtelet et Longjumeau, N63 vers la Gare Montparnasse et N122 vers Châtelet et Saint-Rémy-lès-Chevreuse.

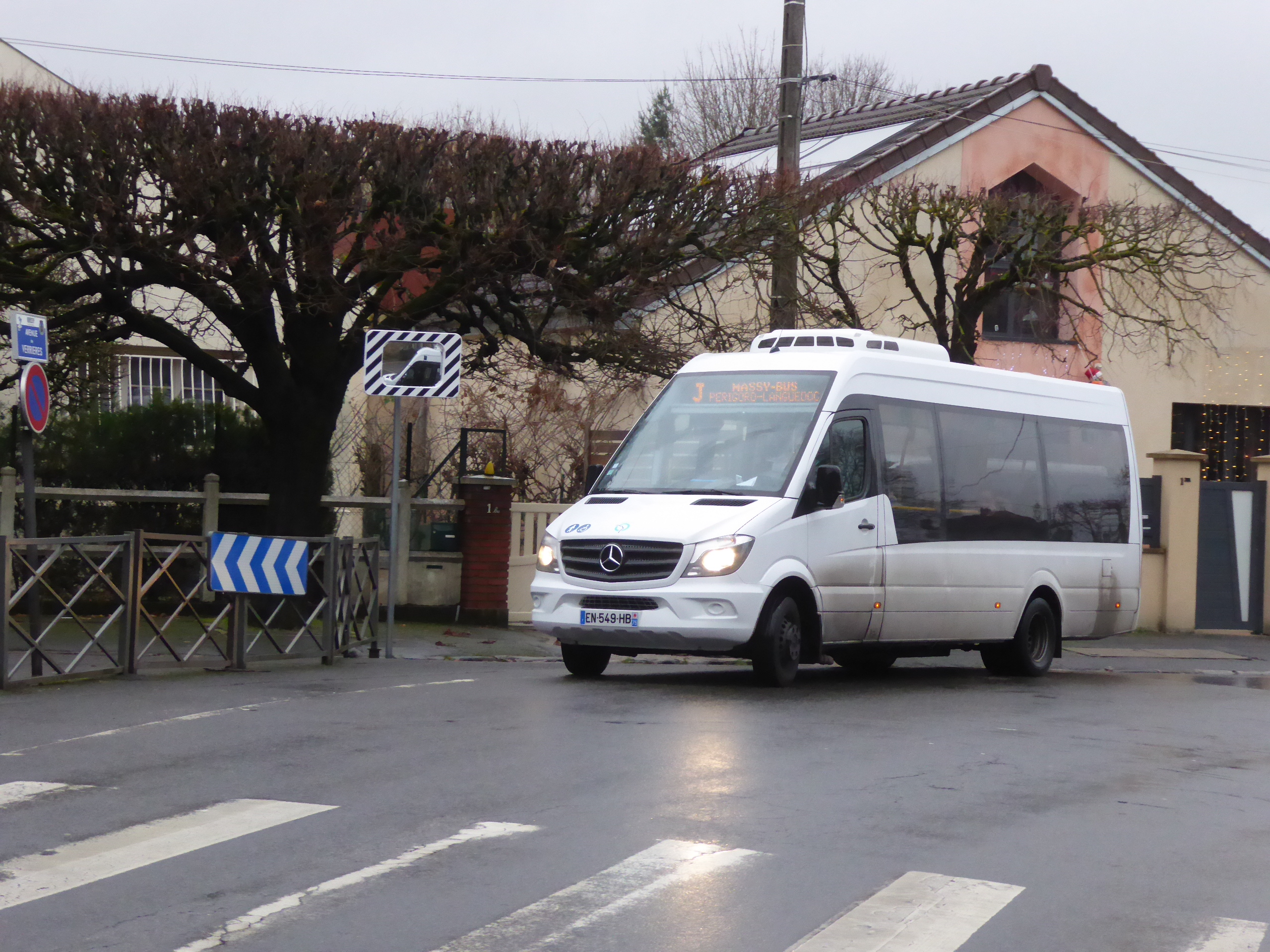
Navette de Massy.
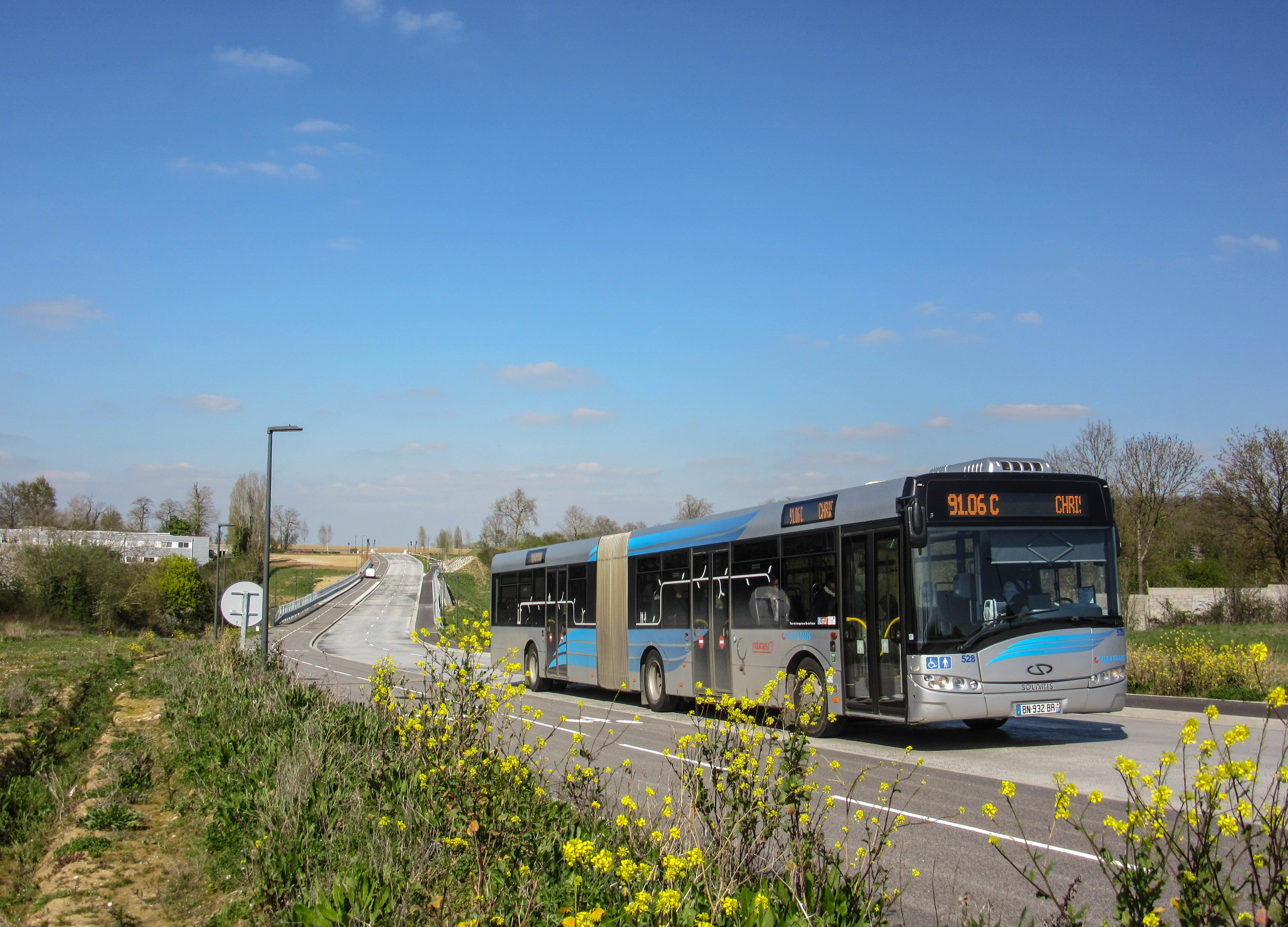
Ligne Express 91.06 vers le plateau de Saclay.
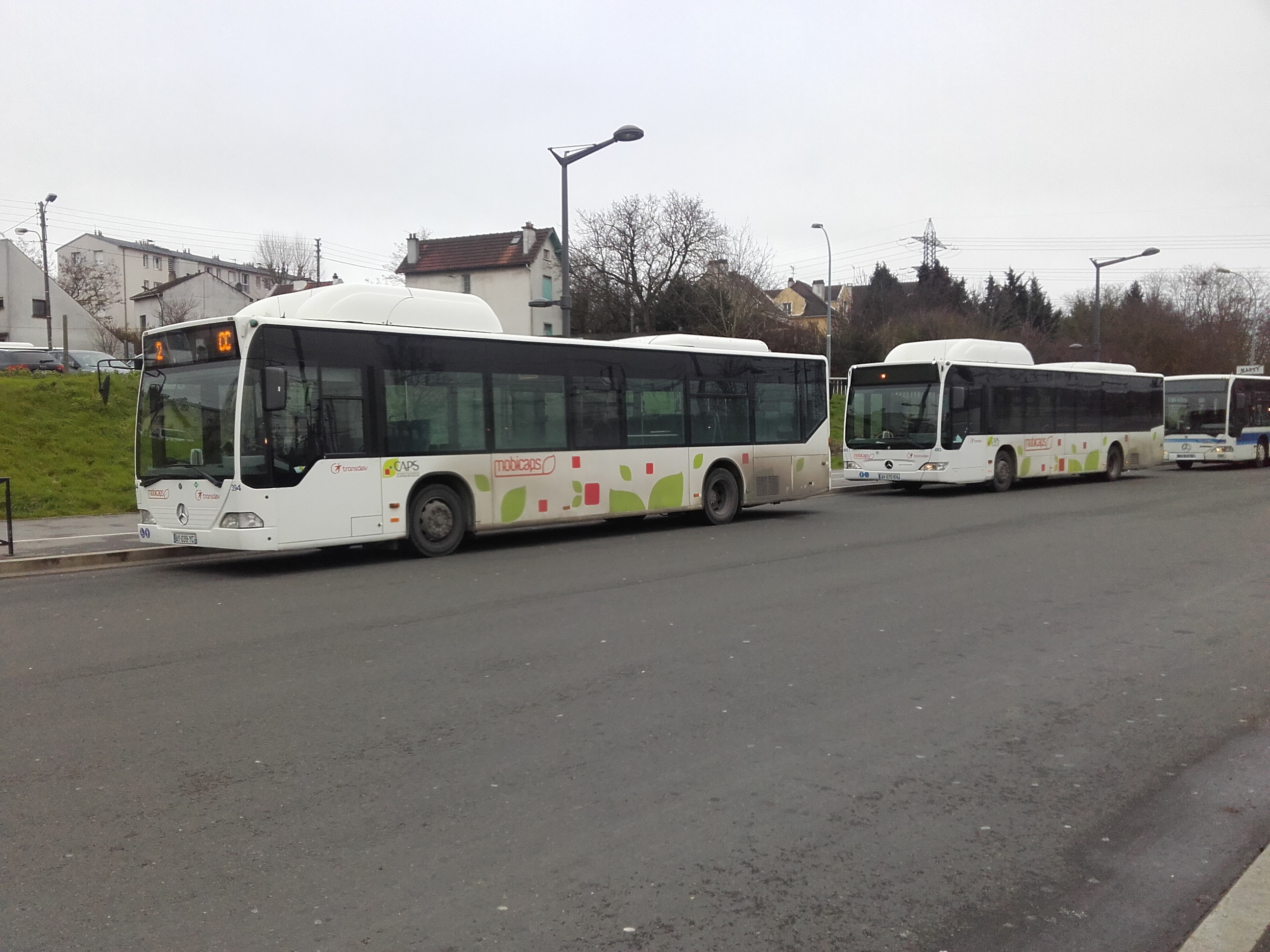
Lignes des Cars d'Orsay.

#### Liaisons routières

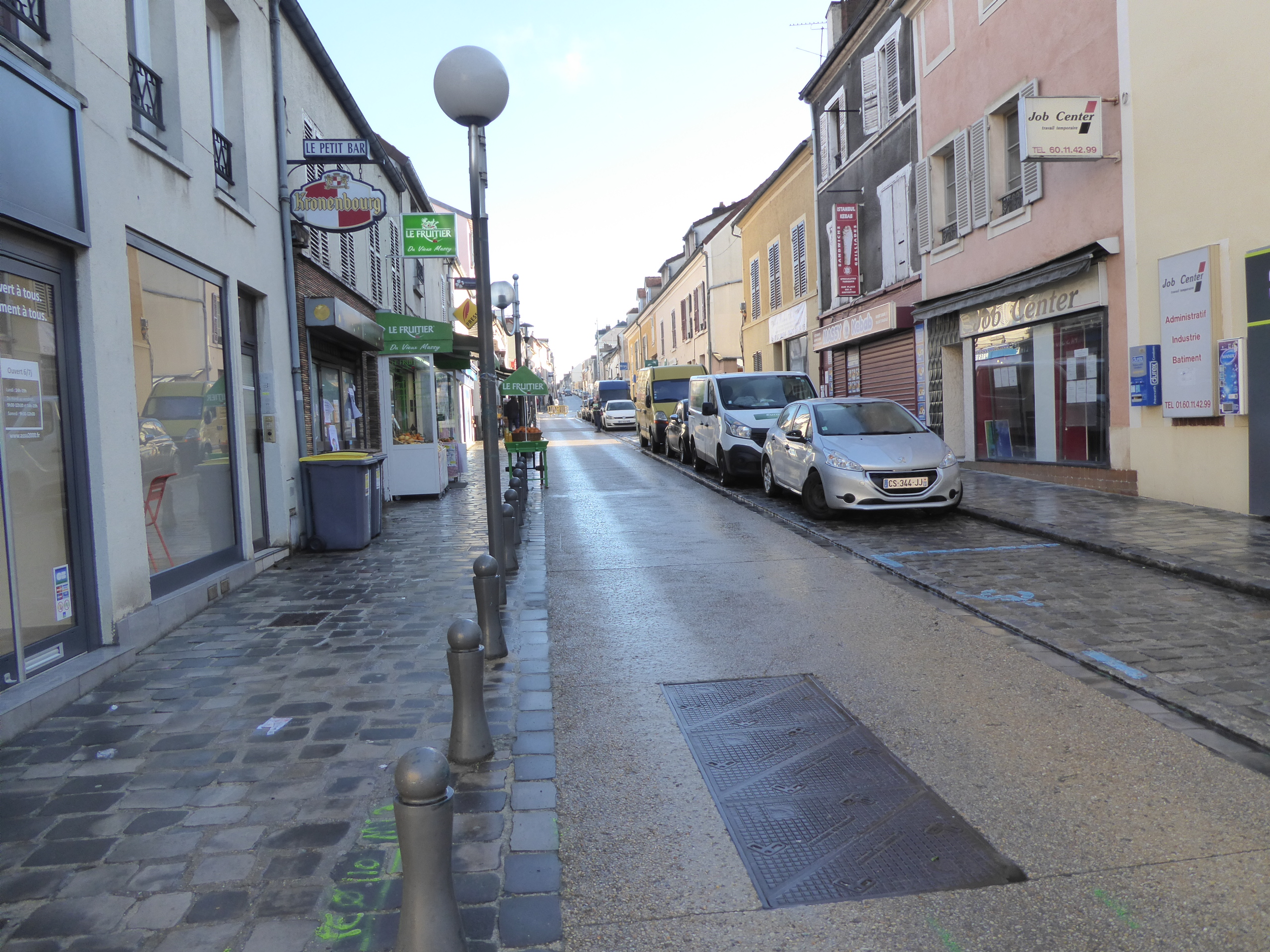
Rue Gabriel-Péri.

Ce réseau de transports en commun utilise en partie le maillage de routes important sur le territoire massicois, traversé par plusieurs grands axes.
Les deux routes anciennes antérieures au XVIIIe siècle, la route nationale 20 héritière de la grande route royale de Paris à Toulouse, actuellement route départementale 920  à l’extrême est et la route départementale 188 ancienne route nationale 188  de l’est au sud-ouest  (ancienne route de Chartres axe principal du vieux Massy constitué de l'avenue du Président-John-Fitzgerald-Kennedy, de la rue Gabriel-Péri, de la rue du 8 mai 1945 et de la rue de Paris) ont été complétées par des axes autoroutiers à partir des années 1960.
- L’autoroute A10 fait une boucle au sud-est pour passer de l’est vers l’ouest du territoire (cette déviation est due à l'abandon en 1974 du projet d'autoroute directe jusqu'à Paris-Montparnasse qui aurait utilisé l'emprise de la ligne inachevée Paris-Chartres par Gallardon où passe le TGV Atlantique en souterrain et la coulée verte du sud-parisien en surface),
- La route départementale 444 et la route départementale 117 au sud-ouest,
- La route départementale 60 au nord, la route départementale 59 à l’est et
- Les routes départementales 120 et 156 en centre-ville.

L'ancienne route de Chartres qui traversait le centre ancien fut remplacée par une voie rapide, l'avenue du Maréchal-Koenig qui passe au sud de la zone urbanisée.
Un échangeur autoroutier entre l’autoroute A10 et la route nationale 20 fut construit à l’est du parc Georges-Brassens, quelques kilomètres en aval de l’échangeur entre les autoroutes A10 et A6 dans la commune voisine de Wissous.

#### Dessertes aéroportuaires
L’aéroport Paris-Orly est distant de six kilomètres de la mairie, l’aviation d'affaires étant au départ de l’aéroport de Toussus-le-Noble, douze kilomètres à l’ouest. L'aéroport Paris-Charles-de-Gaulle à trente-huit kilomètres est relié à Massy-Palaiseau et à Massy-Verrières par le RER B.

#### Aménagements cyclables

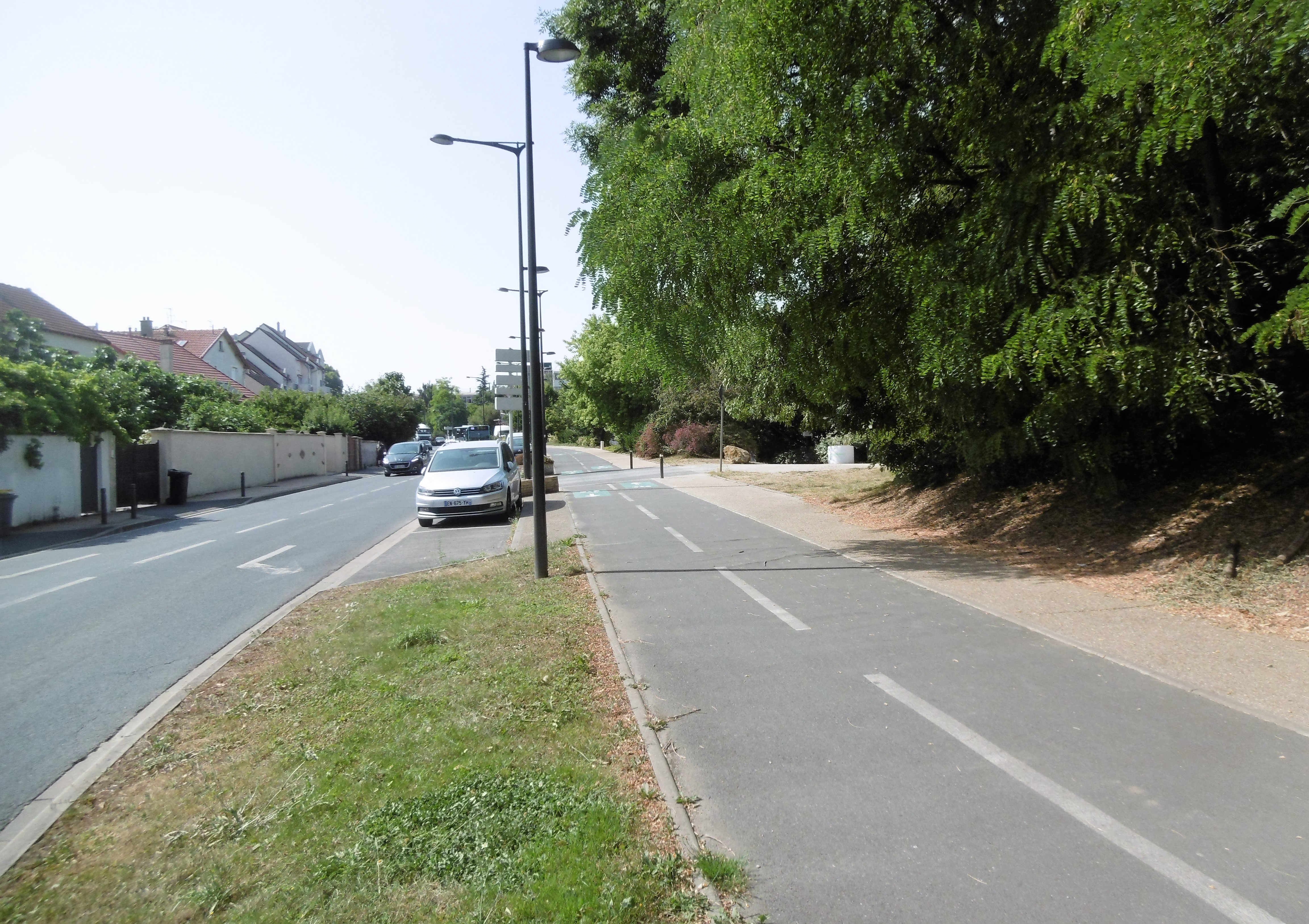
Piste cyclable, avenue du Général-de-Gaulle.

Plusieurs pistes cyclables ont été réalisées dans les années 1960 le long de la route D 60 (voie de la vallée de la Bièvre), dans les années 1980 le long des voies routières créées à cette époque, avenue du Général-de-Gaulle, avenue de l'Europe, avenue du Maréchal-de-Lattre-de-Tassigny (route D 120), rue de Vilgenis (D 117), avenue des Martyrs-de-Soweto dans le prolongement de la coulée verte du sud-parisien, plus anciennement le long de la route nationale 20. Une piste sur trottoir malcommode a été créée en 2019 le long de cette route à la limite d'Antony. Une courte piste bidirectionnelle a été créée en 2020 rue de la Division Leclerc sous le pont du RER C vers l'avenue Carnot établissant une liaison entre le Vieux Massy et la gare de Massy TGV, station Massy-Palaiseau.
Des doubles sens cyclables existent dans les quartiers Centre, Atlantis et Villaine-Graviers. Au sud, une piste bidirectionnelle a été créée le long de la route D 59 vers Champlan mais cette piste s'interrompt le long de cette route prés de l'accès au pont enjambant les voies de la ligne 12 du tramway d'Île-de-France entre les stations Massy-Europe et Champlan.

## Urbanisme

### Typologie
Au 1er janvier 2024, Massy est catégorisée grand centre urbain, selon la nouvelle grille communale de densité à sept niveaux définie par l'Insee en 2022.
Elle appartient à l'unité urbaine de Paris, une agglomération inter-départementale regroupant 407  communes, dont elle est une commune de la banlieue,,. Par ailleurs la commune fait partie de l'aire d'attraction de Paris, dont elle est une commune du pôle principal,. Cette aire regroupe 1 929 communes,.

### Lieux-dits, écarts et quartiers

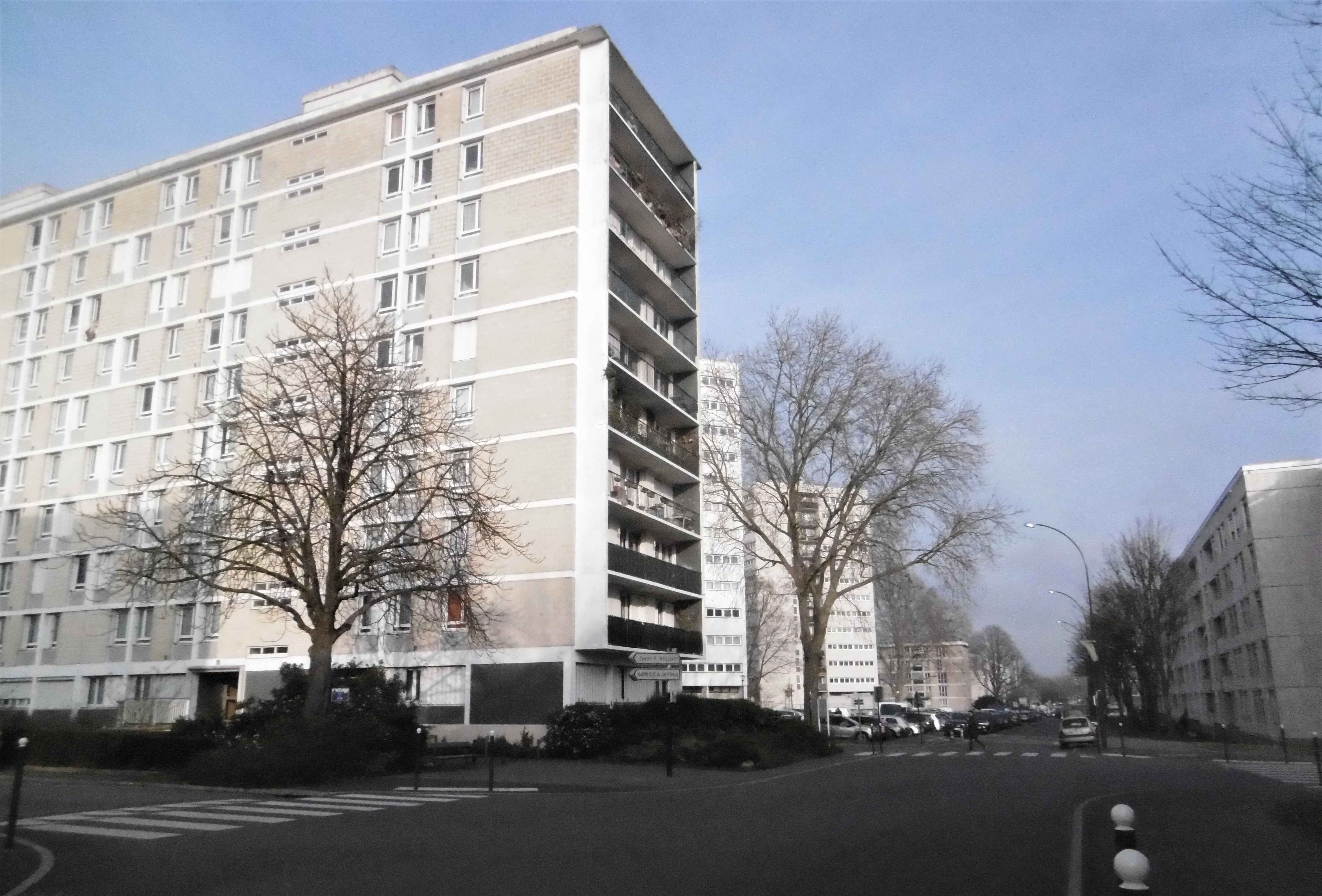
Le grand ensemble de Massy-Opéra.

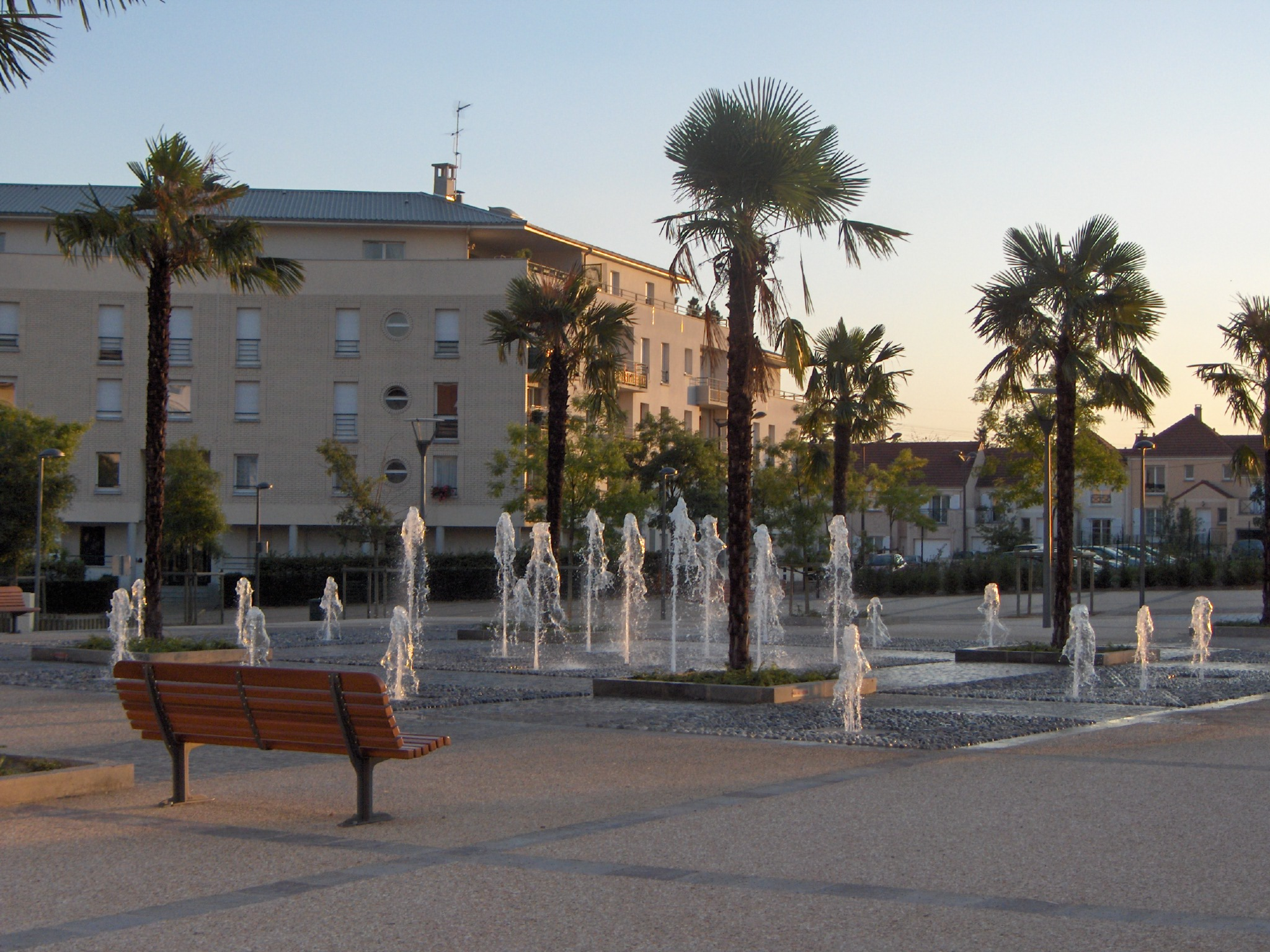
Le quartier Vilmorin.

Plusieurs quartiers composent l’actuel Massy. Approximativement au milieu du territoire se trouve le centre-ville, correspondant au centre villageois ancien, autour de l'ancienne Grande-Rue actuelle rue Gabriel-Péri, desservi par la gare de Massy - Verrières. À l’ouest, séparé par la voie ferrée se situe le quartier de « Villaine » comprenant un hameau existant depuis plusieurs siècles le long de la rue de Versailles et un grand ensemble des années 1960, le "nouveau Villaine", à l’extrême ouest le château de Vilgénis, et plus au sud les quartiers des « Graviers », de « l’Épine Montain », de « Vilmorin » et des « Vergers ». La route départementale 444 sépare le quartier commun à Massy, Palaiseau et Igny, le « Pileu ». La gare de Massy - Palaiseau les sépare du quartier « Atlantis » (anciennement zone d'activité des « Champs Ronds »), lui-même séparé par la route départementale 188 de la zone artisanale de « la Bonde ». À l’extrême sud-est se trouve le lieu-dit « la Maison Rouge » avec plus au nord le lieu-dit le « Buisson aux Fraises » et en bordure de la route nationale 20 la zone industrielle des « Champarts » et le quartier du « Pérou ». Le vaste parc Georges-Brassens et la route nationale 188 les sépare du quartier Grand ensemble de Massy-Opéra datant dun début des années 1960, classé en tant que quartier prioritaire,. Au nord-ouest se trouvent la zone industrielle du « Moulin de Massy » et le quartier pavillonnaire de la « Paix ». La municipalité a organisé un découpage en six quartiers disposant chacun de représentants et agglomérant diverses entités : Pileu/Graviers/Vilmorin/Clos-de-Villaine, Villaine/Vilgénis, Centre-ville/Bièvre-Poterne, Atlantis, Massy-Opéra/Massy-Europe/La Paix/Les Champarts. L’Insee découpe la commune en quatorze îlots regroupés pour l'information statistique soit le Pileu, les Graviers, le Nouveau Vilaine, le Vieux Vilaine, Bièvre-Poterne, Centre-ville, Résidence du Parc, Place de France, Avenue Nationale, Avenue de Bourgogne, Descartes, Vilmorin et Atlantis-Massy Sud.
La croissance rapide et la construction de logements concentrés a entraîné des difficultés sociales et sécuritaires, conduisant au classement en zone urbaine sensible du grand ensemble commun avec Antony qui, en 1999, rassemblait 16 629 habitants sur soixante-dix huit hectares, classement commun au quartier de Vilaine qui rassemblait 7 840 habitants sur cinquante-huit hectares. Les quartiers Bièvre-Poterne ont eux été classés prioritaires au titre de la politique de la ville. Depuis une dizaine d’années, la ville a opéré de nombreuses rénovations urbaines dans ces quartiers sensibles qui permettent d’améliorer leur physionomie (square du clos de Vilaine, Grand ensemble). Parallèlement, la ville cherche à attirer de nouvelles familles et de jeunes actifs dans les nouveaux quartiers de Vilmorin et d’Atlantis, près des gares, de Vilgénis, le plus récent, en cours d'aménagement depuis 2019 sur une partie de l'ancien parc du château de Vilgénis.

### Parc de logements

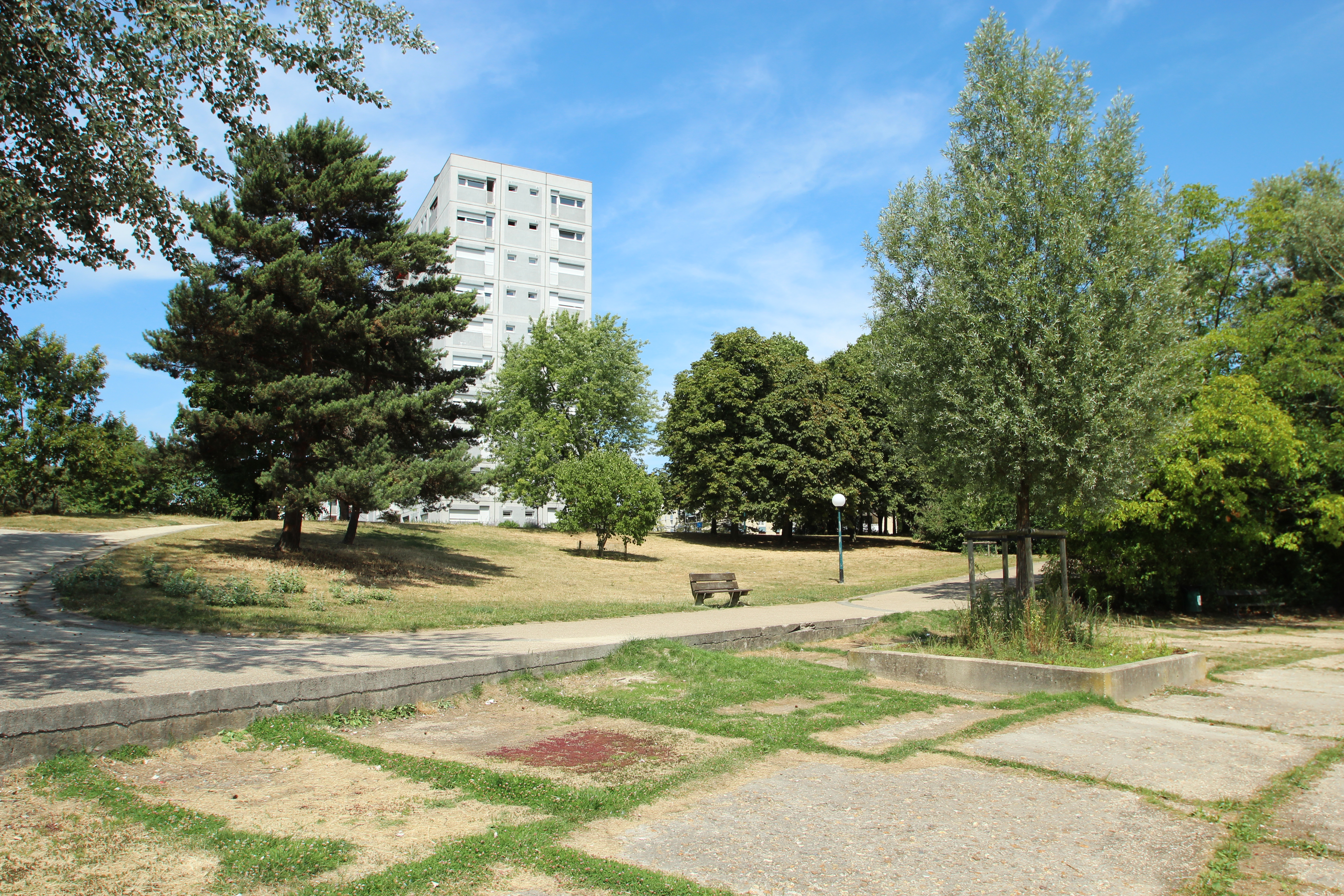
Le parc de la Blanchette.

Le parc de logements de Massy compte 20 677 résidences principales, dont 8 795 (42,5 %) sont habitées par des propriétaires et 11 506 (55,6 %) occupées par des locataires. Parmi ces 11 506 résidences en location, 5 728 (27,7 % des résidences principales) sont des HLM, cette proportion est au-delà du seuil minimal fixé par la loi relative à la solidarité et au renouvellement urbains. En 2009 il y avait 16 021 logements implantés sur le territoire, et 6 676 logements étaient des HLM répartis entre vingt-deux sociétés immobilières, soit près de 42 % du parc total,.

### Occupation des sols simplifiée
Le territoire de la commune se compose en 2017 de 17,22 % d'espaces agricoles, forestiers et naturels, 16,36 % d'espaces ouverts artificialisés et 66,42 % d'espaces construits artificialisés
Plus de 65 % de ce territoire sont urbanisés et construits, auquel il convient d’ajouter plus 15 % de domaine urbain non construit, ne laissant que moins de 20 % ayant conservé un caractère rural. Cet espace préservé est en quasi-totalité implanté au sud-est du territoire, en bordure de l’autoroute A10 et de la route nationale 20, et exclusivement consacré à l’agriculture maraîchère et céréalière.
Au nord de la commune coule la rivière la Bièvre, affluent de la Seine, en partie recouverte dans sa traversée du territoire municipal. Un étang et trois bassins agrémentent les parcs municipaux. Le point le plus bas de la commune est placé dans le creux de la vallée, à proximité d’Antony, à une altitude de 55 mètres tandis que le territoire s’élève doucement vers l’est à Wissous et le sud-ouest sur le plateau de Saclay où se trouve le point culminant à 110 mètres.

## Toponymie
Attestée sous le nom  Maziacum, Maciacum au IXe siècle, Macy au Xe siècle.
La commune tiendrait son nom d’un ancien seigneur gallo-romain possédant une villa rustica du nom de Matius ou Matheus,. Toutefois, Ernest Nègre, dans sa Toponymie générale de la France (§ 9287) assigne une même origine aux trois Massy (Saône-et-Loire, Seine-Maritime et Essonne), ils remontent à un Macciacum, composé de l'anthroponyme latin Maccius et du suffixe d’origine gauloise -acum. Écrit avec un s ligaturé (Maßy) jusqu’au XVIIIe siècle, l’orthographe actuelle du nom était déjà retenue en 1793 et dans le Bulletin des lois de 1801.
L’appellation du quartier « Épine Montain » est due à sa présence sur une légère crête, « montain » s’approchant de montagne entre les deux points culminants de la commune, proches de Palaiseau et du centre-ville, formant une fine bande, une épine.
Le château de Vilgénis tient son nom de la villa rustica du troisième fils de Jean de Macy, Jean qui donna villa Johanis, quand son frère donnait son nom à la villa Haymonis qui devint plus tard le quartier de Villaine.

## Histoire

### Les origines
Le peuplement originel de Massy se fit certainement sur une hauteur appelée le « Mont Gaudon », dominant la vallée de la Bièvre à proximité  du centre-ville actuel. En l’an 300, à l’époque de la Gaule romaine, un légionnaire romain nommé Maccius reçut de l’empereur Maximien Hercule les terres entourant ce mont Gaudon pour y établir une villa rustica. Une propriété, le château d'en haut ou hôtel du Dauphin, qui a succédé à ce premier établissement sur le mont Gaudon fut achetée en 1802 par Nicolas Appert qui y établit son usine de conserves. Ce bien fut vendu en 1816 et le terrain loti.

### Les seigneuries au Moyen Âge
Le territoire de Massy fut très tôt divisé en plusieurs seigneuries, dont une dépendait, depuis la donation faite par le roi de Paris Childebert Ier en 555, de l’abbaye de Saint-Germain-des-Prés, qui y installa la ferme du premier seigneur, Vulfredus.
- Au Xe siècle s’établit la lignée des seigneurs de Massy (Macy), le domaine étant élevé au rang de baronnie. Une première agglomération se développa dès l’an 600. Au XIIe siècle, le seigneur Jean de Macy partagea son domaine entre ses trois fils, Guillaume de Macy prenant la suite sur le site historique ; Aymon qui fonda un domaine « villa Haymonis », actuel quartier de Villaine ; et Jean la « villa Joanis », actuel Vilgénis. En 1216 y fut construite une ferme fortifiée, ce qui serait plus tard le château de Vilgénis. Au XIIIe siècle fut aussi construite l’église Sainte-Marie-Madeleine, dont ne subsiste aujourd’hui que le clocher.
Le château seigneurial de Massy descendit du Mont-Gaudon dans la plaine au cours du Moyen Âge à une date inconnue pour se rapprocher des paysans et assurer leur protection. Ce château entouré de fossés alimenté par les ruisseaux voisins était situé à l'emplacement du talus de la voie ferrée derrière la Mairie et l'espace Liberté. Il souffrit pendant la guerre de Cent Ans et fut reconstruit dans le style Renaissance vers 1450.
C'était un ensemble assez vaste autour d'une cour carrée avec, au fond, la maison seigneuriale à deux étages, une chapelle dédiée à Saint-Germain, les bâtiments des communs sur les côtés et une porte d'entrée coiffée d'une tourelle. On y accédait par une poterne qui donna son nom à l'actuel quartier de la Poterne.
En 1329, il y avait une léproserie, connue par un arrêt du 3 mars de cette année, adjugeant son administration au seigneur de Macy. Par son 1er  mariage vers 1350 avec Jeanne de Beauvais († 1363 ; elle était dame de Massy par sa première union, car elle avait d'abord marié Guyot de Massy, disparu vers 1348, et leur fils Jeannot avait suivi de peu son père dans la tombe), la seigneurie originelle était revenue à Pierre de Villiers de l'Isle-Adam († 1386) ( ; voir aussi Racines&Histoire : Villiers de l'Isle-Adam, p. 14 à 17 ). Au XIVe et au  XVe siècle, le village subit les ravages de la guerre de Cent Ans. Haymond, l'un des seigneurs de Massy, parut au procès de la Pucelle d'Orléans.
Une fille de Pierre de Villiers et Jeanne de Beauvais, Jeanne de Villiers, hérita de Massy qu'elle transmit à sa propre fille Marie de Garencières, dame de Croisy et du Puiset, mariée en secondes noces à Tugdual de Kermoysan († 1450). Leur fille Jeanne de Kermoysan, dame de Massy et de Croisy, mariée en 1467 à Jean de Gaillon, transmit à leur fils Guillaume de Gaillon († 1521), suivi de la fille aînée de ce dernier, Françoise de Gaillon († vers 1550), épouse en 1516 de François d'Harcourt de Beuvron († 1558) (cf. Racines&Histoire : Gaillon, p. 3 et 4).

### Époque moderne

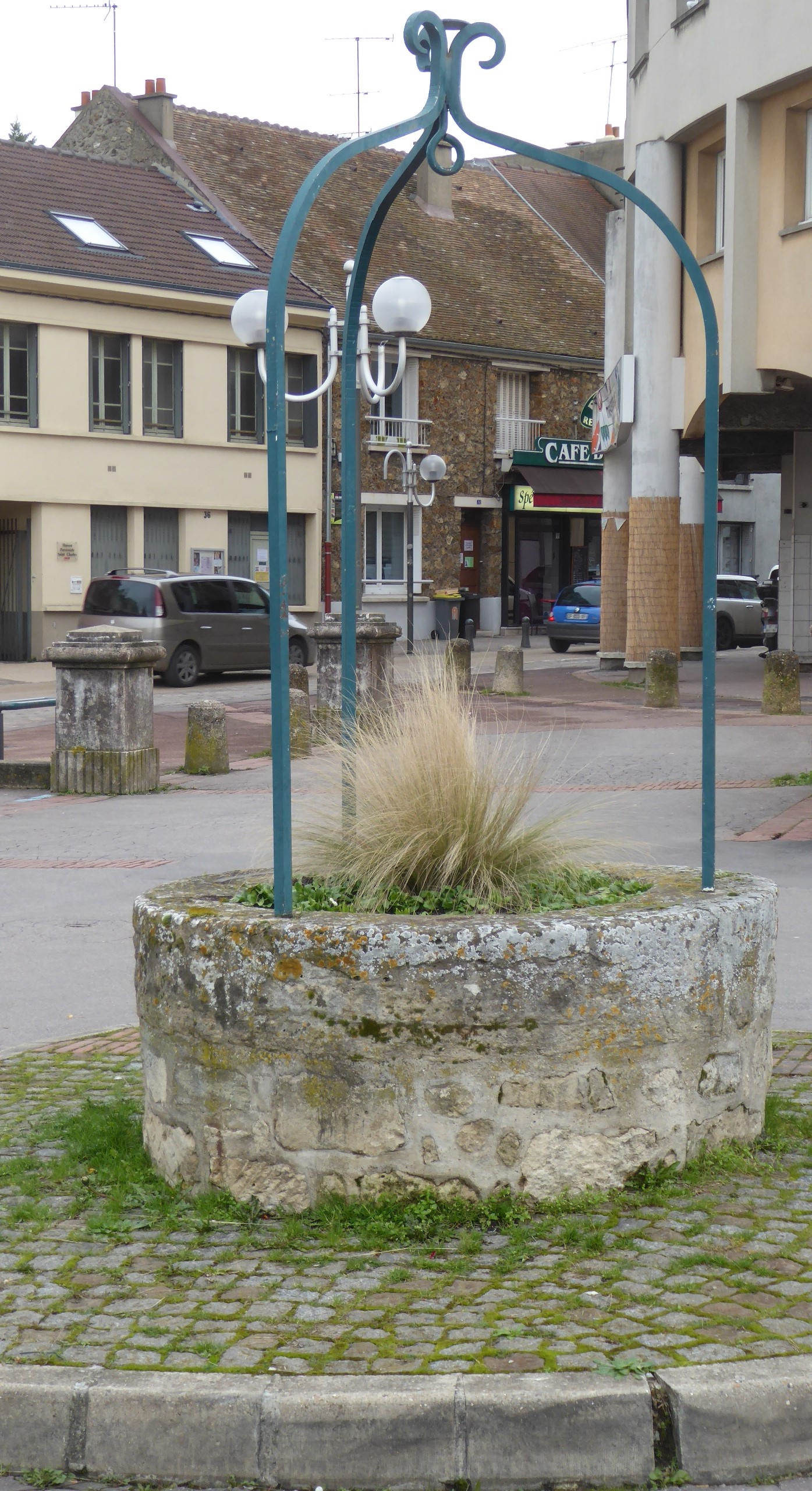
Puits de l'ancien château de Massy

- En 1560, la seigneurie de Massy revint au connétable Anne de Montmorency (1493-1567), apparenté aux Villiers de l'Isle-Adam par sa grand-mère maternelle Marie de Villiers de L'Isle-Adam (arrière-arrière-petite-fille de Pierre de Villiers) ; sa femme Madeleine de Savoie (v. 1510-1586) est dame de Massy. Le château seigneurial fut occupé par un fermier à partir de 1635 lorsqu'il n'y eut plus de seigneur résidant à Massy, la baronnie de Massy étant passée dans les domaines des d'Effiat, marquis de Chilly et de Longjumeau (acquisition de Massy par Antoine Coëffier de Ruzé, marquis d'Effiat et maréchal de France (1581-1632), qui par ailleurs hérita en 1613 Chilly et Longjumeau de son grand-oncle Martin Ruzé). L'extérieur était resté à peu près intact mais les bâtiments intérieurs délabrés quand l'ensemble appelé le Vieux château  fut démoli en 1910  lors de la construction de la voie ferrée de la Grande Ceinture derrière la Mairie actuelle. Le puits du château, qui était le seul vestige du château après sa destruction, fut transféré en 1983 sur la place du Marché du centre face à l'église.
Fille d'Antoine, Marie Coëffier de Ruzé (1614-1633) transmit Massy, Chilly et Longjumeau à son mari Charles de La Porte ; leur fils Armand-Charles de La Porte, duc de La Meilleraye, épousa en 1661 Hortense Mancini, nièce du cardinal Mazarin, et devint ainsi duc de Mazarin. Massy fit donc partie, comme Chilly-Mazarin et Longjumeau, des biens immenses des ducs de Mazarin, descendants directs et héritiers d'Hortense Mancini-Mazarin et des La Porte de La Meilleraye (issus donc des Ruzé d'Effiat en lignée féminine). Or en 1777, Louise d'Aumont, baronne de Massy, épousa le prince Honoré IV de Monaco, lui apportant le titre de baron de Massy qui fut transmis à la famille princière de Monaco jusqu'à nos jours (titre porté notamment par la princesse Antoinette).

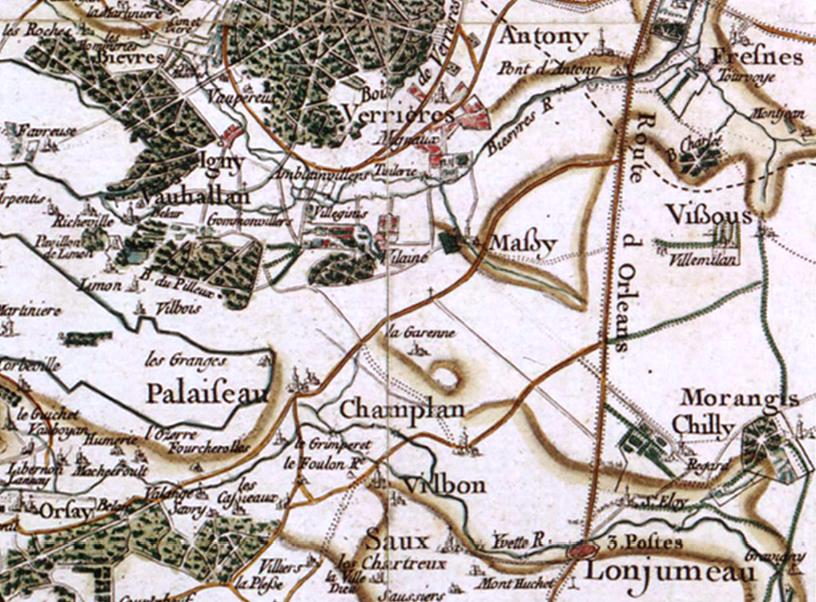
Maßy sur carte de Cassini.

- En 1502, le château de Vilgénis fut reconstruit par la famille Fourquaud, magistrats au Parlement de Paris. En 1575, le domaine de Vilgénis revint à la famille de Vigny qui l’agrandit sur les terres voisines d’Igny. En 1719, Claude Glucq des Gobelins, magistrat et industriel, racheta le domaine de Vilgénis et l’agrandit encore. En 1765, le domaine échut à Louis V Joseph de Bourbon-Condé, qui l’équipa.
- Vers 1780, le chirurgien Jacques René Tenon acheta une ferme dans un grand parc dans le hameau de Villaine. Ce bâtiment rue de Versailles est occupé par la fondation des orphelins apprentis d'Auteuil.
Au cours des années 1780, Massy était concerné par un projet de détournement d’une partie des eaux de l’Yvette et de la Bièvre pour les conduire par un canal dans un réservoir à Paris dans le quartier de l’Observatoire. Ce projet destiné à alimenter la ville en eau potable rencontrait des oppositions à Paris, notamment celles des tanneurs des bords de la Bièvre, et également dans la plupart des localités riveraines. Les travaux menés par l'entreprise de l'Yvette créée par Nicolas Defer de la Nouere (1740-1794), qui reprenait un projet présenté en 1775 par l’ingénieur Jean-Rodolphe Peronnet, avaient commencé. Le canal aurait eu deux branches, l’une captant l’eau de l’Yvette en amont de Saint-Rémy-lès-Chevreuse, qui aurait comporté une partie souterraine de Palaiseau au sud de Villaine, l’autre l’eau de la Bièvre à Bièvres, qui auraient conflué au nord du vieux château (disparu en 1910) à l’emplacement de l’actuel quartier de la Poterne. Les travaux furent interrompus par des arrêts du Parlement des 26, 29 novembre, 3 et 10 décembre 1788 qui ordonnèrent leur suspension à la requête du syndic de la paroisse de Verrières, Vitalis de Migneaux, et « la remise en état de la Bièvre dans son ancien cours ainsi que de toutes les sources, fontaines et ruisseaux y affluant. ». Un arrêt du conseil d’État du 14 février 1789 annule ces arrêts mais les travaux ne furent pas repris. Une autre paroisse riveraine de la Bièvre, Antony, et celle de Longjumeau, riveraine de l'Yvette, protestèrent contre ce projet dans leurs cahiers de doléance de 1789. Seule la paroisse de Massy y était favorable car ce canal lui aurait évité des inondations

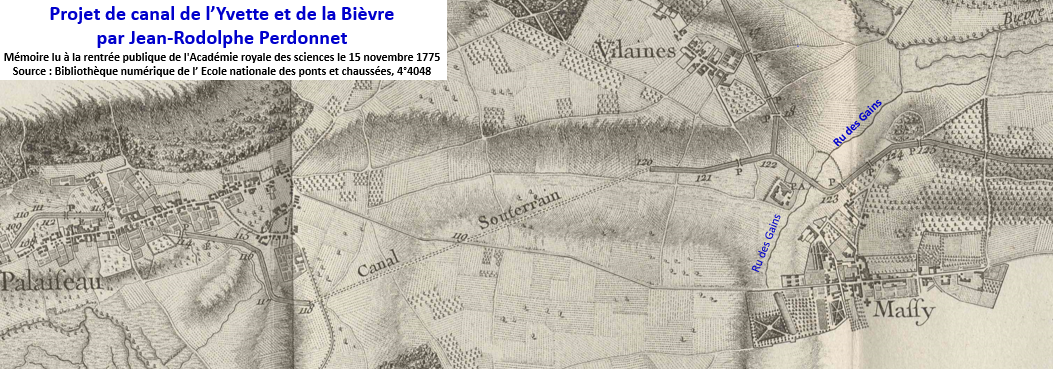
Carte du projet de canal présenté par Jean-Rodolphe Peronnet : tronçon de Palaiseau et Massy

### La Révolution française
Les électeurs de Massy  (environ 200) se réunirent le 24 avril 1789 dans la nef de l'église sous la présidence de François Denis Tronchet. Il y fut donné lecture d'un cahier de doléances du Tiers-État dont l'auteur inconnu était vraisemblablement Pierre Aragon, industriel propriétaire de la Tuilerie. Ce cahier de doléances auquel est annexé celui rédigé par Tenon fut adopté le 1er mai.
Tenon fut élu en 1791 député de Seine-et-Oise.
La Révolution française entraîna la déchéance des domaines de Vilgénis et de Massy, le château de Vilgénis devint en 1795 une filature textile. Le prince héritier de Monaco réclama en mai 1792 une indemnité pour la perte de ses droits seigneuriaux, puis le remboursement de la somme payée par un de ses prédécesseurs au roi Philippe III le Hardi en 1276 pour acquérir le droit de justice sur Massy.
La période de la Révolution fut calme à Massy.

### LeXIXesiècle

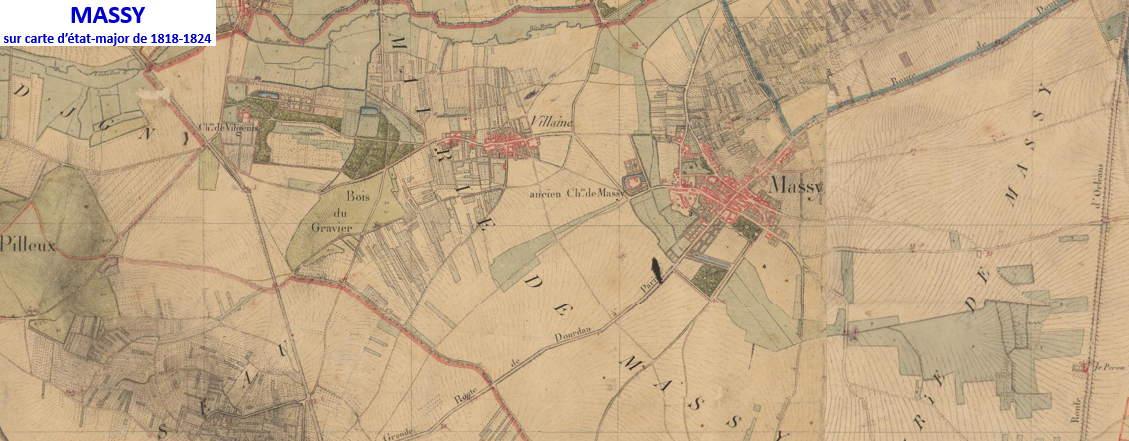
Massy sur carte d'état-major de 1818-1824

Au XIXe siècle, Massy est resté un bourg rural d’Île-de-France, les habitants exerçant majoritairement leurs activités dans le maraîchage ou la viticulture. Celle-ci déclina comme dans toute l'Île-de-France à la fin du XIXe siècle.
Le seul établissement industriel important était une tuilerie, ouverte en 1640 utilisant l'argile de la vallée de la Bièvre. Le chemin du trou de Toulon, passage piétonnier qui relie la rue Fustel de Coulanges à l'avenue de l'Europe, conserve la mémoire d'une carrière de glaise dont l'extraction fut comparée au travail dans le bagne de Toulon.
En 1802, c’est à Massy que Nicolas Appert installa la première fabrique de conserves au monde. Cette fabrique qui était située à l'emplacement du centre Saint-Exupéry rue Gabriel-Péri employait une cinquantaine de personnes en saison. En 1814, lors de la campagne de France, l’armée prussienne ruina cette usine, qui fut revendue et lotie en 1816. Il y mourut en 1841. Ce pillage entraina également la dispersion de la bibliothèque, de la collection d'appareils et de pièces anatomiques de Tenon.
Une enquête sur les établissements industriels en 1834 ne recense que 2 tuileries, l'une employant 30 ouvriers, l'autre de 1 à 5 ouvriers, un moulin à vent et 5 artisans tisserands.
Le château de Vilgénis fut à nouveau reconstruit et vendu en 1852 au prince impérial Jérôme Bonaparte.
Une école fut construite en 1856 sur la place de l'église.
Massy a beaucoup souffert de l'occupation des armées prussiennes en 1871 lors de destructions et pillages dans lesquels disparurent les archives de la commune. Une partie des habitants s'enfuirent à Paris en septembre 1870.
En 1883, l'historien Fustel de Coulanges acheta une maison construite au XVIIe siècle comme rendez-vous de chasse, situé à cette époque à l'écart du village. Le docteur Paul Bailliart, maire de Massy et auteur d'une Histoire de Massy, y habita. Cette maison est actuellement utilisée par la Cimade.

### De la fin  duXIXesiècleà la Seconde Guerre mondiale
L’arrivée de la ligne de Sceaux avec une gare ouverte en 1854, actuelle station SNCF de Massy-Verrières du RER C, complétée en 1883 et 1886 par la ligne de Grande Ceinture avec la station de correspondance de Massy-Palaiseau, favorise un développement industriel et démographique qui reste relativement modeste jusqu'au milieu du XXe siècle. Des équipements communaux sont créés à cette époque, dont le bureau de poste en 1881, la mairie en 1882. En 1884 fut créée la fanfare de Massy actuellement l'harmonie-fanfare de Massy comprenant, outre les cuivres de l'origine, des bois.

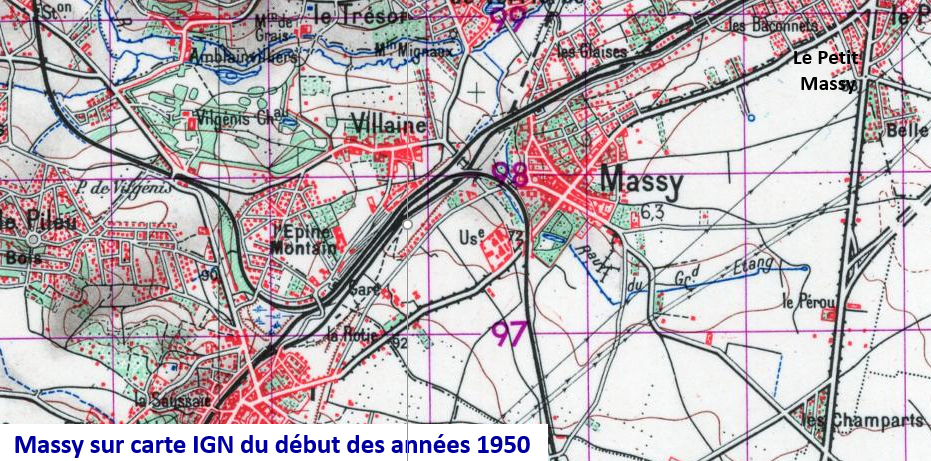
Massy au début des années 1950

De nouveaux établissements industriels se sont ajoutés à l'ancienne tuilerie. Dès 1890, l’industriel Vilmorin Clause & Compagnie (pépinières), entreprise la plus importante de Massy, disposait d'un embranchement particulier raccordant directement l'entreprise à la grande ceinture pour exporter sa production. Avant la Première Guerre mondiale, l'entreprise Loyer de produits chimiques s'est établie  derrière la ligne de grande ceinture, côté Petits Champs ronds, dans l'entre-deux-guerres, l'entreprise chimique SEMPA et le laboratoire de produits pharmaceutiques Clin Comar et Compagnie à l'angle de la rue de Paris et de l'actuelle rue Victor-Basch (la société Sanofi qui a absorbé ce laboratoire possédait à cet emplacement un immeuble vendu au Crédit agricole). D'après une enquête de juillet 1940, la société Loyer employait de 10 à 40 ouvriers suivant la saison, l'entreprise SEMPA 37 salariés et les laboratoires Clin Comar 67 salariés. Ces entreprises étaient les seules implantées sur le territoire des Petits Champs Ronds très peu construit jusqu'aux débuts des années 1950, future zone industrielle, actuel quartier Atlantis.
Pendant la Première Guerre mondiale, en juin 1916, une section de mitrailleuses stationne à Vilgénis.
À l’époque du pavillon de banlieue, des lotissements s’installèrent aux Graviers et à Villaine, nécessitant entre autres, l’installation de l’électricité en 1923 et l’ouverture d’une nouvelle école dès 1927.
Au cours de l’électrification de la ligne de Sceaux, une nouvelle gare est construite entre 1934 et 1937 à la limite de Massy et de Palaiseau (ancienne station RATP désaffectée). L’école Gambetta fut achevée en 1937.
La période des années 1930 est marquée par la construction de la ligne Paris à Chartres par Gallardon dont la partie de Chartres à Massy fut exploitée de 1930 à 1939 avec un terminus à côté de la gare de Massy-Palaiseau. Le tronçon de Massy à Paris dont les travaux n'étaient pas achevés en 1939 sur le territoire de la commune de Sceaux fut abandonné. Après un projet autoroutier, la plate-forme de la ligne comprenant un viaduc parallèle à l'avenue de Verrières est utilisée depuis 1989 par la ligne du TGV-Atlantique et par la coulée verte.
Cette croissance fut stoppée par la Seconde Guerre mondiale, quatre bombardements importants des Alliés sur le nœud ferroviaire stratégique que constituait la gare de Massy - Palaiseau détruisirent partiellement la ville, dont l'église Sainte-Marie-Madeleine de Massy, classée monument historique en 1920 et la tuilerie. Durant cette période sombre, le château de Vilgénis servit d’état-major à une unité de cavalerie de la SA du 14 juin 1940 au 28 juin 1941 et à nouveau en 1944. En août 1944, le commandant La Perrière de la 2e division blindée obtint leur reddition et l’Armée de l’air réquisitionna le domaine dès 1945, alors qu’Air France entamait en 1946 des négociations pour l’acheter.

### Le développement à partir des années 1950

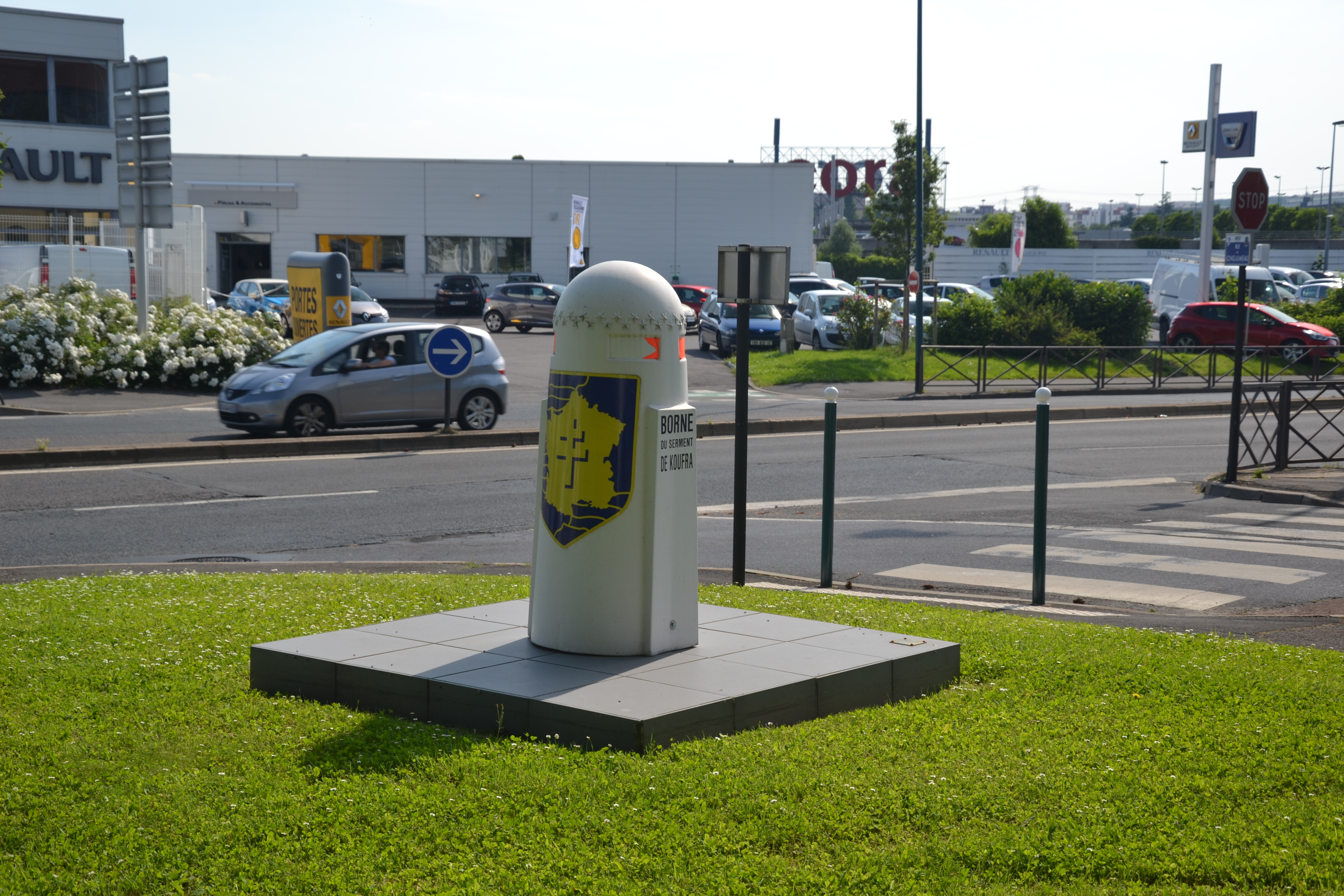
Bornes de la Liberty Road, sur le trajet de la 2e DB, après le débarquement à Utah Beach.

À la fin du conflit, la croissance démographique et la pénurie de logement en Île-de-France entraîna l’établissement de quatre bidonvilles au sud et à l’est de la commune, dont les plus importants étaient celui des Portugais route de Chilly ou celui des Goachères pour les Maghrébins, constitués d’habitations sommaires (baraques de bric et de broc construites à partir de matériaux de récupération) sans sanitaires ni adduction d'eau. Les derniers bidonvilles disparaissent en 1977. D’autres baraquements sont construits dans le parc du château de Vilgénis pour accueillir les étudiants du nouveau centre de formation Air France, dès 1951.
À la même époque, des habitations aux normes sanitaires sont construites, notamment dans le quartier des Graviers par le mouvement Castors.
Le quartier du Petit-Massy est inauguré en 1955 par Roger Duchet. Des foyers de travailleurs sont construits à la même époque par la Sonacotra.
La décision prise par l’État en 1958 d’implanter un Grand ensemble sur les territoires de Massy et d'Antony modifia radicalement la morphologie urbaine durant les années 1960.
En 1956, l’église Sainte-Marie-Madeleine est reconstruite par l’architecte Pierre Pinsard, inaugurée en 1959, en 1963 la nouvelle église Saint-Paul est édifiée dans le grand ensemble en même temps que la synagogue. À partir de 1961 fut entamée la construction du lycée du Parc de Vilgénis. Les dix années suivantes rééquilibrèrent la répartition urbaine vers le sud avec l’édification des logements sociaux dans le quartier du « Nouveau Villaine » sur des terrains anciennement inondables assainis par la régularisation du cours de la Bièvre.
Cette forte croissance démographique nécessite  la construction d’équipements tels que le nouveau bureau de poste en 1962 ou la mairie en 1984. Le départ des pépinières de l'entreprise Vilmorin à partir de 1967 libère des terrains progressivement urbanisés.
Au cours des années 1950 et 1960, la zone industrielle des « Champs-Ronds » se développe au sud sur d'anciens terrains agricoles du territoire communal entre la gare de Massy-Palaiseau et la ligne de grande ceinture.
En 1969 fut ouvert le site d’entretien du matériel roulant, largement agrandi en 1977 lorsque la ligne de Sceaux fut intégrée à la ligne B du RER d'Île-de-France. En 1972 se développa l’église réformée évangélique.
En 1975, la commune est ville-étape du tour cycliste de l'Essonne.
En 1991, l’implantation de la gare de Massy TGV redonna un nouveau souffle à l’activité économique municipale avec la possibilité d’interconnexion TGV, amenant l'aménagement à partir de 2010 du nouveau quartier « Atlantis » sur le site de l'ancienne zone industrielle « des Champs-ronds» avec installation ou reconversion de nombreuses entreprises, construction de logements et d'un palais des Congrès accompagné du développement du quartier Vilmorin. Cette même année, Massy était en lice pour accueillir le projet de « Grand Stade parisien » de 80 000 places, finalement construit à Saint-Denis. L’inauguration en 1993 de l’opéra de Massy acheva de doter la commune en équipements structurants d’envergure régionale, malgré les lourds investissements qu’elle représenta.

## Politique et administration

### Conseil Municipal 2020 - 2026

Conseil Municipal de Massy 2020-2026

| Conseil municipal | Conseil municipal | Conseil municipal | Conseil municipal        |
| ----------------- | ----------------- | ----------------- | ------------------------ |
| Majorité          | 38                |                   | Massy pour vous          |
| Opposition        | 7                 |                   | Nous sommes Massy        |
|                   | 1                 |                   | Massy verte et citoyenne |

### Rattachements administratifs et électoraux
Antérieurement à la loi du 10 juillet 1964, la commune faisait partie du département de Seine-et-Oise. La réorganisation de la région parisienne en 1964 fit que la commune appartient désormais au département de l'Essonne et à son arrondissement de Palaiseau après un transfert administratif effectif au 1er janvier 1968. Pour l'élection des députés, elle fait partie de la sixième circonscription de l'Essonne.
Massy faisait partie de 1793 à 1964 du canton de Longjumeau, année où elle devint chef-lieu du canton de Longjumeau. En 1985, ce canton est scindé et la ville divisée entre les cantons de Massy-Est et de Massy-Ouest. Dans le cadre du redécoupage cantonal de 2014 en France, la commune devient le bureau centralisateur du nouveau canton de Massy.
L’organisation juridictionnelle rattache les justiciables massicois au tribunal d’instance et conseil de prud’hommes de Longjumeau et au tribunaux de grande instance et de commerce d’Évry, tous rattachés à la cour d'appel de Paris.

#### Intercommunalité
La commune était le siège de la communauté d'agglomération Europ'Essonne, créée en décembre 2006.
Dans le cadre de l'achèvement de la coopération intercommunale prévue par la loi de modernisation de l'action publique territoriale et d'affirmation des métropoles, le schéma régional de coopération intercommunale arrêté par le préfet d'Île-de-France le 4 mars 2015 prévoit « la fusion de la communauté d’agglomération du Plateau de Saclay et de la communauté d'agglomération Europ'Essonne, et extension du périmètre du nouveau regroupement aux communes de Verrières-le-Buisson et Wissous ».
Cette fusion, intervenue le 1er janvier 2016, a permis la création de la communauté d'agglomération Communauté Paris-Saclay, dont Massy est désormais membre.
En 2017, elle est également membre du Syndicat intercommunal pour le gaz et l'électricité en Île-de-France (SIGEIF), du syndicat intercommunal pour l'enfance inadaptée (SIEI), du syndicat intercommunal pour le développement d'un réseau câblé de vidéocommunications (SIVIC), du syndicat intercommunal de restauration municipale Massy-Chilly (SIRMC), du syndicat mixte d'assainissement de la Vallée de la Bièvre (SIAVB) et du Syndicat mixte Massy-Antony-Hauts-de-Bièvre pour le chauffage urbain et le traitement des résidus ménagers (SIMACUR),,.

### Tendances et résultats politiques
Ancienne commune de la « Ceinture Rouge » de Paris, Massy est traditionnellement ancrée à gauche. Elle fut ainsi dirigée par deux maires socialistes successifs durant près de quarante ans, Massy étant notamment la ville où Jean-Luc Mélenchon exerça son premier mandat politique comme adjoint au maire dès 1989.
La ville sera cependant remportée en 1995 par Vincent Delahaye, de centre droit.
Pourtant, tous les derniers scrutins ont placé des candidats de gauche en tête, exception faite de l’élection présidentielle de 2002 où Jacques Chirac (RPR) obtint 88,12 % des voix, soit six points de plus qu’au niveau national, bénéficiant d’un fort report de voix des électeurs de Lionel Jospin (PS), arrivé à Massy en tête avec 22,88 % des suffrages au premier tour. Cette même année, le député socialiste François Lamy était d’ailleurs largement sorti vainqueur du duel face à la candidate de la majorité présidentielle avec plus de dix points d’avance, score encore accru en 2007 où il l’emporta avec près de 60 % des suffrages contre à peine moins de 42 % pour Véronique Carantois (UMP). Ce dernier chiffre correspond aussi approximativement au score de Nicolas Sarkozy (UMP) à Massy alors qu’il remportait dix points de plus au niveau départemental, régional et national. L’année 2004 fut aussi une année faste pour la gauche massicoise avec les larges victoires d’Harlem Désir (PS) aux élections européennes avec vingt-et-un points d’avance sur la seconde, Marielle de Sarnez (UDF), la victoire importante de Jean-Paul Huchon (PS) avec près de 60 % des suffrages face à Jean-François Copé (UMP) et les deux victoires des conseillers généraux Jérôme Guedj (PS) et Marie-Pierre Oprandi (PS) avec respectivement 56,96 % et 51,74 % des suffrages. Lors des élections présidentielle de 2017, Emmanuel Macron arrive en tête dans la commune lors des deux tours, réalisant un score de 83 % face à Marine Le Pen lors du second tour. Toujours en 2017, les massicois élisent en majorité la candidate LREM Amélie de Montchalin députée de la circonscription.
Les électeurs massicois ont en outre rejeté en 2005 le traité de Rome de 2004 à 50,80 % mais avaient très largement approuvé le traité de Maastricht en 1992 à 59,86 % des voix. Des sections du parti communiste français et du parti socialiste sont présentes en 2009 dans la commune.
Élections présidentielles
Résultats des deuxièmes tours :
- Élection présidentielle de 2002 : 88,12 % pour Jacques Chirac (RPR), 11,88 % pour Jean-Marie Le Pen (FN), 81,89 % de participation[100].
- Élection présidentielle de 2007 : 57,47 % pour Ségolène Royal (PS), 42,53 % pour Nicolas Sarkozy (UMP), 86,60 % de participation[101].
- Élection présidentielle de 2012 : 64,66 % pour François Hollande (PS), 35,34 % pour Nicolas Sarkozy (UMP), 81,64 % de participation[102].
- Élection présidentielle de 2017 : 83,10 % pour Emmanuel Macron (LREM), 16,90 % pour Marine Le Pen (FN), 71,46 % de participation[103].

Élections législatives
Résultats des deuxièmes tours :
- Élections législatives de 2002 : 55,76 % pour François Lamy (PS), 44,24 % pour Véronique Carantois (UMP), 63,06 % de participation[104].
- Élections législatives de 2007 : 58,12 % pour François Lamy (PS), 41,88 % pour Véronique Carantois (UMP), 59,17 % de participation[105].
- Élections législatives de 2012 : 65,00 % pour François Lamy (PS), 35,00 % pour Grégoire de Lasteyrie (UMP), 54,59 % de participation[106].
- Élections législatives de 2017 : 61,34 % pour Amélie de Montchalin (LREM), 38,66 % pour Françoise Couasse (UDI), 41,35 % de participation[107].

Élections européennes
Résultats des deux meilleurs scores :
- Élections européennes de 2004 : 33,65 % pour Harlem Désir (PS), 12,35 % pour Marielle de Sarnez (UDF), 45,43 % de participation[108].
- Élections européennes de 2009 : 21,70 % pour Daniel Cohn-Bendit (Europe Écologie), 20,93 % pour Michel Barnier (UMP), 42,25 % de participation[109].
- Élections européennes de 2014 : 17,43 % pour Pervenche Berès (PS), 15,16 % pour Alain Lamassoure (UMP), 40,24 % de participation[110].
- Élections européennes de 2019 : 25,53 % pour Nathalie Loiseau (LREM), 17,37 % pour Yannick Jadot (EELV), 48,19 % de participation[111].

Élections régionales
Résultats des deux meilleurs scores :
- Élections régionales de 2004 : 58,89 % pour Jean-Paul Huchon (PS), 33,20 % pour Jean-François Copé (UMP), 68,38 % de participation[112].
- Élections régionales de 2010 : 67,94 % pour Jean-Paul Huchon (PS), 32,06 % pour Valérie Pécresse (UMP), 49,08 % de participation[113].
- Élections régionales de 2015 : 52,46 % pour Claude Bartolone (PS), 36,07 % pour Valérie Pécresse (LR), 52,10 % de participation[114].

Élections cantonales et départementales
Résultats des deuxièmes tours :
Canton de Massy-Est :
- Élections cantonales de 2004 : 56,96 % pour Jérôme Guedj (PS), 43,04 % pour Édith Danielou (UDF), 67,19 % de participation[115].
- Élections cantonales de 2011 : 54,44 % pour Jérôme Guedj (PS), 45,56 % pour Pierre Ollier (DVD), 43,63 % de participation[116].

 Canton de Massy-Ouest :
- Élections cantonales de 2004 : 51,74 % pour Marie-Pierre Oprandi (PS), 48,26 % pour Vincent Delahaye (DVD), 70,06 % de participation[117].
- Élections cantonales de 2011 : 56,59 % pour Guy Bonneau (VEC), 43,41 % pour Henry Quaghebeur (DVD), 43,96 % de participation[118].

Canton de Massy :
- Élections départementales de 2015 : 52,69 % pour Jérôme Guedj et Rafika Rezgui (PS), 47,31 % pour Martine Cinosi Girard (UMP) et Pierre Ollier (UDI), 44,22 % de participation[119].

Élections municipales
Résultats des deuxièmes tours ou du premier tour si dépassement de 50 % :
- Élections municipales de 2001 : 53,40 % pour Vincent Delahaye (DVD), 40,67 % pour Jérôme Guedj (PS), 66,66 % de participation[120].
- Élections municipales de 2008 : 57,01 % pour Vincent Delahaye (PR), 42,99 % pour Marie-Pierre Oprandi (PS), 61,78 % de participation[121].
- Élections municipales de 2014 : 67,05 % pour Vincent Delahaye (UDI-PR), 25,55 % pour Hella Kribi-Romhdane (PS), 55,66 % de participation[122].
- Élections municipales de 2020 : 58,56 % pour Nicolas Samsoen (UDI), 27,05 % pour Hella Kribi-Romhdane (PS), 36,97 % de participation[123].

Référendums
- Référendum de 2000 relatif au quinquennat présidentiel : 74,81 % pour le Oui, 25,19 % pour le Non, 31,46 % de participation[124].
- Référendum de 2005 relatif au traité établissant une Constitution pour l’Europe : 50,80 % pour le Non, 49,20 % pour le Oui, 69,56 % de participation[125].

### Politique locale
Le conseil municipal est composé de quarante-cinq élus, compte tenu du nombre de ses habitants.

### Liste des maires

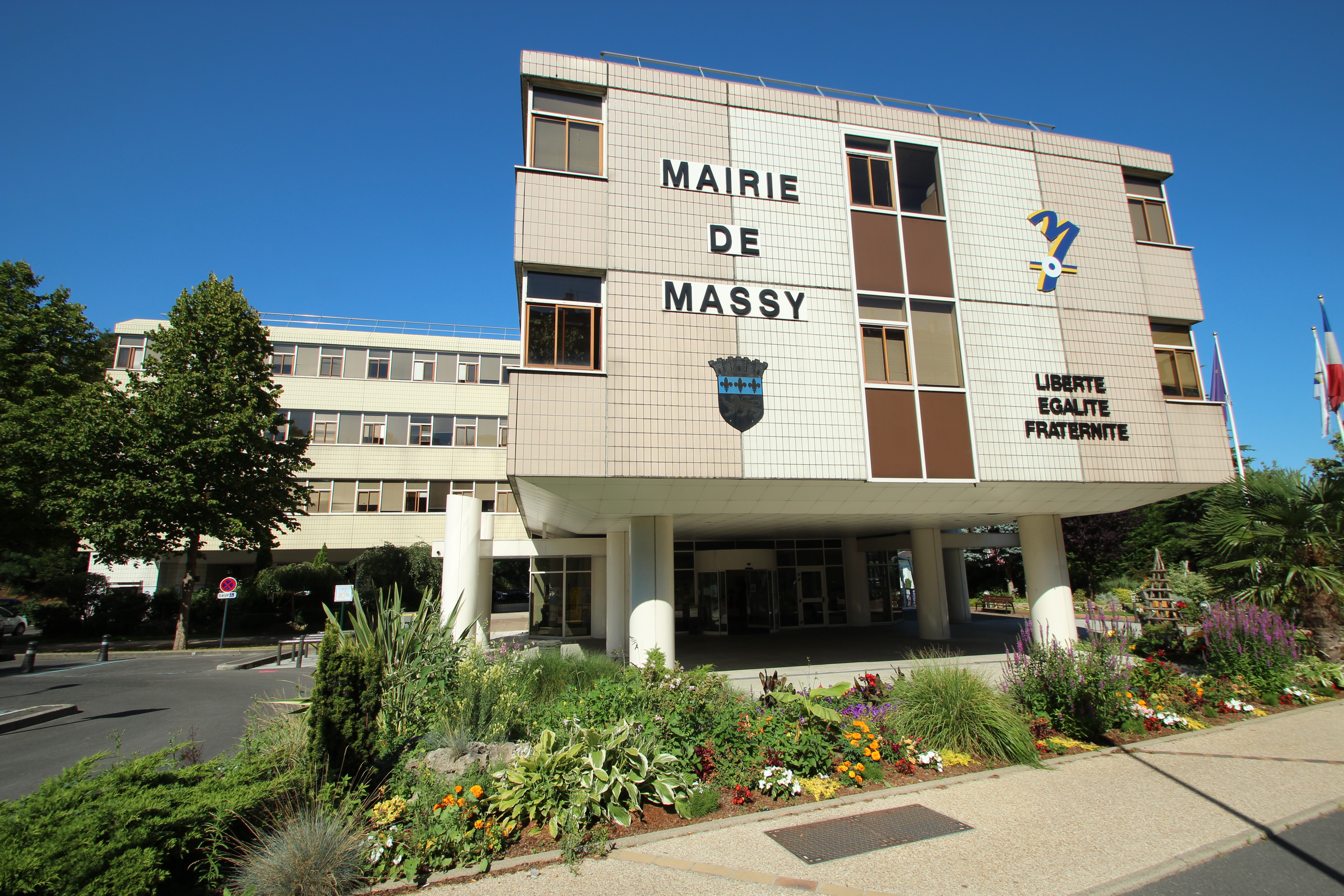
L'hôtel de ville de Massy.

### Politique de la ville
La commune, longtemps confrontée aux difficultés sociales et sécuritaires antérieures aux émeutes de 2005, a signé un contrat de ville en 2000 commun avec les communes de Palaiseau et Antony et en 2007 un contrat urbain de cohésion sociale. Elle dispose d’un conseil local de sécurité et de prévention de la délinquance et d’une commission locale d’insertion.

#### Démocratie participative
La commune a mis en place en février 2006 cinq conseils de quartier pour l’amélioration de la concertation et de l’implication des résidents et un conseil municipal des enfants

#### Labels
En 2005, Massy a reçu le label « Ville Internet @@ ».

### Jumelages
| Massy Ascoli Piceno Faro Hydra Kajaani L'Hospitalet de Llobregat Nyíregyháza Satu Mare |

Massy a développé des associations de jumelage avec :
- Ascoli Piceno (Italie) depuis février 1997, située à 1 093 kilomètres[139] ;
- Faro (Portugal) depuis 1990, située à 1 544 kilomètres[140].

Elle a en outre fondé en 1990 le réseau « CINTE » (Cités Intermédiaires Européennes) qui regroupe huit villes européennes pour des accords de coopération décentralisée. En plus de Massy, Ascoli Piceno et Faro, les autres villes faisant partie du réseau sont :
- Hydra (Grèce), située à 2 128 kilomètres ;
- Kajaani (Finlande), située à 2 298 kilomètres ;
- L'Hospitalet de Llobregat (Espagne), située à 821 kilomètres ;
- Nyíregyháza (Hongrie), située à 1 437 kilomètres ;
- Satu Mare (Roumanie), située à 1 523 kilomètres.

## Population et société

### Démographie

#### Évolution démographique
L'évolution du nombre d'habitants est connue à travers les recensements de la population effectués dans la commune depuis 1793. Pour les communes de plus de 10 000 habitants les recensements ont lieu chaque année à la suite d'une enquête par sondage auprès d'un échantillon d'adresses représentant 8 % de leurs logements, contrairement aux autres communes qui ont un recensement réel tous les cinq ans,.

En 2022, la commune comptait 50 597 habitants, en évolution de +1,35 % par rapport à 2016 (Essonne : +2,89 %, France hors Mayotte : +2,11 %).
| 1793  | 1800 | 1806  | 1821  | 1831  | 1836  | 1841  | 1846  | 1851  |
| ----- | ---- | ----- | ----- | ----- | ----- | ----- | ----- | ----- |
| 1 056 | 969  | 1 060 | 1 052 | 1 080 | 1 111 | 1 081 | 1 074 | 1 976 |

| 1856  | 1861  | 1866  | 1872  | 1876  | 1881  | 1886  | 1891  | 1896  |
| ----- | ----- | ----- | ----- | ----- | ----- | ----- | ----- | ----- |
| 1 121 | 1 174 | 1 230 | 1 144 | 1 179 | 1 210 | 1 246 | 1 266 | 1 337 |

| 1901  | 1906  | 1911  | 1921  | 1926  | 1931  | 1936  | 1946  | 1954  |
| ----- | ----- | ----- | ----- | ----- | ----- | ----- | ----- | ----- |
| 1 364 | 1 455 | 1 745 | 2 566 | 3 540 | 4 589 | 4 480 | 6 198 | 6 380 |

| 1962   | 1968   | 1975   | 1982   | 1990   | 1999   | 2006   | 2011   | 2016   |
| ------ | ------ | ------ | ------ | ------ | ------ | ------ | ------ | ------ |
| 19 137 | 37 055 | 41 344 | 40 135 | 38 574 | 37 712 | 40 183 | 43 006 | 49 924 |

| 2021   | 2022   | - | - | - | - | - | - | - |
| ------ | ------ | - | - | - | - | - | - | - |
| 50 962 | 50 597 | - | - | - | - | - | - | - |

Troisième commune du département en nombre d’habitants, Massy, comme de nombreuses communes de banlieue, a connu une croissance vertigineuse durant la seconde moitié du XXe siècle. Elle n’était ainsi qu’un gros village agricole lors du premier recensement des personnes en 1793, avec 1 056 personnes comptabilisées, connaissant même une première baisse pour ne plus compter que neuf cent soixante neuf habitants en 1800. La démographie fut relativement stable durant la première moitié du XIXe siècle, variant peu entre mille cinquante deux et mille cent onze résidents au cours des sept études menées, pour entamer une progression marquée à partir de 1856, passant de mille cent vingt et un habitants à mille deux cent trente en dix ans. Une première chute fut alors enregistrée à la suite des pertes durant l’occupation prussienne causée par la guerre franco-prussienne de 1870. La progression repris lentement pour atteindre mille trois cent soixante-quatre Massicois recensés au début du XXe siècle en 1901, en partie grâce au développement dans le dernier quart du XIXe siècle du chemin de fer et des lignes de Sceaux et de Grande Ceinture. Elle se poursuivit plus rapidement, presque insensible aux lourdes pertes du premier conflit mondial puisque la commune dépassa en 1921 le cap des deux mille résidents fixes, suivit en 1926 du cap des trois mille et en 1931 du stade des quatre mille habitants. Une légère chute marqua l’année 1936, prémisse des lourdes pertes dues aux quatre bombardements alliés en juin 1944, la commune perdant quand même cent soixante-quatre personnes au cours des deux conflits mondiaux.
Au sortir de la Seconde Guerre mondiale, la proximité de la capitale et les infrastructures de transports routiers et ferrés attira une population nombreuse, la commune atteignant six mille cent quatre-vingt-dix-huit habitants dès 1946 et six mille trois cent quatre-vingt en 1954, ce qui entraîna une urbanisation anarchique et l’implantation de bidonvilles à proximité du nœud ferroviaire. Face à cette problématique critique en Île-de-France, l’État décida en 1956 de confier à la Sonacotra la construction de foyers de travailleurs et l’édification sur les communes de Massy et Antony d’un vaste grand ensemble. Dès lors, la population « explosa », passant en 1962 à 19 137 habitants, puis 37 055 résidents en 1968, dépassant de quinze mille habitants la sous-préfecture voisine de Palaiseau. Elle atteignit en 1975 un premier pic démographique avec 41 344 habitants, suivi d'une lente décroissance jusqu'en 1999 où la population de la commune retrouva le niveau enregistré trente ans plus tôt. Depuis le tournant des années 2000 Massy enregistre à nouveau une croissance démographique soutenue portée notamment par la densification du nouveau quartier Atlantis. Le pic de population a à nouveau été dépassé en 2011 et la commune s'approche désormais des 50 000 habitants (48 372 au dernier recensement de 2014).
Avec 12,2 % de la population de nationalité étrangère en 1999, l’immigration tient une part relativement importante dans la croissance démographique de la commune. Parmi cette population étrangère, 2,4 % étaient originaires d’Algérie, 2 % du Portugal, 1,5 % de Tunisie, 0,8 % du Maroc, 0,3 % d’Italie, 0,2 % d’Espagne et 0,1 % de Turquie.

#### Pyramide des âges
La population de la commune est relativement jeune.
En 2018, le taux de personnes d'un âge inférieur à 30 ans s'élève à 42,2 %, soit au-dessus de la moyenne départementale (39,9 %). À l'inverse, le taux de personnes d'âge supérieur à 60 ans est de 16,7 % la même année, alors qu'il est de 20,1 % au niveau départemental.
En 2018, la commune comptait 25 268 hommes pour 25 364 femmes, soit un taux de 50,09 % de femmes, légèrement inférieur au taux départemental (51,02 %).
Les pyramides des âges de la commune et du département s'établissent comme suit.
| Hommes | Classe d’âge | Femmes |
| ------ | ------------ | ------ |
| 0,4    | 90 ou +      | 1,0    |
| 4,6    | 75-89 ans    | 6,2    |
| 10,3   | 60-74 ans    | 10,9   |
| 17,1   | 45-59 ans    | 16,7   |
| 24,7   | 30-44 ans    | 23,7   |
| 21,8   | 15-29 ans    | 20,9   |
| 21,1   | 0-14 ans     | 20,7   |

| Hommes | Classe d’âge | Femmes |
| ------ | ------------ | ------ |
| 0,5    | 90 ou +      | 1,4    |
| 5,4    | 75-89 ans    | 7,2    |
| 12,9   | 60-74 ans    | 13,9   |
| 20     | 45-59 ans    | 19,4   |
| 19,9   | 30-44 ans    | 20,1   |
| 20     | 15-29 ans    | 18,2   |
| 21,3   | 0-14 ans     | 19,8   |

### Enseignement
Les établissements scolaires de Massy sont tous rattachés à l’académie de Versailles. La commune dispose sur son territoire en 2010 des écoles maternelles Paul Langevin, Jules Ferry, Jean Jaurès, Émilie du Châtelet, des Petits Champs Ronds et des Bleuets, des écoles élémentaires du Pileu, Émilie du Châtelet, Léon Gambetta et Jean Macé, Jean Jaurès, Romain Rolland, René Descartes, Jean Moulin et Louis Pasteur et des écoles primaires Louis Moreau, Nicolas Appert, Albert Camus, Paul Painlevé, Docteur Tenon et Docteur Roux. Les élèves poursuivent leur scolarité dans les trois collèges présents dans la ville, Blaise Pascal, Gérard Philipe et Denis Diderot, puis dans les trois lycées, Fustel de Coulanges pour les sections générales et technologiques, le polyvalent Parc de Vilgénis et le professionnel Gustave Eiffel.
S’ajoutent l’école de langue française Les Cèdres à destination des adultes, l’Institut francilien de formation en alternance (IFFA). Le Greta est implanté au lycée du Parc de Vilgénis, à proximité d’un institut médico-éducatif. Un centre d'information et d'orientation est implanté à Massy. Neuf structures accompagnent les élèves en difficulté scolaire, pour certaines au sein de maisons de quartier. Quatorze centres de loisirs sont installés dans les écoles de la commune. Cinq crèches collectives et deux crèches familiales accueillent les jeunes enfants. Quatre foyers socio-éducatif animent les établissements du second degré, la Peep et la Fcpe sont représentés dans les établissements.
Enseignement supérieur

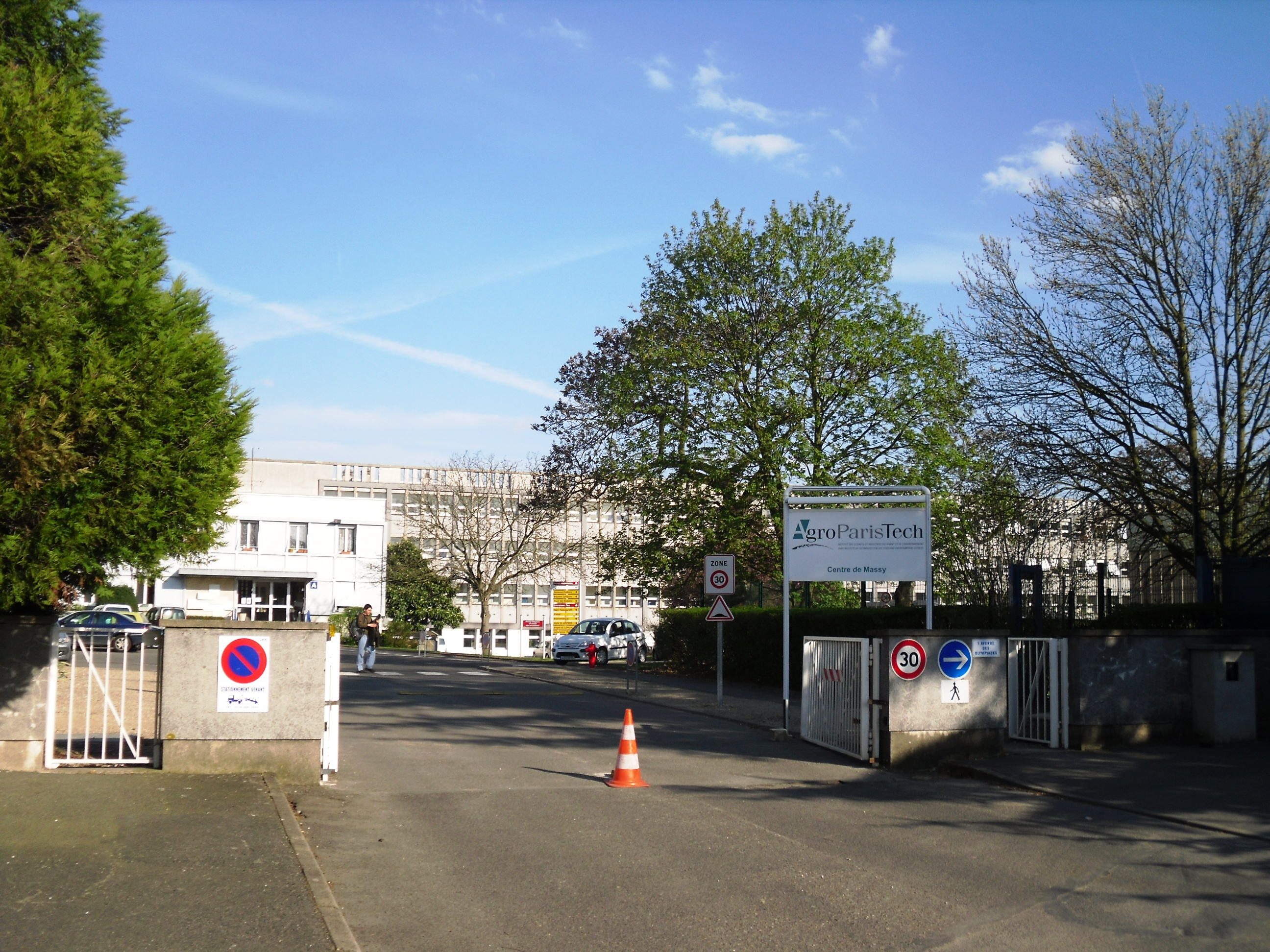
Le centre AgroParisTech.

Le lycée du Parc de Vilgénis dispose en 2009 de classes préparatoires aux grandes écoles, de sections de technicien supérieur et d’une licence professionnelle en partenariat avec l’IUT d’Orsay. L’école consulaire de la faculté des métiers de l'Essonne est aussi implantée à Massy.

### Culture

#### Opéra de Massy
Le principal lieu de culture de Massy est son opéra construit en 1993, dirigé par Jack Henri Soumère. Elle dispose de deux salles, la grande disposant de 800 places et l’auditorium de 133 places. L’orchestre de Massy a sa résidence dans ce lieu. L’opéra s’intègre dans un vaste centre culturel de 14 200 mètres carrés, où se trouve aussi la salle de cinéma CinéMassy, disposant de trois salles pour un total de 420 places et la médiathèque Jean Cocteau, complétée dans le quartier de Villaine par la médiathèque Hélène Oudoux pour un total de 200 000 documents et ouvrages. 

#### Centre culturel Paul Bailliart
S’ajoute le centre culturel Paul Bailliart qui propose divers spectacles pour enfants et adultes et organise le festival de musique Les Primeurs de Massy, dont les vingt éditions depuis 1997 permettent aux jeunes artistes de se produire. Le centre Paul-Bailliart et l’opéra de Massy sont tous deux conventionnés par le ministère de la Culture.

#### Espace Lino Ventura
L’espace Lino Ventura propose des cours et représentations de théâtre et d’art plastique et accueille une ludothèque, complétée en centre-ville par la ludothèque « Ludo Pinocchio ». 

#### Conservatoire de musique
Le conservatoire de musique fondé en 1966 permet lui l’apprentissage musical et historique avec quarante-huit professeurs. 

#### Festival international du cirque de Massy
La commune accueille chaque année depuis 1993 le Festival international du cirque de Massy. 

#### Palais des congrès et cinéma Pathé
En 2018, un palais des congrès et un cinéma Pathé ouvrent dans le quartier Atlantis, au cœur de la place du Grand-Ouest.

#### Centre Pompidou Francilien
En 2026 Massy accueillera le nouveau Centre Pompidou Francilien – Fabrique de l’Art / Musée national Picasso, à l'emplacement d'un terrain de football situé à côté du lac de la Blanchette, non loin de la future station de métro Massy Opéra.

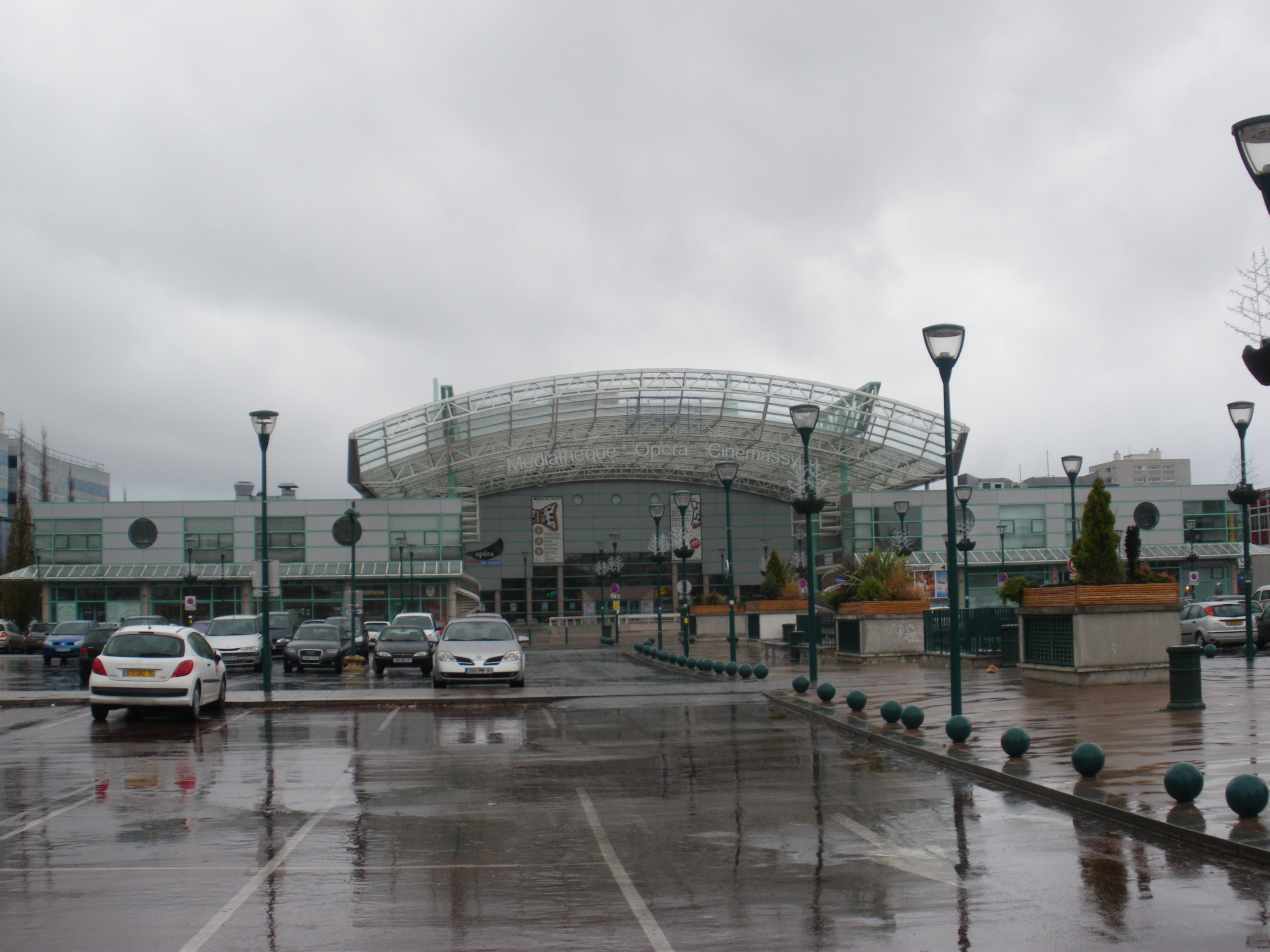
L’opéra de Massy.
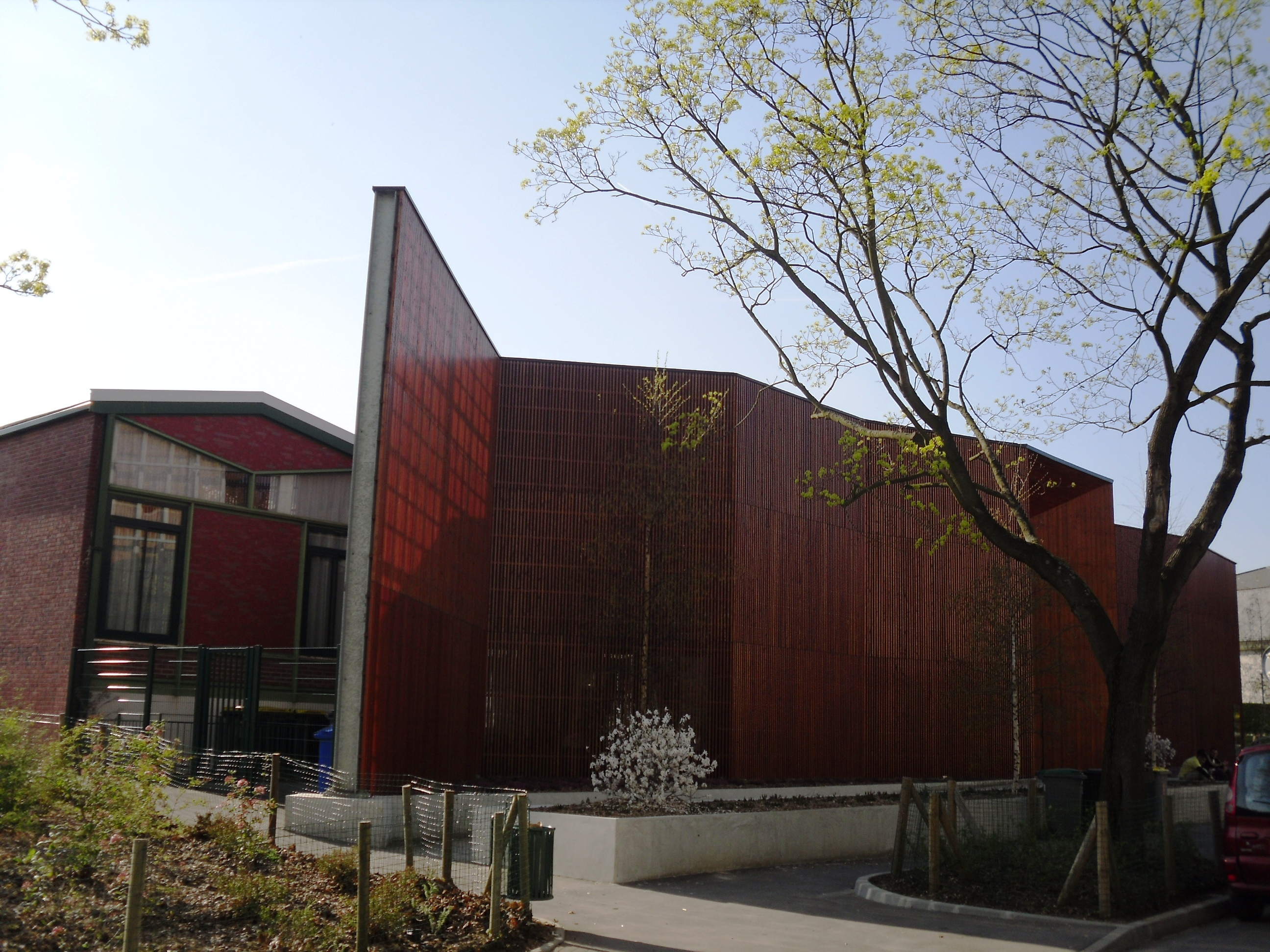
Le centre culturel Paul Bailliart.
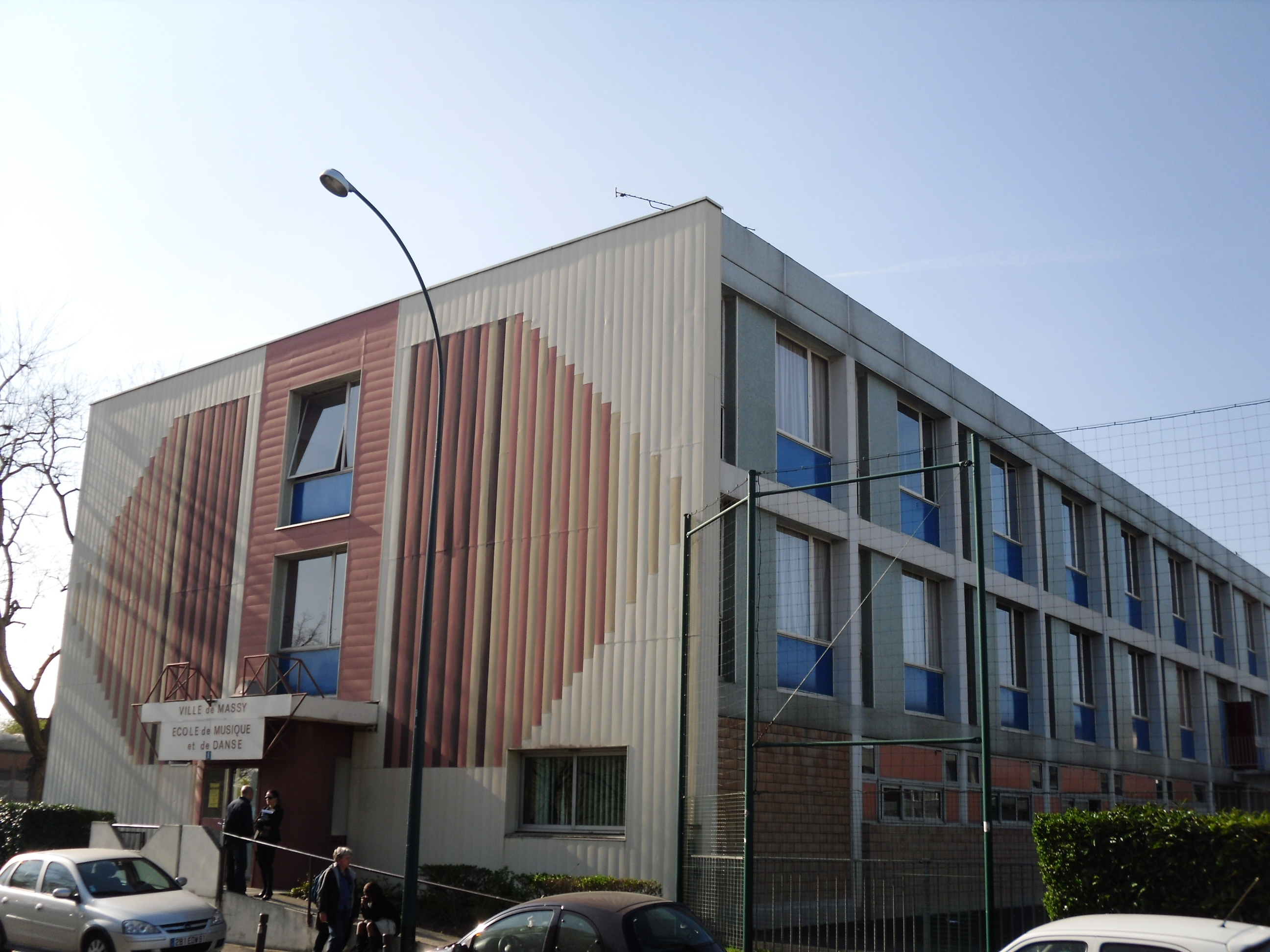
Le conservatoire de musique et de danse.

### Sports
La commune est résolument tournée vers la promotion de la pratique sportive, diffusant même un écran publicitaire sur la chaîne de télévision Eurosport avec le slogan « Plus qu’une ville, un (e)sprit ». Elle dispose ainsi d’un nombre important d’infrastructures à caractère sportif, la plus importante étant le parc des sports, avec le stade Jules-Ladoumègue avec un terrain de rugby d’honneur, une piste d'athlétisme et deux tribunes de 800 places dont une couverte, le stade Maurice Lamarre avec un terrain de rugby et une tribune couverte de 300 places, le stade Paul Nicolas avec un terrain de football stabilisé et une tribune couverte de 300 places, une piste de roller quatre courts de tennis et un terrain de pétanque. Le centre omnisports Pierre de Coubertin, équipé d’un bassin olympique de cinquante mètres et d’un de vingt-cinq mètres, d’une salle omnisports de 558 places, d’une salle de boxe, d’un dojo, d’une salle de musculation et de deux courts de tennis. Le complexe sportif de Villaine dispose d’un bassin de vingt-cinq mètres, d’un gymnase de 170 places assises, de huit courts de tennis et d’un fronton de pelote basque. Le complexe sportif de la Poterne est équipé d’un gymnase de 180 places, d’une salle de judo, d’un terrain de football synthétique et d’un skatepark. Il est attenant au centre régional d’escalade offrant une surface de 400 mètres carrés sur une hauteur de 15 mètres avec 240 places assises pour les spectateurs. S’ajoutent les gymnases Albert Camus, Jean Moulin, Léon Gambetta, René Descartes, le terrain Montésouris équipé de deux terrains de football et d’une aire de tir à l'arc et cinq « city stades » permettant la pratique quotidienne. Le parc urbain Georges Brassens dispose lui aussi de trois terrains engazonnés, deux terrains synthétiques, une piste de bicross et un practice de golf. Au total, cinquante-sept clubs assurent la formation et la pratique sportive dans la commune, dont certains renommés tels le Rugby club Massy Essonne évoluant en Pro D2, le Massy Essonne HB évoluant en première division, le club de judo FLAM 91 1er club de France en termes de résultats et l'ESM Escalade 1er club de France en termes de résultats et d'adhérents. La commune fut ville-étape du premier tour cycliste de l'Essonne en 1975.

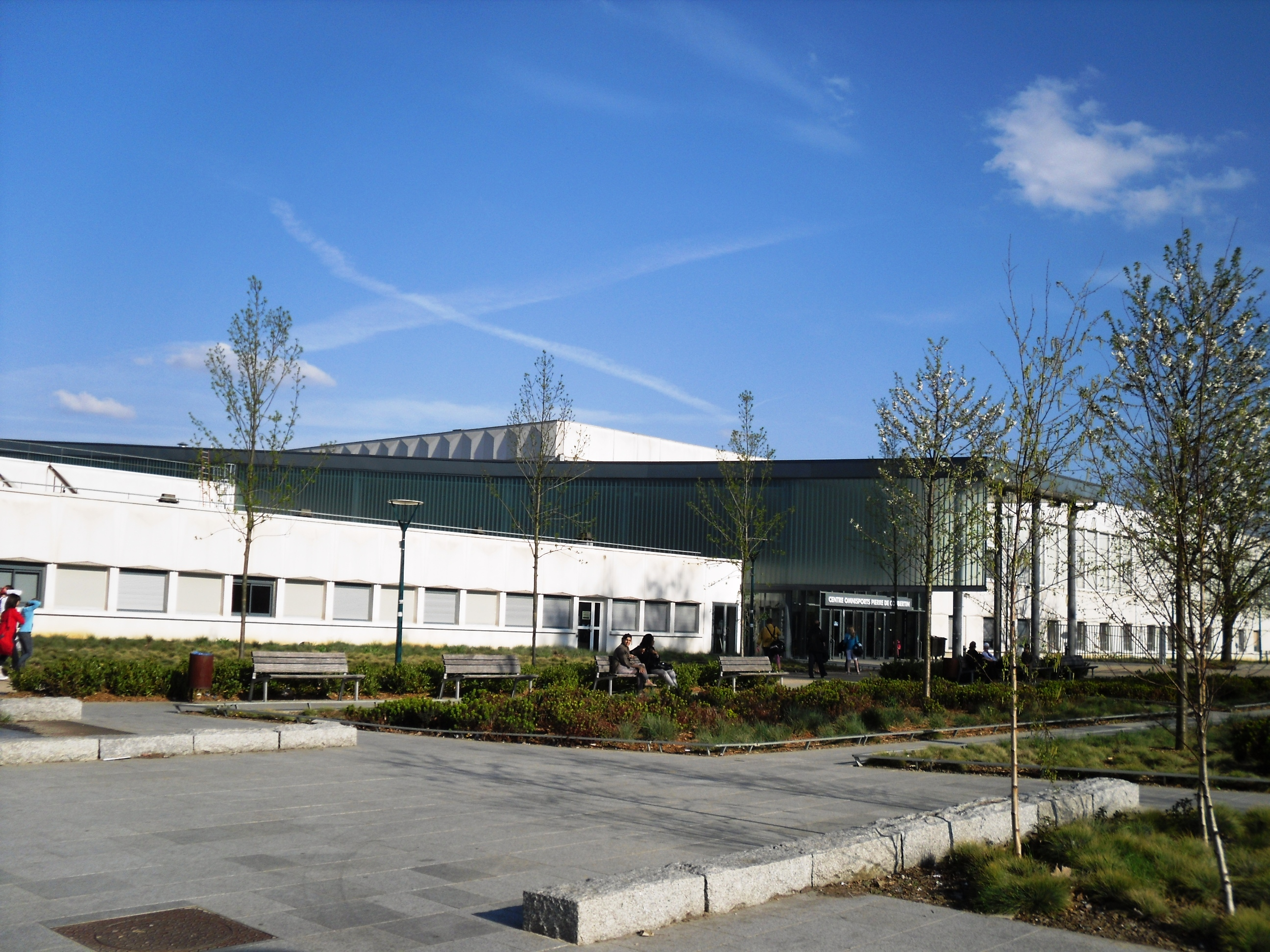
Le centre omnisports Pierre de Coubertin.
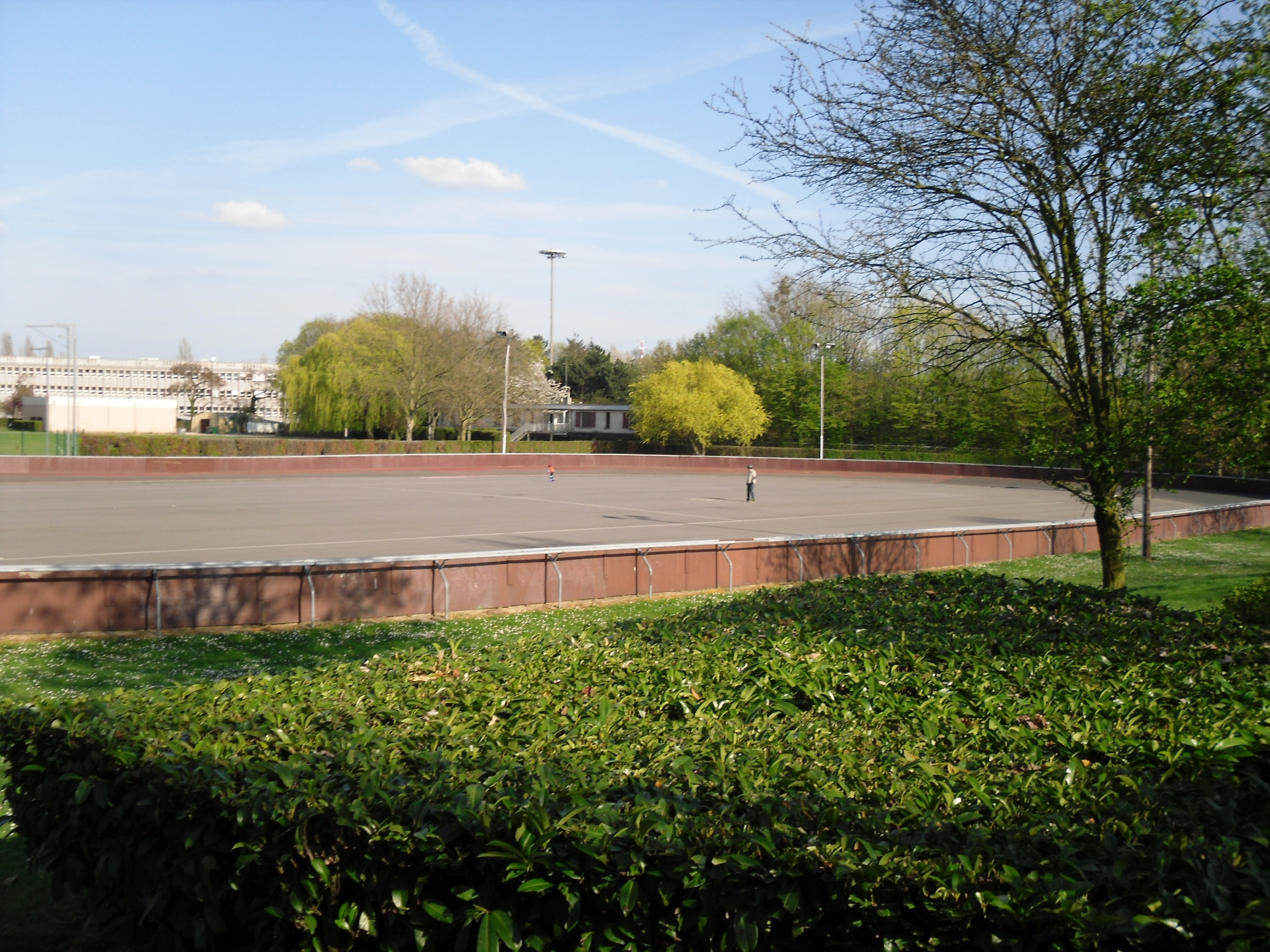
Le roller-park.
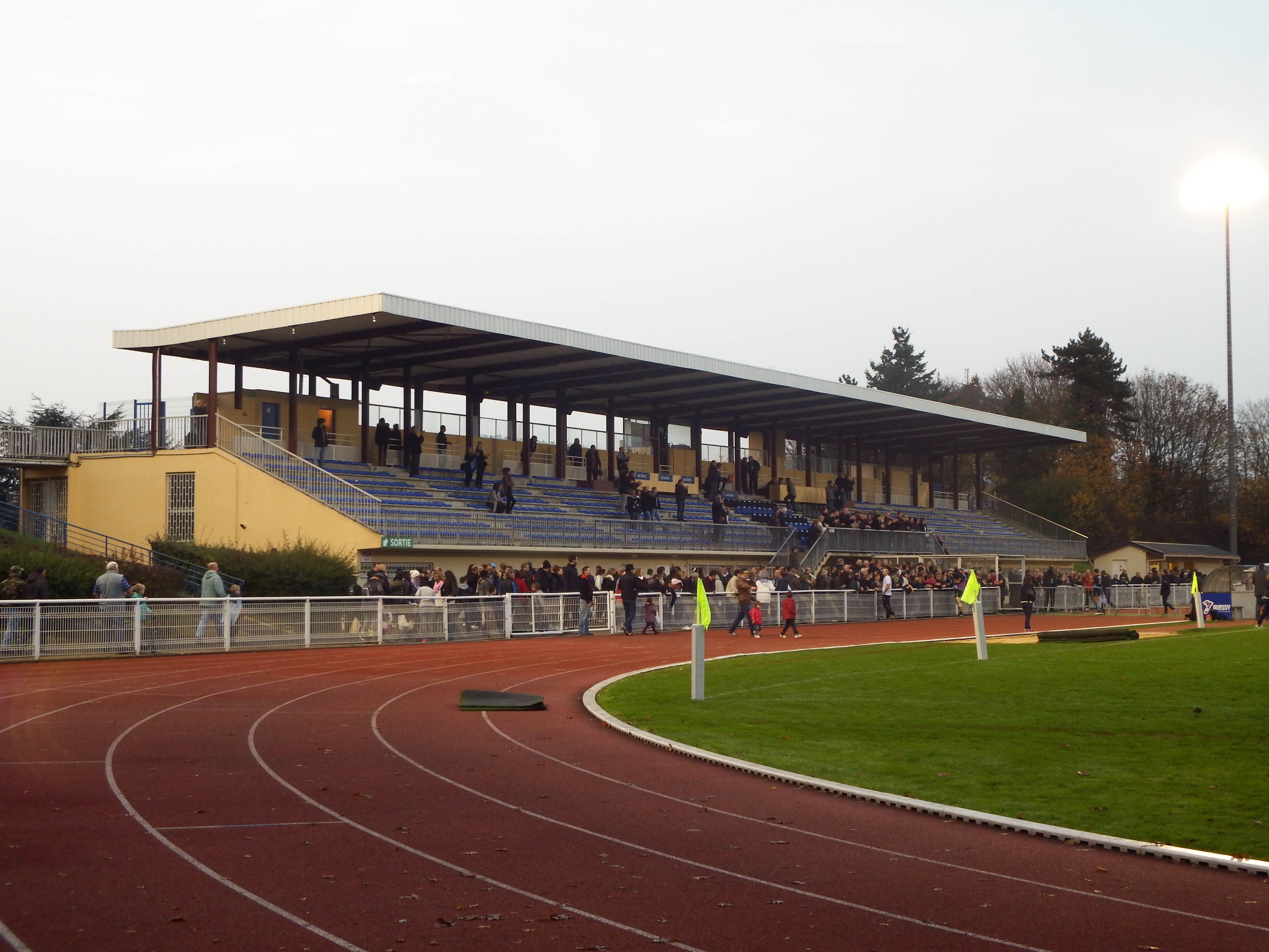
Le stade Jules-Ladoumègue.

### Santé

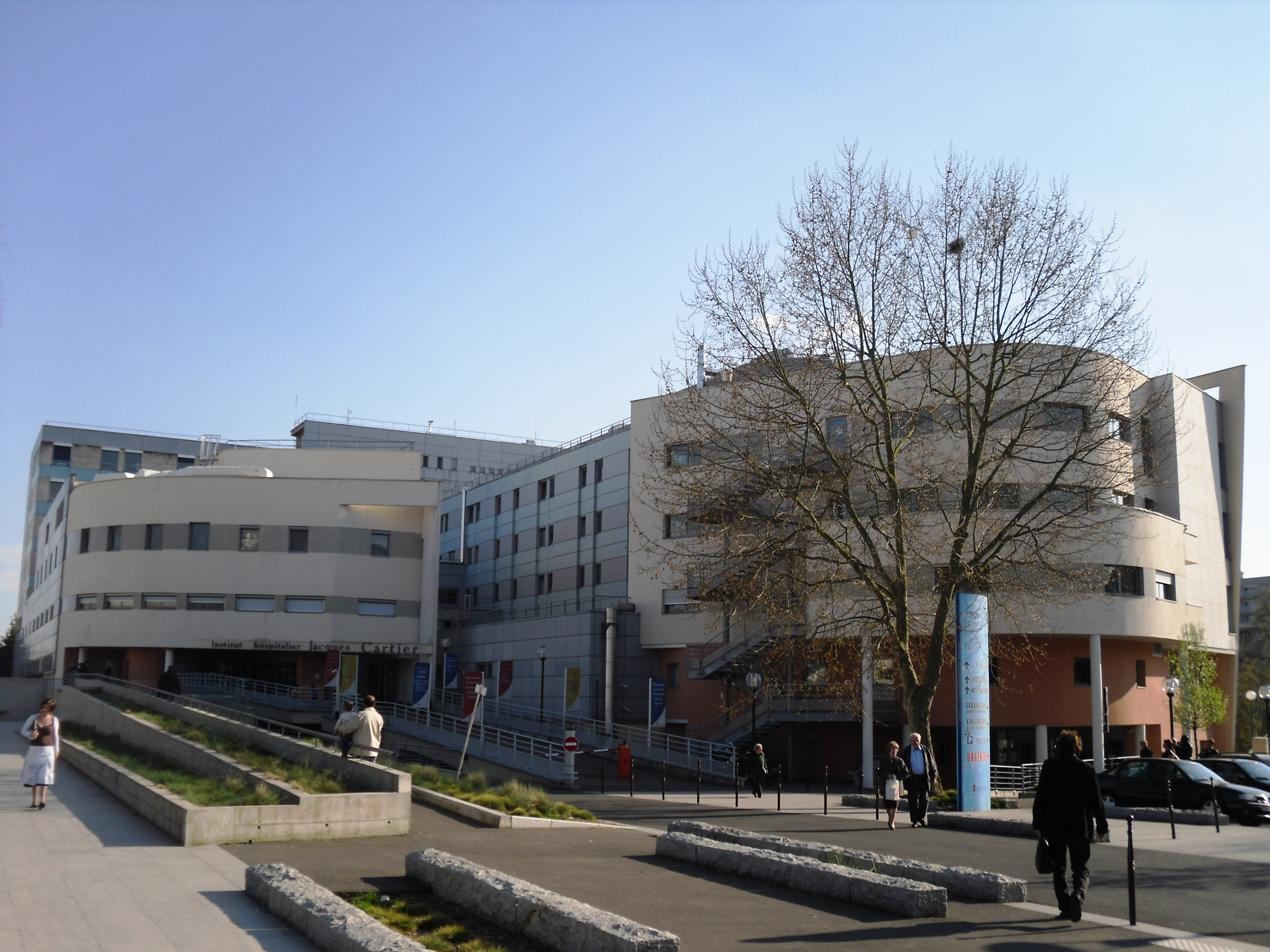
L’Institut hospitalier Jacques Cartier.

Massy accueille depuis 1996 l’institut hospitalier Jacques Cartier, à la suite de la fusion des cliniques de Massy, Vigier de Savigny-sur-Orge et Francilienne des Ulis. Avec deux cent soixante-douze lits, vingt et un mille hospitalisations, mille cent cinq naissances et le traitement de dix sept mille urgences en 2007, c’est un pôle de santé majeur du sud-francilien spécialisé entre autres en cardiologie et chirurgie cardiaque, géré par la Générale de Santé.
En outre, sont installés dans la commune différents dispensaires, un centre départemental de prévention et santé, trois centres médico-psycho-pédagogique pour adultes, adolescents et enfants, un centre médico-social. Un centre de protection maternelle et infantile est installé dans le quartier de Villaine, avec une succursale dans le Grand-Ensemble, complété par un centre de planification familiale.
Un établissement d'hébergement pour personnes âgées dépendantes (EHPAD) et un foyer pour personnes âgées sont installés dans le Grand-Ensemble et à Villaine. Outre ceux pratiquants au centre hospitalier, soixante-treize médecins, trente-six chirurgiens-dentistes et treize pharmacies exercent dans la commune.

### Autres services publics

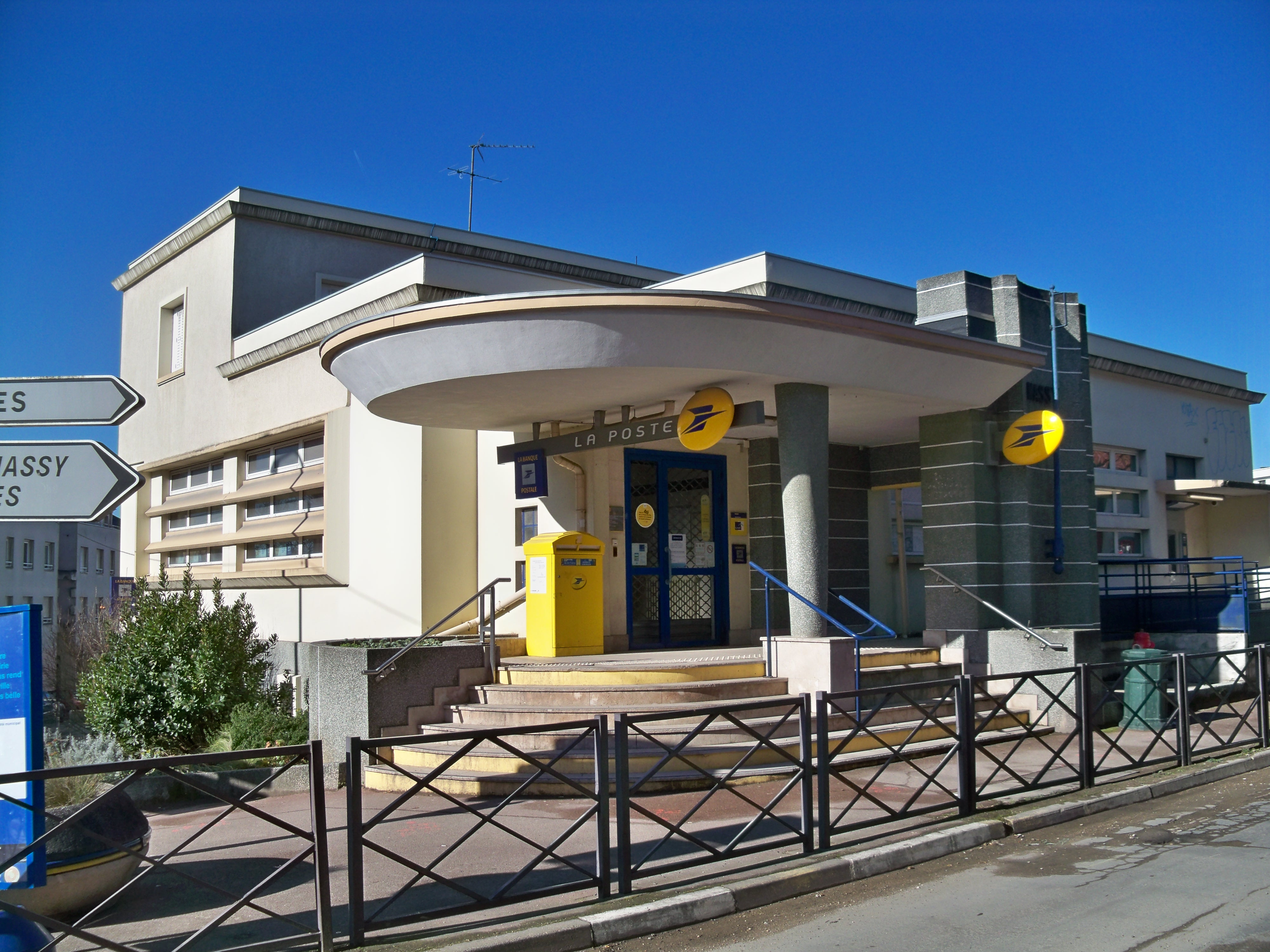
Jules Ferry

Principal centre urbain au nord-ouest du département, et bien qu’elle soit située entre deux sous-préfectures, Massy accueille un certain nombre de représentations du service public. La population a ainsi accès à la permanence du délégué du médiateur de la République en mairie, à une antenne de la caisse d’allocations familiales et de la caisse primaire d'assurance maladie, une agence du pôle emploi, anciennement l’agence nationale pour l'emploi et l’Assedic, quatre agences postales en centre-ville, à Opéra, Villaine et Vilmorin, une trésorerie principale et une antenne de la chambre de commerce et d'industrie de l'Essonne. Six avocats, une étude de notaire exercent dans la commune.

#### Sécurité

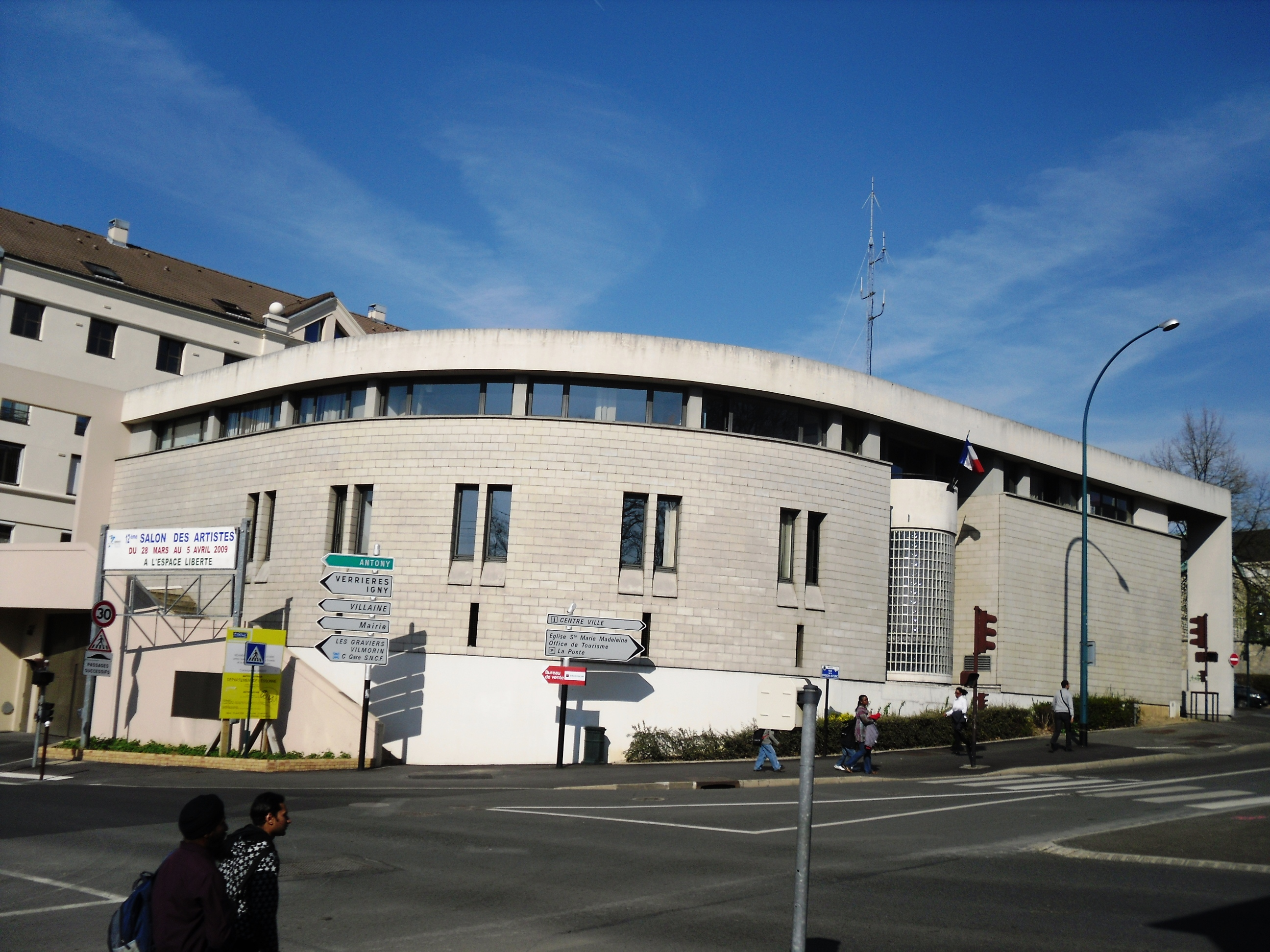
Le commissariat de police.

En 1997 est créée une police municipale,
La commune dispose aussi d’un commissariat de police et est le centre d’une circonscription de police couvrant Massy et Wissous[réf. nécessaire].
En 2009, elle accueille également la compagnie républicaine de sécurité no 5. Enfin, elle dispose aussi d’un centre de secours mixte.
Ces dispositifs, les actions de prévention et les rénovations urbaines ont participé à l’amélioration des questions de sécurité.

### Lieux de culte
Les paroisses catholiques sont rattachées au diocèse d'Évry-Corbeil-Essonnes et au secteur pastoral de Massy-Verrières. Elle dispose pour le culte des églises Sainte-Marie-Madeleine de Massy construite par l’architecte Pierre Pinsard, Saint-Fiacre-Saint-Esprit et Saint-Paul. Les israélites disposent d’une synagogue depuis 1965, l’église évangélique luthérienne dispose du temple Saint-Marc, les églises évangéliques baptistes et réformées disposent elles aussi de lieux de culte. La 1re « mosquée labellisée écologique » de France se situe dans le nouveau quartier Massy-Atlantis. Sa construction a débuté en 2010 et a été achevée en 2017.

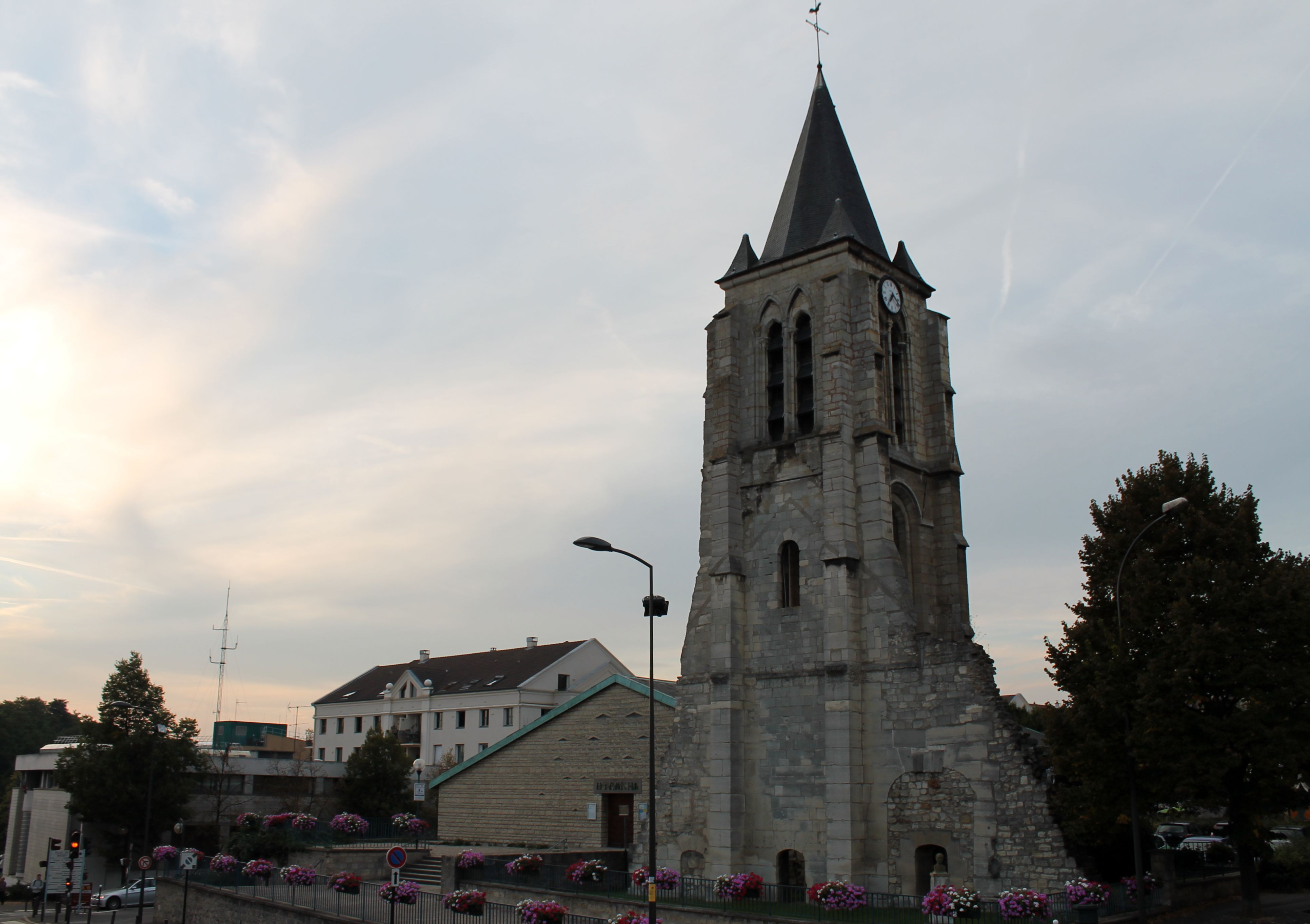
L’église Sainte-Marie-Madeleine.
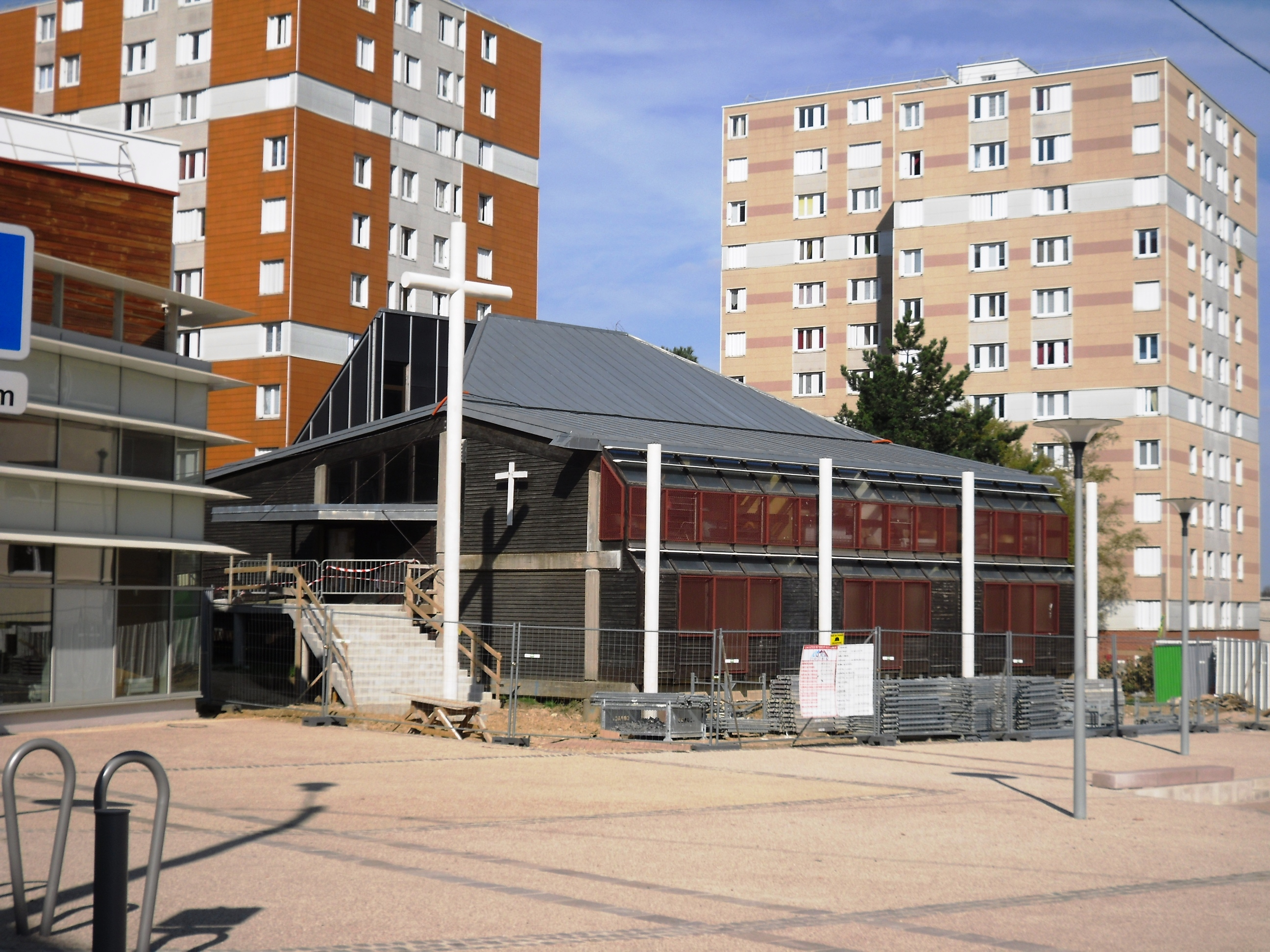
L’église Saint-Fiacre-Saint-Esprit.
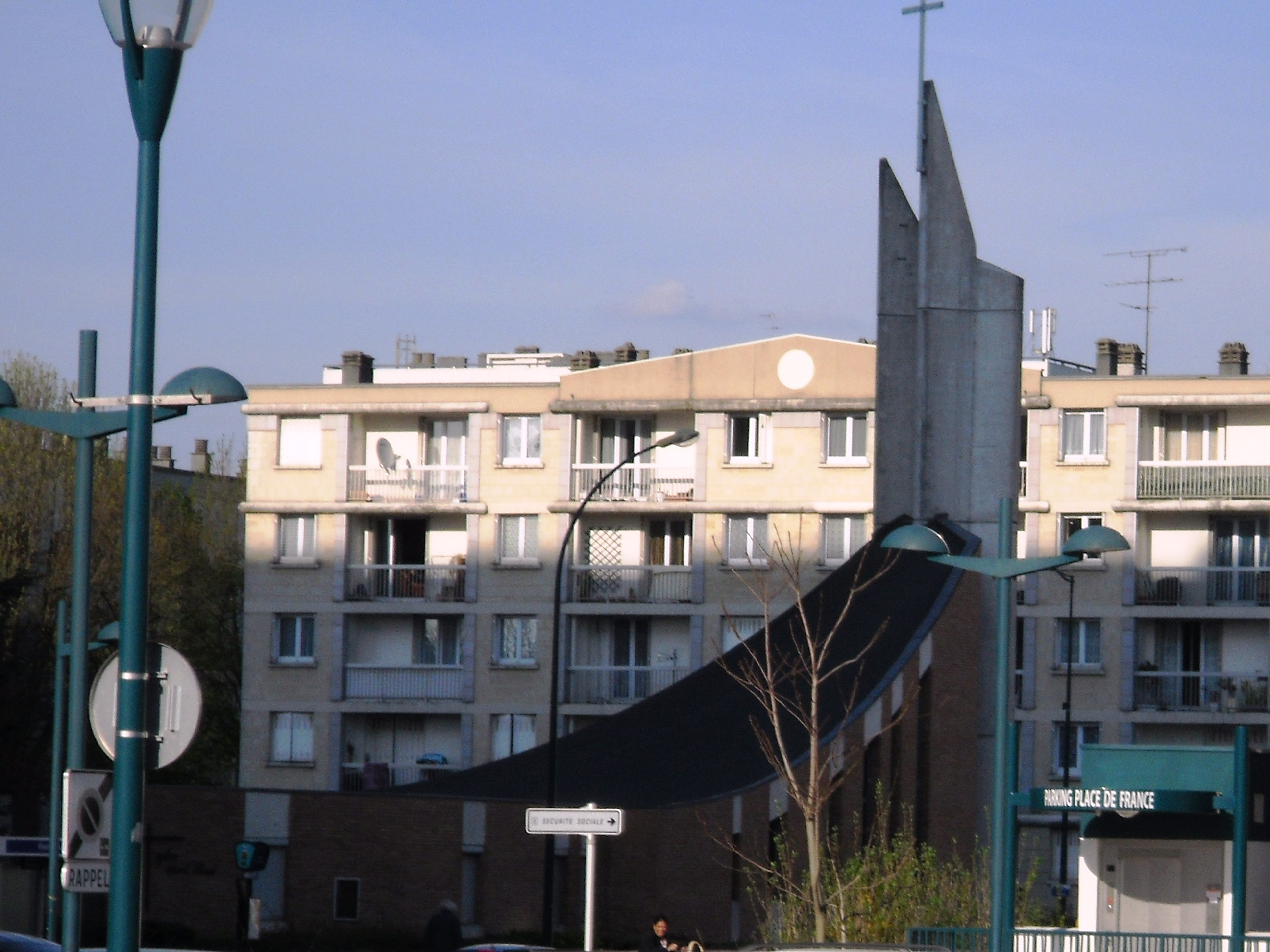
L’église Saint-Paul.
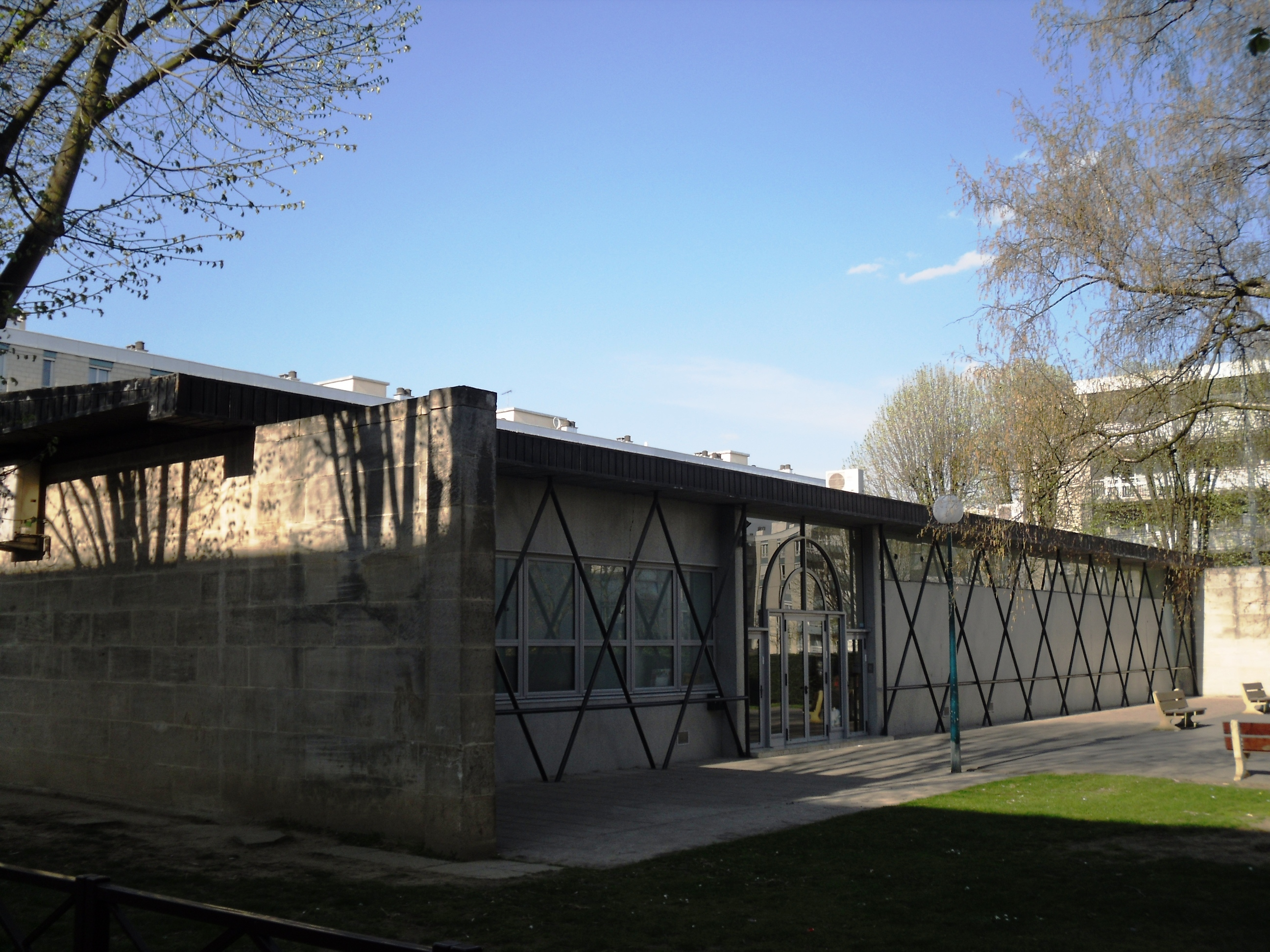
La synagogue.
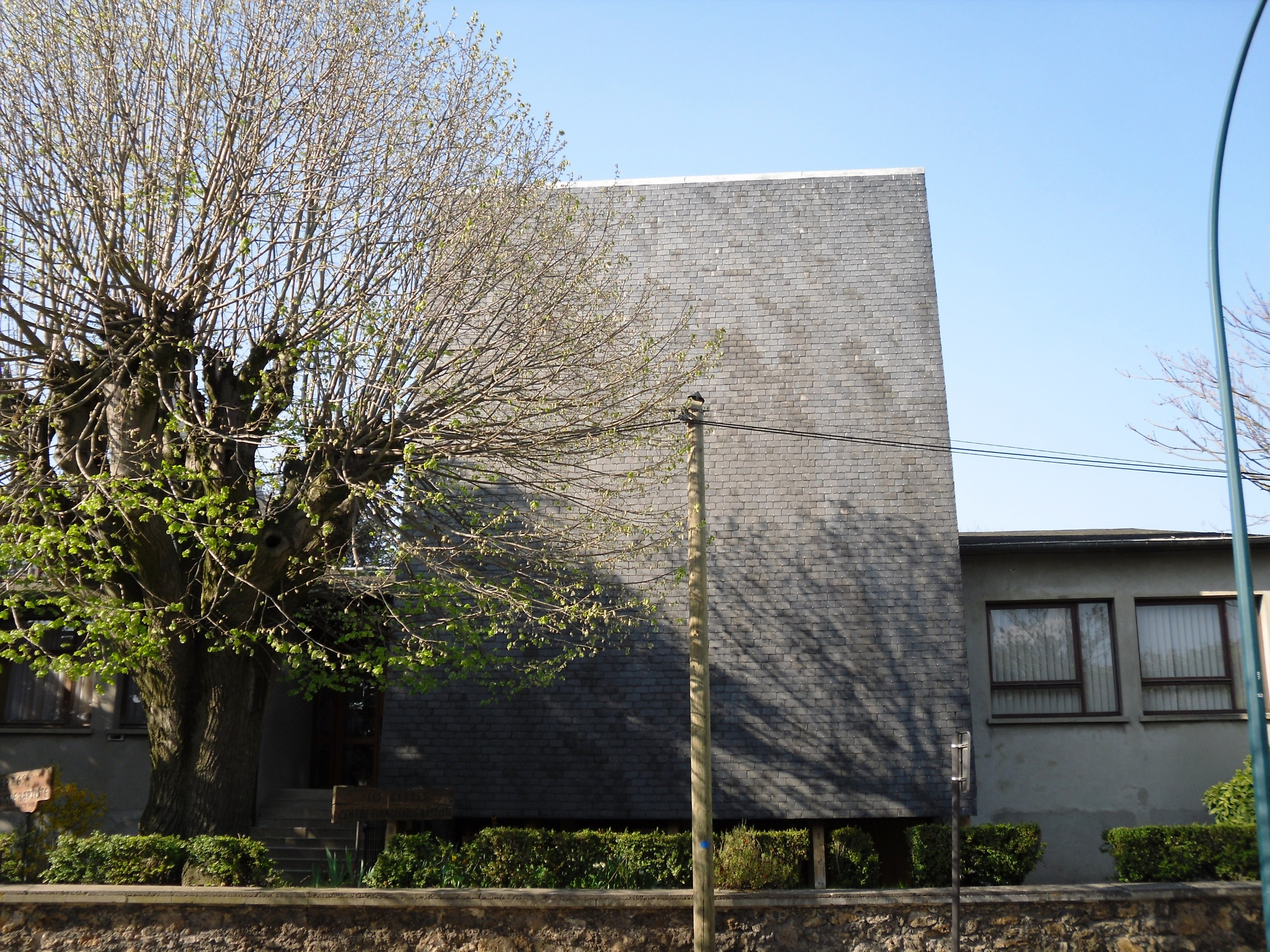
L’église baptiste.
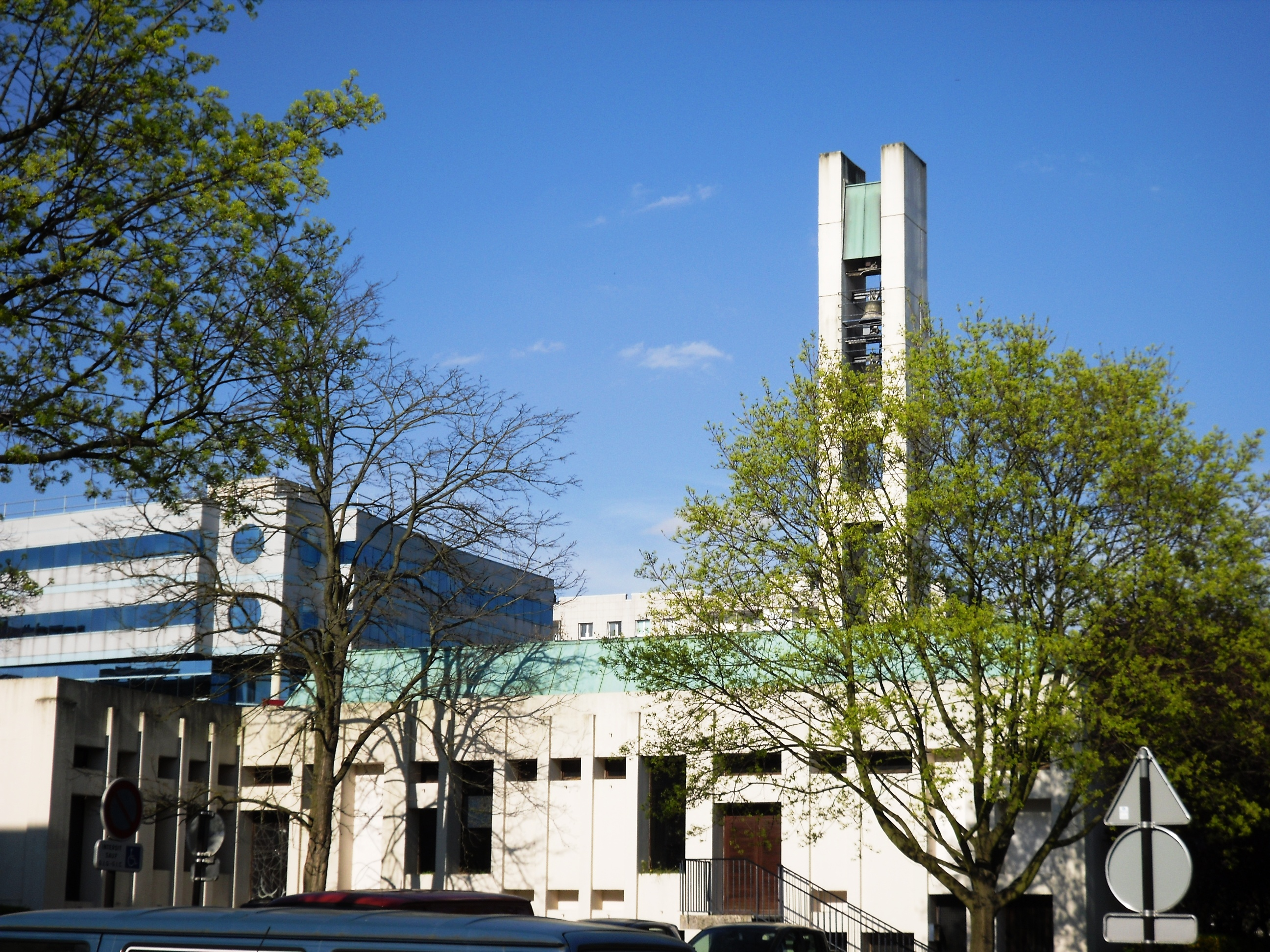
Le temple Saint-Marc.
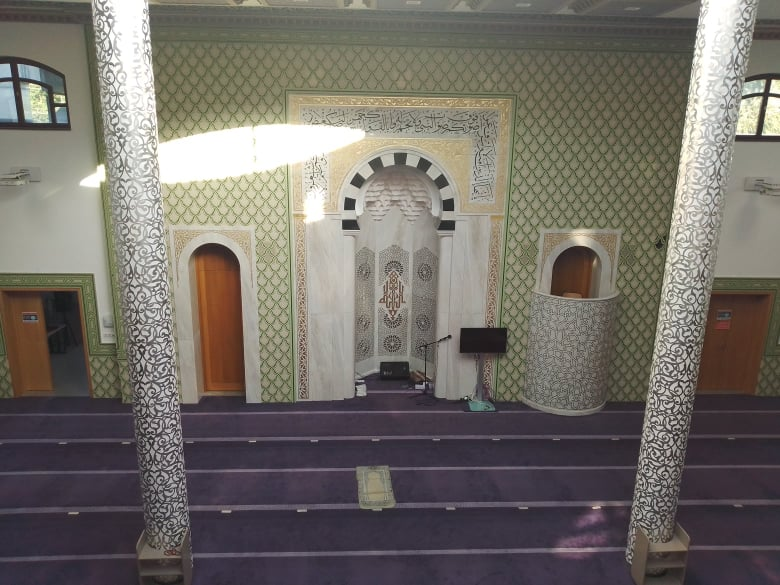
Intérieur de la mosquée de Massy

### Médias
La commune est située dans le bassin d’émission des chaînes de télévision France 3 Paris Île-de-France Centre, IDF1 et Téléssonne intégré à Télif. La commune a développé sa propre télévision associative, MassyTV accessible en ligne. L’hebdomadaire Le Républicain relate les informations locales dans son édition Nord-Essonne comme la station de radio EFM. La radio Zénith FM émettait depuis le centre commercial -X % dans la commune.

## Économie

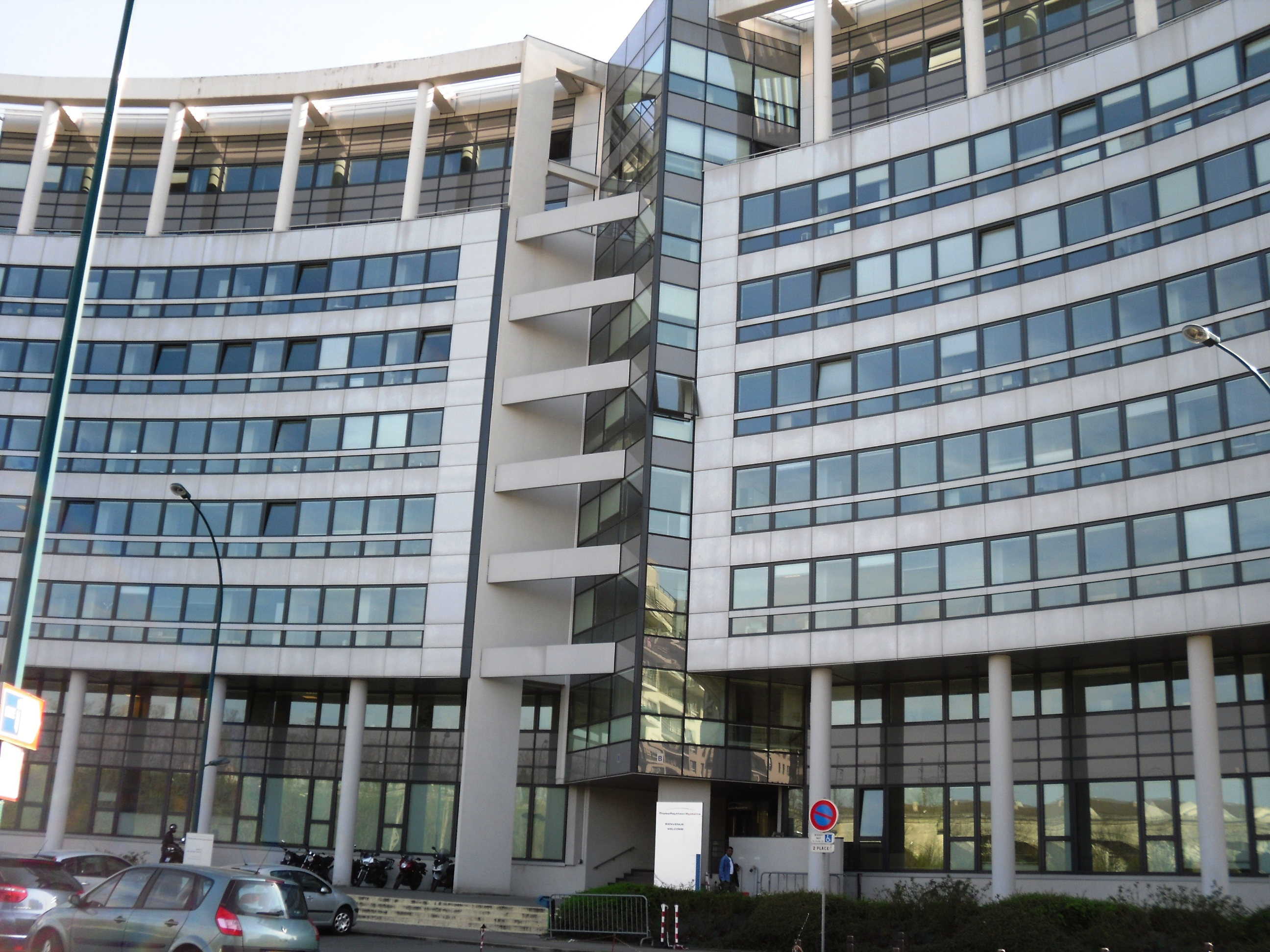
Le siège de Thales Raytheon Systems.

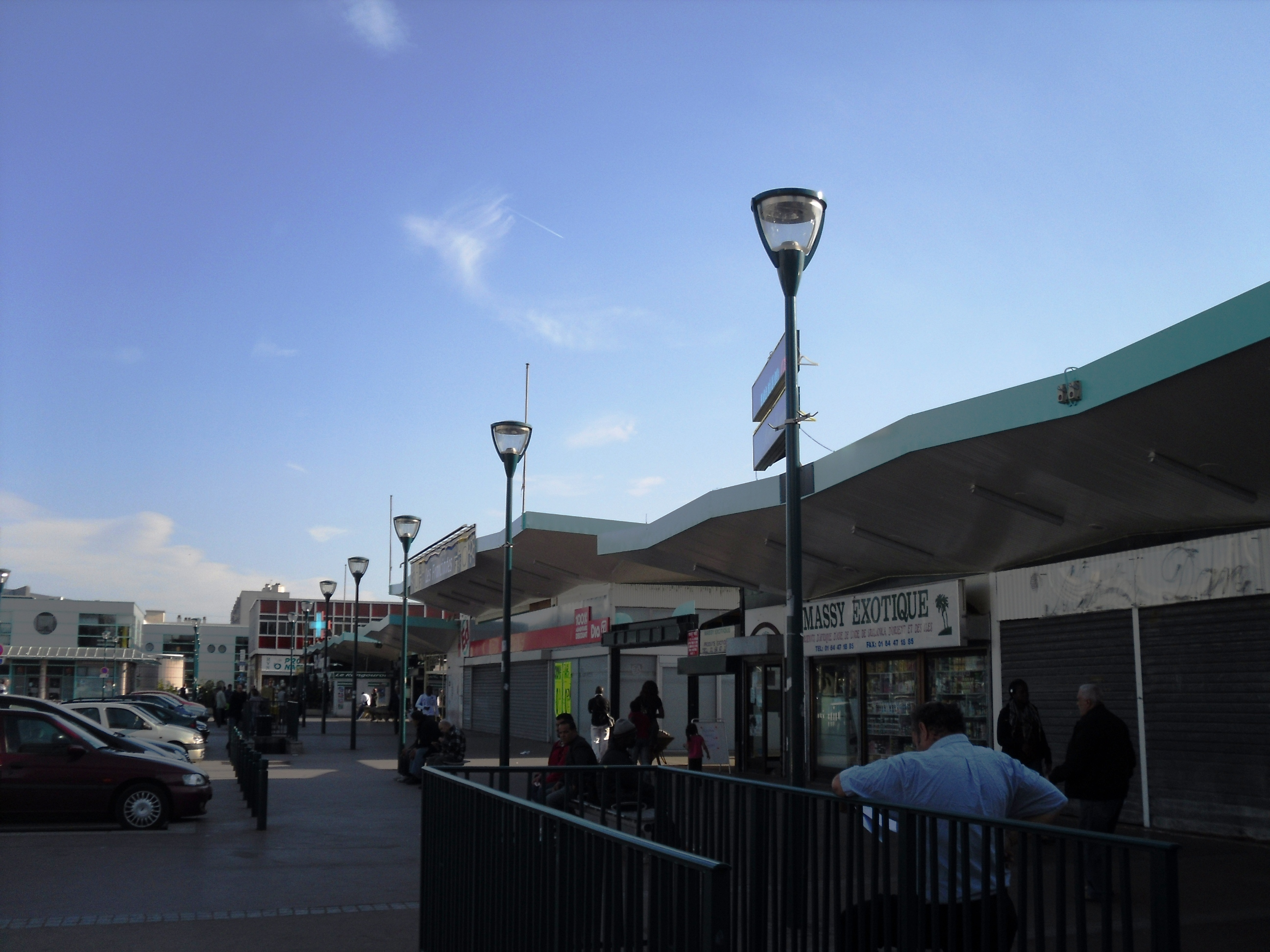
Les Franciades.

La commune de Massy a longtemps été principalement tournée vers l’agriculture. En 1988, cinq exploitations agricoles étaient encore en activité, occupant une superficie de quarante-huit hectares et employant dix-neuf personnes à temps plein. En 2007 encore, quarante-quatre personnes travaillent la terre à Massy. Quatre marchés sont organisés dans la commune, les mardis et vendredis allée de Narbonne, le vendredi soir et le dimanche matin à Vilmorin (place de l'Union Européenne), les mercredis et samedis à la halle Villaine et les jeudis et dimanches matin en centre-ville (face à l'église Sainte-Marie-Madeleine).
Elle est aujourd’hui[Quand ?] intégrée par l’Insee au bassin d'emploi de Boulogne-Billancourt qui regroupait en 1999 huit cent vingt mille habitants, les Massicois représentant 4,6 % du total.
Près de trois cent mille personnes occupaient un emploi salarié dans le secteur privé, dont 76,9 % dans le secteur tertiaire et 17,5 % dans l’industrie, soit respectivement moins trois et plus trois points que la moyenne régionale. En 2009, aucune des vingt plus grandes entreprises des quarante mille implantées dans ce secteur ne se trouve à Massy, mais des établissements importants ont néanmoins élu domicile dans les zones d’activités municipales, dont Areva T&D, Bull, Fnac Logistique, Thales Raytheon Systems, Sagem Défense Sécurité, d’autres y ont leur siège social comme CGGVeritas, Converteam, Ericsson France, Reckitt Benckiser France, Bridgestone France, Alstom Power Systems entre autres. S’ajoutera en janvier 2011 le nouveau siège social de Carrefour. Ces grands groupes trouvent, outre des infrastructures de transports nombreuses, diverses zones d’activités réparties sur le territoire, parmi lesquelles les Champs-Ronds, la Bonde, le parc du Moulin ou la zone du Pérou. Parmi ces entreprises, la Curma, le centre d’incinération des déchets ménagers est recensé par le registre français des émissions polluantes pour ses prélèvements en eau importants (741 m3 par an en 2004) et pour ses rejets en dioxyde de carbone, dioxyde d'azote et dioxyde de soufre.
Au total, en 2009, ce sont 1 932 entreprises de toutes tailles qui sont implantées à Massy dont 1 464 sièges sociaux, 65,5 % du total ayant leur activité principale dans le secteur des services, entreprises qui employaient en 2004 plus de vingt-quatre mille personnes alors que la population active communale n’était estimée qu’à 19 046 personnes. Cette présence importante d’entreprises et les nombreux moyens d’accès présents s’accompagnent d’infrastructures dédiées au tourisme d'affaires avec la présence de cinq hôtels pour un total de trois cent cinquante huit chambres dont cent seize classées trois étoiles au Novotel. L’importance économique qu’elle représente dans le département vaut à Massy de disposer d’une antenne de la Chambre de commerce et d'industrie de l'Essonne. Le commerce représente une part importante de l’activité économique dans la commune avec trois centres commerciaux d’importance, par ordre de taille le centre E.Leclerc dans le quartier du Pileu, le centre des Franciades réalisé par l’architecte Jean Balladur dans le quartier du grand ensemble et le vaste centre conjoint à -X %, Cora et Leroy Merlin en bordure de l’autoroute A10. Depuis novembre 2005, la commune est au cœur de l’opération d'Intérêt National de Massy Palaiseau Saclay Versailles Saint-Quentin-en-Yvelines.

### Emplois, revenus et niveau de vie
Malgré ces atouts économiques indéniables, en 2007, 1 159 personnes étaient en recherche d’emploi, le taux de chômage en 1999 était fixé à 10,4 %. La commune souffre ainsi de différences sociales marquées, en 1999, les cadres sont statistiquement les plus nombreux avec 30,6 % de la population active, cent deux contribuables étaient assujettis à l’impôt de solidarité sur la fortune avec un patrimoine moyen fixé à 1 284 974 euros, mais le revenu moyen des ménages ne s’élevait qu’à 17 321 € par an, chiffre relevé à 22 838 € en 2006, 26,4 % des ménages n’étaient pas imposés, 58,8 % d’entre eux étaient locataires de leur logement dont 38,5 % dans le parc HLM en 1999. Le revenu fiscal médian par ménage était en 2006 de 18 943 euros, ce qui plaçait Massy au 5 114e rang parmi les 30 687 communes de plus de cinquante ménages en métropole et au cent soixante-douzième rang départemental.
En 2010, le revenu fiscal médian par ménage était de 34 362 €, ce qui plaçait Massy au 7 303e rang parmi les 31 525 communes de plus de 39 ménages en métropole.
| Répartition des emplois par catégorie socioprofessionnelle en 2006. |              |                                           |                                                   |                            |                          |                           |
|                                                                     | Agriculteurs | Artisans, commerçants, chefs d’entreprise | Cadres et professions intellectuelles supérieures | Professions intermédiaires | Employés                 | Ouvriers                  |
| Massy                                                               | 0,0 %        | 2,4 %                                     | 34,5 %                                            | 27,2 %                     | 22,8 %                   | 13,0 %                    |
| Zone d’emploi de Boulogne-Billancourt                               | 0,0 %        | 3,9 %                                     | 34,9 %                                            | 26,9 %                     | 23,8 %                   | 10,4 %                    |
| Moyenne nationale                                                   | 2,2 %        | 6,0 %                                     | 15,4 %                                            | 24,6 %                     | 28,7 %                   | 23,2 %                    |
| Répartition des emplois par secteur d'activité en 2006.             |              |                                           |                                                   |                            |                          |                           |
|                                                                     | Agriculture  | Industrie                                 | Construction                                      | Commerce                   | Services aux entreprises | Services aux particuliers |
| Massy                                                               | 0,2 %        | 15,0 %                                    | 4,3 %                                             | 14,0 %                     | 28,2 %                   | 5,2 %                     |
| Zone d’emploi de Boulogne-Billancourt                               | 0,2 %        | 11,7 %                                    | 3,9 %                                             | 10,7 %                     | 29,8 %                   | 9,7 %                     |
| Moyenne nationale                                                   | 3,5 %        | 15,2 %                                    | 6,4 %                                             | 13,3 %                     | 13,3 %                   | 7,6 %                     |
| Sources : Insee                                                     |              |                                           |                                                   |                            |                          |                           |

## Culture locale et patrimoine

### Patrimoine environnemental
Les bords de la Bièvre ont été recensés au titre des espaces naturels sensibles par le conseil départemental de l'Essonne.

#### Espaces verts

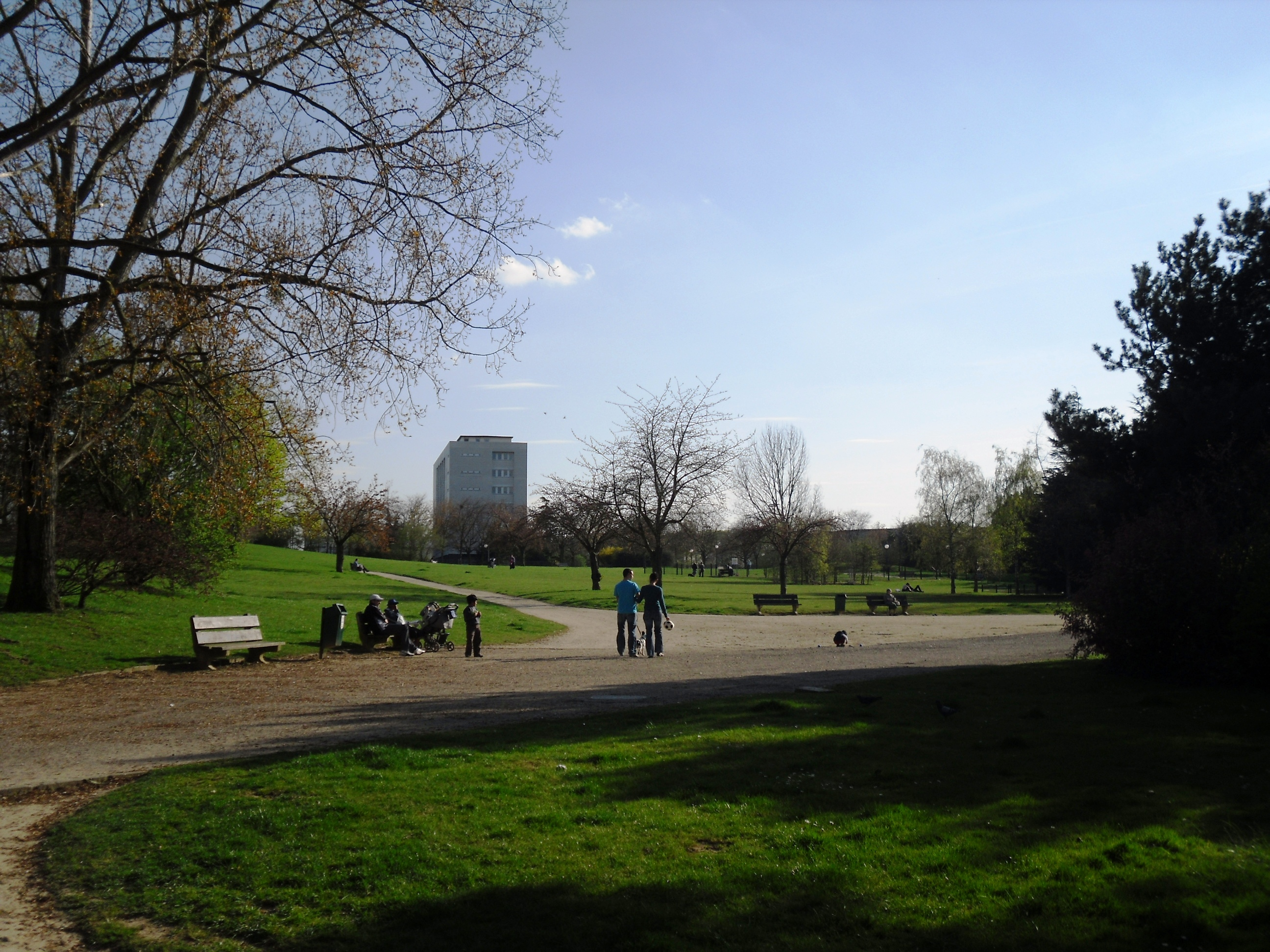
Le parc Descartes.

La commune compte cent vingt hectares d’espaces verts comprenant, au nord-est le parc urbain Georges Brassens et le parc Descartes, au centre l'espace Liberté près de la Mairie, le parc de la Tuilerie sur une partie de l'ancien parc du château près du centre commercial, à l’ouest le parc de Vilgénis ouvert au public le 1er juillet 2018, et la coulée verte du sud parisien qui s’achève à proximité du centre-ville et dont le prolongement jusqu'à la gare de Massy-Palaiseau est projeté.
Afin de préserver et d'enrichir ce patrimoine, la commune s’est engagée en 2009 dans une démarche de développement durable avec un « Agenda 21 » groupant cent actions dont l’extension des espaces verts et la revégétalisation du talus en bordure des voies ferrées, engagement qui lui a permis de remporter en 2010 le grand prix de l’Environnement des villes et territoires d’Île-de-France. Les actions d’embellissement de la commune par la mairie lui ont valu d’obtenir en 2009 trois fleurs au concours des villes et villages fleuris.

### Patrimoine architectural
Malgré les destructions importantes lors de la Seconde Guerre mondiale, le patrimoine architectural de Massy est relativement riche. Deux édifices sont classés au titre des monuments historiques :
- le château de Vilgénis reconstruit en 1823, dont les communs datant de 1755 sont classés en 1948 et le bâtiment principal le 23 septembre 1977, aujourd’hui propriétés d’Air France[219] ;
- L’église Sainte-Marie-Madeleine classée en 1920[220],[221], dont ne subsiste aujourd’hui que le clocher.

Dans le patrimoine non classé, on peut noter :
- l’ancienne maison de Nicolas Appert construite en 1802, aujourd’hui le centre culturel Saint-Exupéry[222] et complété par un buste du savant par le sculpteur Richard Bruyère en 1999 ;
- l’ancienne maison de Fustel de Coulanges construite au XIXe siècle[223] ;
- la maison du docteur Jacques René Tenon, construite au XVIIe siècle, aujourd’hui occupée par la Fondation d'Auteuil[224].

Depuis, le renouveau et le développement démographique ont permis l’édification de nouvelles œuvres. Ont été ainsi récemment construits :
- le centre commercial des Franciades par Jean Balladur ;
- l’église Sainte-Marie-Madeleine par Pierre Pinsard ;
- l'église luthérienne Saint-Marc, construite en 1963 sur les plans de Philippe Verrey et de Pierre Venancie[225] ;
- la synagogue construite en 1963 par Pierre Sonrel et Jean Duthilleul[226] ;
- la mairie en 1984 ;
- l’« arbre de Lumière » du sculpteur Raymond Moretti en 1989 ;
- l’Opéra de Massy en 1993 ;
- la statue de Toussaint Louverture, dévoilée le 10 septembre 1989, sur la place Victor Schœlcher à l'occasion du bicentenaire de la Révolution par Claude Germon, député-maire de Massy et José Pentoscrope, conseiller municipal et président du CIFORDOM (Centre d’information, Formation, Recherche et Développement pour les Originaires d’Outre-Mer) en présence de Gaston Monnerville, ancien Président du Sénat, Gabriel Lisette, ancien ministre, Alex Garcia, le sculpteur et de plusieurs personnalités de l'outre-mer. C'est alors la première statue d'un homme noir sur l'espace public en métropole.
- les tours du 26 allée Émile Zola[227] et des 2, 4 et 6 rue Victor Hugo[228],[229],[230] dominent la commune du haut de leurs dix-sept étages.

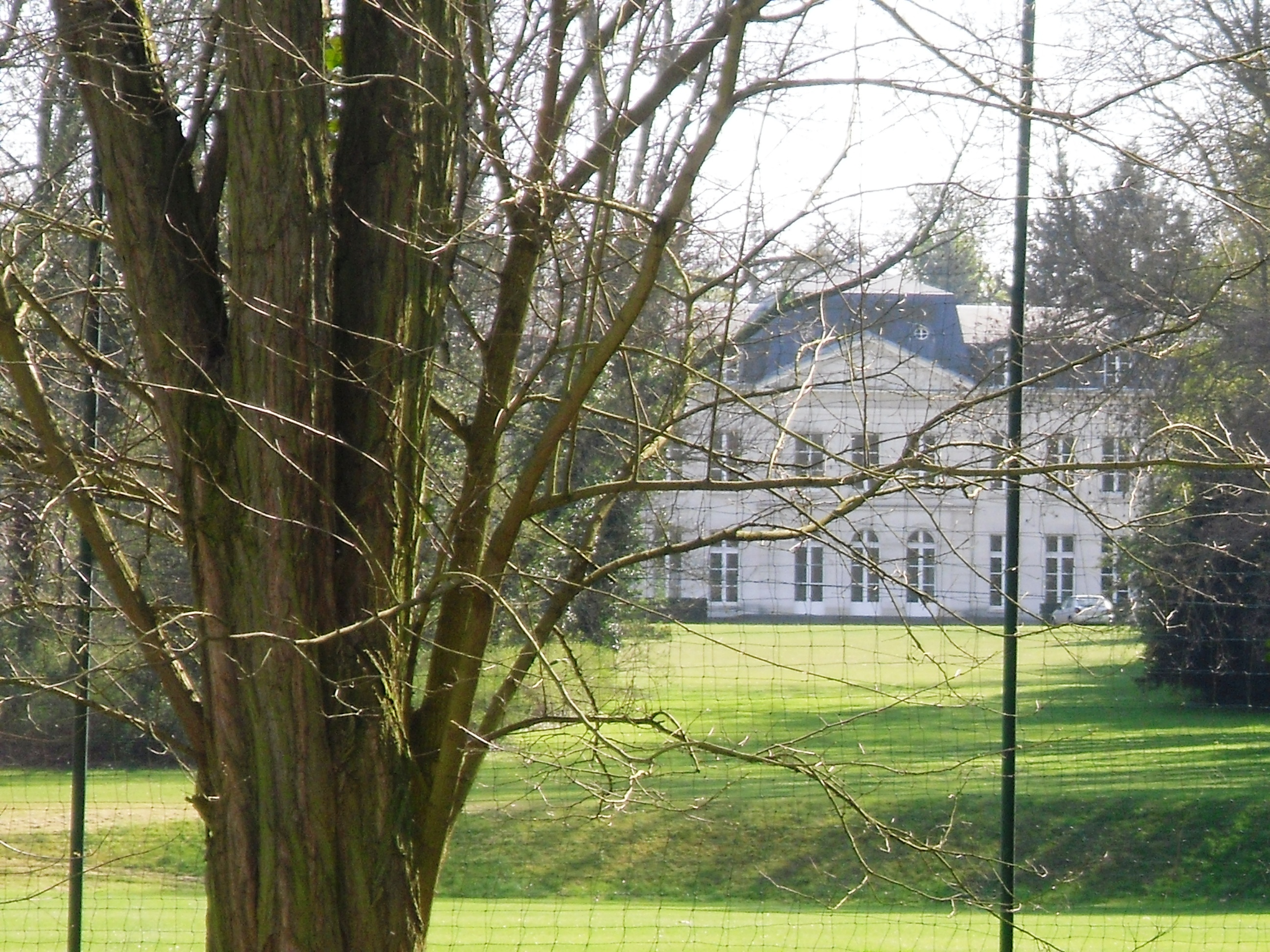
Le château de Vilgénis.
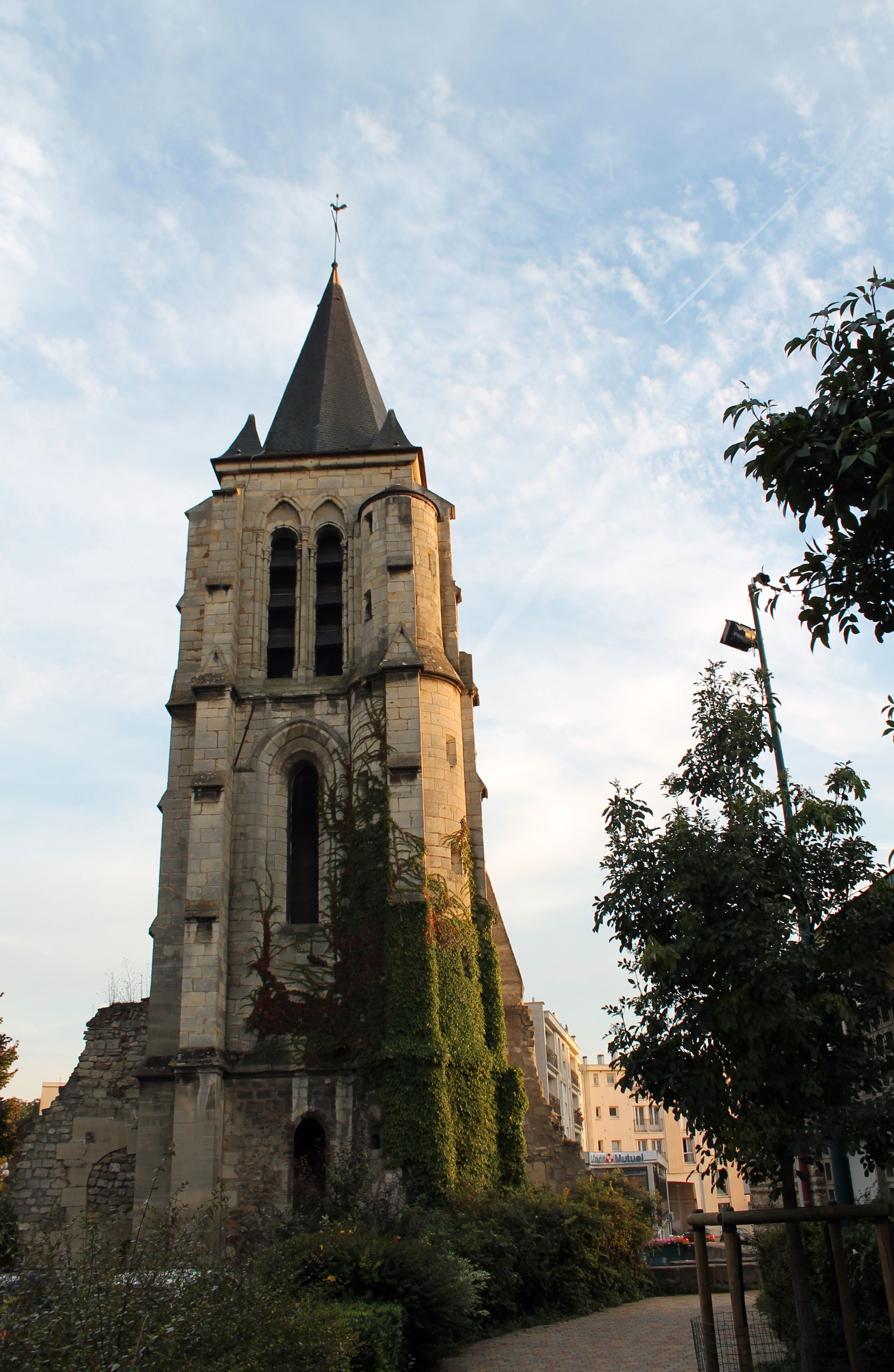
L’ancien clocher de l’église Sainte-Marie-Madeleine.
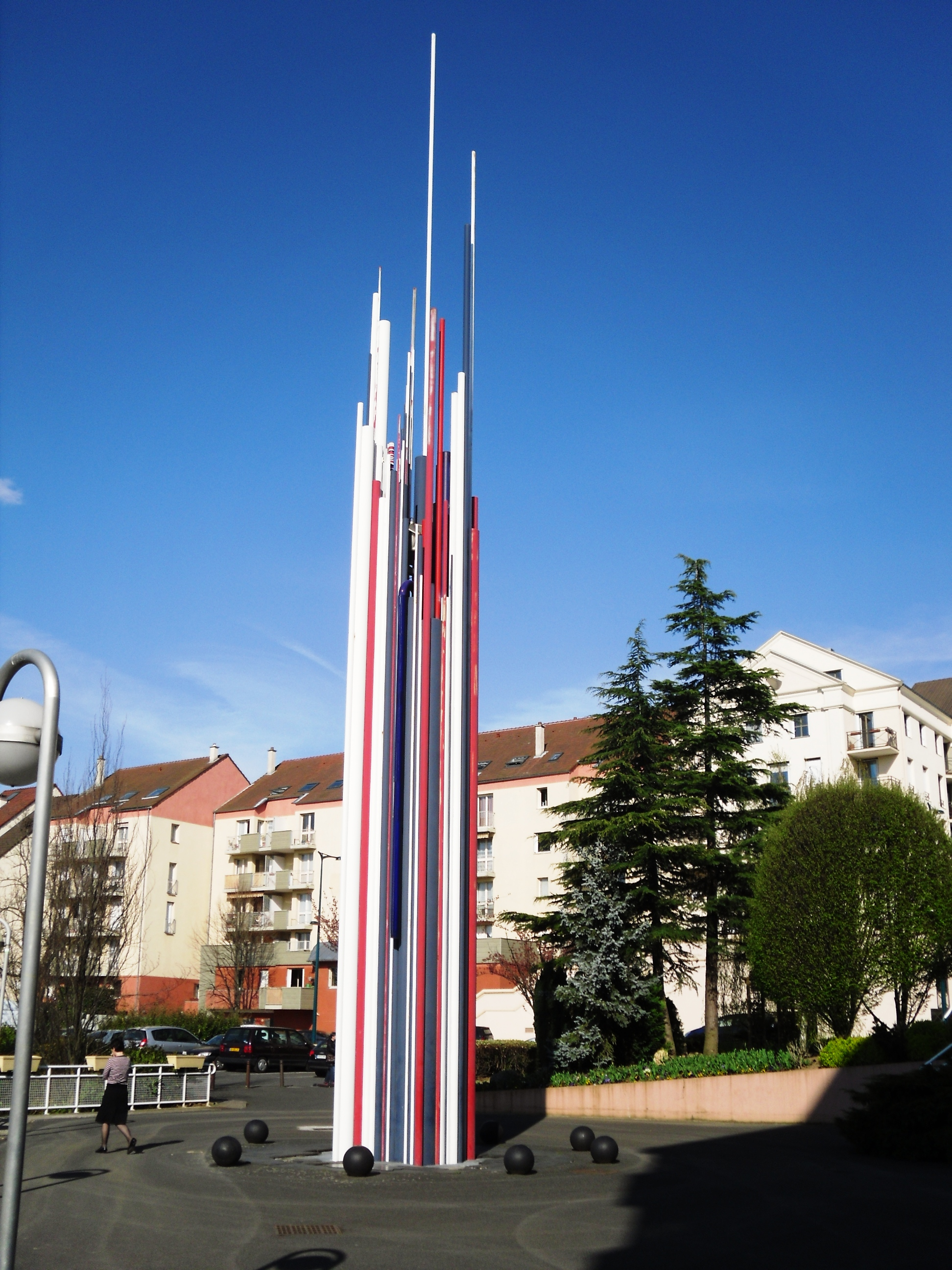
L’Arbre de Lumière.
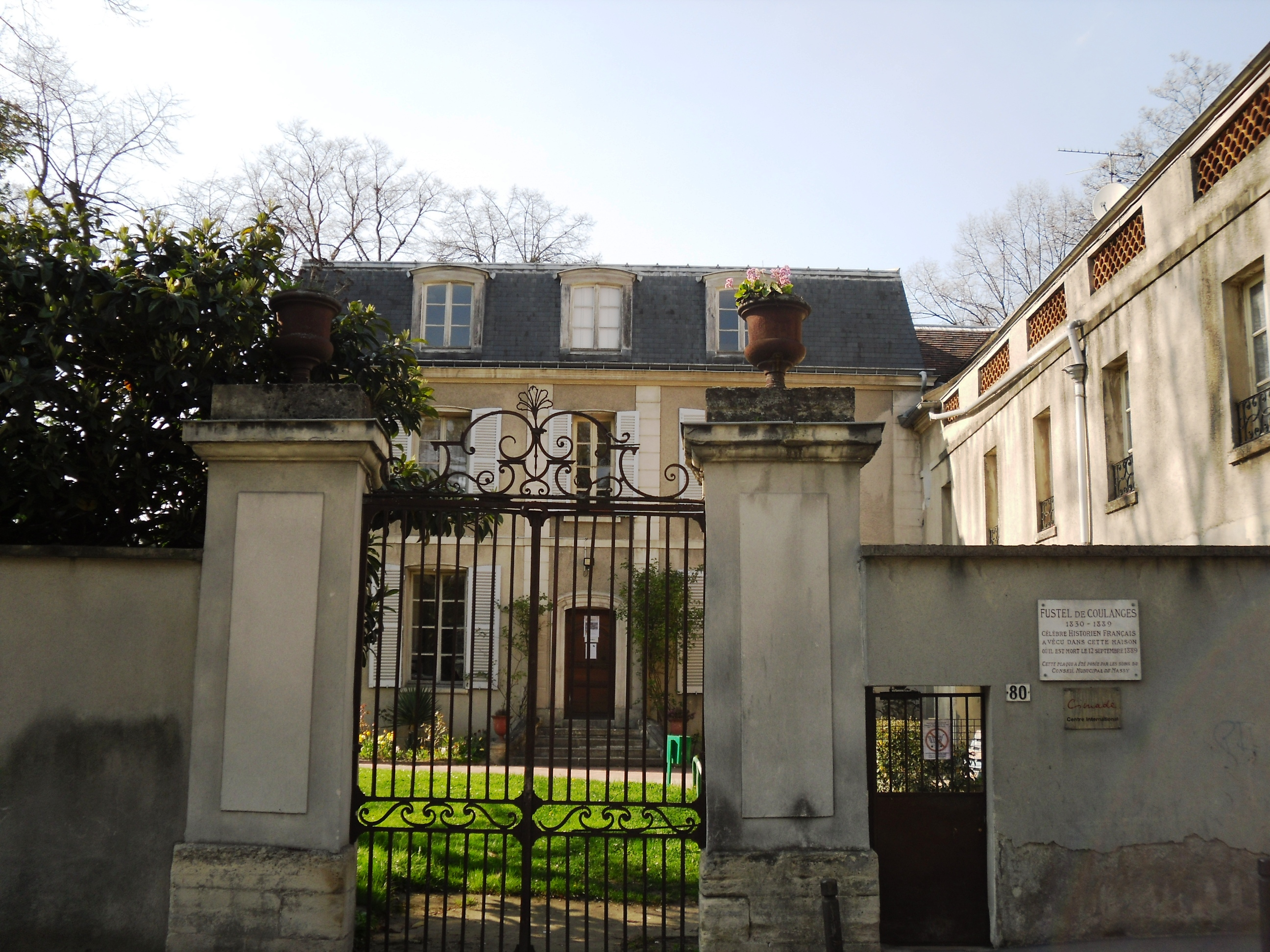
La maison de Fustel de Coulanges.

### Personnalités liées à la commune
Différents personnages publics sont nés, décédés ou ont vécu à Massy :
- Pierre de Villiers (?-1386), Grand maître de France était seigneur de Massy.
- Anne de Montmorency (1492-1567), Grand maître de France et connétable était seigneur de Massy.
- Antoine Coëffier de Ruzé d'Effiat (1581-1632), maréchal de France était baron de Massy.
- Claude Glucq des Gobelins (1676-1742), homme d'affaires et magistrat y vécut.
- Denis Diderot (1713-1784), écrivain et philosophe y séjourna.
- Jacques René Tenon (1724-1816), chirurgien y vécut.
- Louis V Joseph de Bourbon-Condé (1736-1818), prince de Condé et prince du sang y vécut.
- Nicolas Appert (1749-1841), inventeur y est mort.
- Louise-Adélaïde de Bourbon-Condé (1757-1824), abbesse de Remiremont y vécut.
- Louise d'Aumont (1759-1826), était baronne de Massy et devint princesse de Monaco.
- Constant Dubos (1768-1845), rhétoricien y est né.
- Jean-Auguste-Dominique Ingres (1780-1867), artiste peintre y séjourna et réalisa trois œuvres au château de Vilgénis.
- Catherine de Wurtemberg (1783-1835), Reine de Westphalie y vécut.
- Jérôme Bonaparte (1784-1860), maréchal de France y vécut et y est mort.
- André Giroux (1801-1879), artiste peintre et photographe y vécut.
- Napoléon Joseph Charles Paul Bonaparte (1822-1891), prince français y vécut.
- Numa Denys Fustel de Coulanges (1830-1889), historien y vécut et y est mort.
- Frédéric Bonnefille ancien sénateur maire de Massy, à partir de 1881.
- Alice Heine (1858-1925), était baronne de Massy.
- Paul Bailliart (1877-1969), ophtalmologiste, en fut maire et y est enterré.
- Louis-Ferdinand d'Orléans (1888-1945), infant d’Espagne y séjourna.
- Léon Poliakov (1910-1997), historien y vécut.
- Antoinette de Monaco (1920-2011), est titrée baronne de Massy.
- Jean-François Le Ny (1924-2006), psychologue y est mort.
- Alexandre Grothendieck (1928-2014), mathématicien y vécut et y enseigna.
- Nikita Struve (ru) (1931-2016), universitaire spécialiste de la culture russe, éditeur et traducteur, y est mort.
- Claude Germon (1934- ), homme politique en fut maire.
- Édouard Stako (1934-2008), footballeur y est mort.
- Dominique Rouits (1949- ), chef d'orchestre y a sa résidence à l’opéra.
- Jean-Luc Mélenchon (1951- ), homme politique en fut conseiller municipal en 1983.
- Marie-Noëlle Lienemann (1951- ), femme politique en fut maire-adjointe en 1979.
- Alain Chabat (1958- ), acteur, réalisateur et producteur de cinéma y vécut.
- Didier Faugeron (1962- ), joueur de rugby y fut entraîneur.
- Joan-Daniel Bezsonoff (1963- ), écrivain de langue catalane y vécut.
- Jacques Essebag dit « Arthur » (1966- ), animateur et producteur de télévision y vécut.
- Régis Brouard (1967- ), footballeur y fut licencié.
- Didier Thimothée (1970- ), footballeur y fut licencié.
- Victor Didebulidze (1971- ), joueur de rugby Géorgien y fut licencié.
- Stéphane Pocrain (1972- ), homme politique y vécut.
- Olivier Girault (1973- ), handballeur y fut licencié.
- Céline Barbe dite « Tabatha Cash » (1973- ), actrice pornographique y vécut.
- Christophe Beaugrand (1977- ), journaliste et animateur de télévision y est né.
- Jimmy Marlu (1977- ), joueur de rugby y fut licencié.
- Aca Ratuva (1978- ), joueur de rugby Fidjiens y fut licencié.
- Nicolaas Smit (1979-2014), joueur de rugby sud-africain y fut licencié.
- Sylvain Jonnet (1979- ), joueur de rugby y fut licencié.
- Barel Mouko (1979- ), footballeur Congolais y fut licencié.
- Dim Chris (1980- ), disc jockey y est né.
- Naude Beukes (1980- ), joueur de rugby sud-africain y fut licencié.
- Mélanie Georgiades dite « Diam’s » (1980- ), rappeuse y vécut.
- Michael Carroll (1981- ), joueur de rugby Irlandais y est licencié.
- Tallafe (1981- ), artiste peintre franco-tchadien y vit.
- Christel Kimbembe (1982- ), footballeur camerounais y fut licencié.
- Pierre Picard 1852-1910 inventeur d'un procédé de transmissions multiples sur un seul fil y est mort
- Grégory Lamboley (1982- ), joueur de rugby y fut licencié.
- Steve Malonga (1985- ), joueur de rugby y fut licencié.
- Sophie de Ronchi (1985- ), nageuse y est licenciée.
- Lionel Bringuier (1986- ), chef d'orchestre y exerça à l’opéra.
- Mathieu Bastareaud (1988- ), joueur de rugby y fut licencié.
- Yaya Sanogo (1993-), footballeur, y est né.
- Anthony Martial (1994-), footballeur, y est né.
- Johan Martial (1991-), footballeur, y est né.

### Héraldique et logotype

Logo.

| Blason de Massy (Essonne) | Blason  | De sable au lion léopardé d’or armé et lampassé de gueules, au chef d’azur chargé de trois fleurs de lys d’or. |
| Blason de Massy (Essonne) | Détails | Les ornements extérieurs de l’écu sont une couronne murale d’or à trois tours crénelées maçonnées de sable et soutenu par deux branches de chêne aussi d’or englantées d’argent, croisées et liées en pointe en sautoir. Ce blason fut adopté par une délibération du conseil municipal le 15 mars 1955. Le lion léopardé est celui figurant au chef du sceau des seigneurs de Massy, utilisé aussi dans le blason de Palaiseau. Les trois fleurs de lys d’or sur azur symbolisent ici l’ancienne province d’Île-de-France. Il s’agit aussi du chef de France attribué aux localités ayant le statut de Bonne ville. La couronne murale à trois tours est traditionnellement utilisée par les simples villes. Il apparaît sur la carrosserie de la motrice du TGV 391 au titre du parrainage du matériel SNCF par les communes. |

### Massy dans les arts et la culture
- Renaud parle de Massy dans la chanson Le Tango de Massy-Palaiseau sur l’album Ma gonzesse sorti en 1979.
- Massy est aussi un patronyme, dont celui du golfeur Arnaud Massy (1877-1950), de l’animatrice de télévision belge Christine Massy (1979- ), de la malacologiste irlandaise Annie Letitia Massy (1867-1931). C’est aussi le pseudonyme choisit par le lexicographe Napoléon Landais.
- La gare de Massy - Palaiseau sert de décor à l’album S.O.S. Météores, huitième de la série Blake et Mortimer d’Edgar P. Jacobs[233].
- Depuis le mariage de Louise d'Aumont avec le prince Honoré IV de Monaco en 1771, les titres des Grimaldi de Monaco ont intégré celui de baron de Massy. La fille de la princesse Charlotte Grimaldi de Monaco, petite-fille de Louis II de Monaco fut faite baronne de Massy à titre personnel et non transmissible le 15 novembre 1951, peu après son premier mariage, par le prince souverain Rainier III de Monaco, son frère cadet. Le nom de Massy a été transmis par la princesse à ses enfants, Élisabeth-Anne de Massy née le 13 janvier 1947, Christian Louis de Massy né le 17 janvier 1949, au 11e rang dans l'ordre de succession au trône de Monaco, Christine Alix de Massy née le 8 juillet 1951 et à ses petits enfants, Jean-Léonard Taubert-Natta de Massy né le 3 juin 1974, Mélanie-Antoinette Costello de Massy née le 18 janvier 1985, Laetizia de Massy, Brice Gelabale de Massy, Antoine de Massy et  Keith Sébastien Knecht de Massy.